# Втрати силових структур внаслідок російського вторгнення в Україну (січень — лютий 2022)
У статті наведено список втрат українських військовослужбовців у російсько-українській війні, починаючи з 1 січня 2022 року по 28 лютого 2022 року (включно).

## Список загиблих з 1 січня до 28 лютого 2022 року
| №                              | Світлина Емблема | Прізвище, ім'я, по-батькові                   | Про особу | Дата смерті                              | Обставини смерті |
| ------------------------------ | ---------------- | --------------------------------------------- | --- | ---------------------------------------- | --- |
| Січень                         |                  |                                               | |                                          | |
| 4534                           |                  | Тичина Ігор Олегович                          | 21 січня 2001, 20 років, м. Коростень Житомирська область. Снайпер 2-го десантно-штурмового відділення 2-го десантно-штурмового взводу 1-ї десантно-штурмової роти 13-го окремого десантно-штурмового батальйону 95 ОДШБр. Випускник Коростенського міського колегіуму. Виріс у багатодітній родині, був спортсменом-волейболістом. Залишились мати (батько — трагічно загинув) та дві сестри. | 1 січня 2022                             | Помер у ВМКЦ Північного регіону (м. Харків) в результаті важкого поранення кулею ворожого снайпера під час обстрілу 27 грудня 2021 року російсько-терористичними угрупуваннями позицій українських військових поблизу смт Нью-Йорк Донецької області. Похований на центральному кладовищі в м. Коростень. |
| 4535                           |                  | Україна                                       | 2001, смт. Нововасилівка Приазовський район Запорізька область. Механік-водій медичного пункту 1 механізованого батальйону (підрозділ — не уточнено). | 3 січня 2022                             | Згідно з повідомленням пресслужби Спеціалізованої прокуратури у військовій та оборонній сфері об'єднаних сил, тіло військовослужбовця без ознак життя з вогнепальним пораненням голови було виявлено в Донецькій області. |
| 4536                           |                  | Ткаченко Тимур Сергійович                     | м. Херсон. Молодший сержант, військовослужбовець ЗС України (підрозділ — не уточнено). | 4 січня 2022                             | Згідно з повідомленням керівника центру допомоги учасникам АТО при Херсонській ОДА, військовослужбовець помер під час виконання бойового завдання в зоні проведення ООС (причина смерті — не повідомляється). Похований в м. Херсоні. |
| 4537                           |                  | Україна                                       | 2003, мешканець м. Кривий Ріг Дніпропетровська область. Військовослужбовець ЗС України (підрозділ — не уточнено). | 9 січня 2022                             | Згідно з повідомленням Спеціалізованої прокуратури у військовій та оборонній сфері об'єднаних сил, військовослужбовець був знайдений мертвим на посту з вогнепальним пораненням голови в пункті дислокації військової частини в Донецькій області. |
| 4538                           |                  | Супрун Ілля Костянтинович                     | 29 вересня 1998, 23 роки, мешканець м. Дніпро. Старший лейтенант, військовослужбовець підрозділу 25 ОПДБр. Випускник Дніпровського ЛІТ при Дніпровському національному університеті імені Олеся Гончара. Закінчив НАСВ імені гетьмана Петра Сагайдачного в 2020 році. Залишилися мати та батько. | 10 січня 2022                            | Згідно з повідомленням пресслужби ООС, отримав поранення, несумісні з життям в результаті підриву на невідомому вибуховому пристрої поблизу селища Крута Балка на Донеччині. Похований у м. Дніпрі. |
| 4539                           |                  | Петренко Віталій Іванович                     | 1970, 51 рік, с. Цевеличі Володимир-Волинський район Волинська область. Мешканець м. Дніпро. Старший солдат, сапер інженерно-саперного підрозділу 25 ОПДБр. | 10 січня 2022                            | Згідно з повідомленням пресслужби ООС, отримав поранення, несумісні з життям в результаті підриву на невідомому вибуховому пристрої поблизу селища Крута Балка на Донеччині. Похований на військовій ділянці Краснопільського кладовища в м. Дніпрі. |
| 4540                           |                  | Кучеренко Віктор Геннадійович                 | 28 серпня 1993, 28 років, с. Антонівка Новоодеський район Миколаївська область, мешканець с. Новолазарівка Казанківського району Миколаївської області. Старший солдат, навідник першого кулеметного батальйону 17 ОТБр. Навчався в Новолазарівській ЗОШ, згодом — у Казанківській гуманітарній гімназії, закінчив Казанківське СПТУ. Учасник АТО, після демобілізації - працював на шахті у м. Кривому Розі. Після відновлення на військовій службі, знову був направлений до району проведення ООС. Залишилися батьки. | 11 січня 2022                            | Згідно з повідомленням пресслужби Баштанської РДА, загинув в результаті смертельного поранення, отриманого під час обстрілу позицій ЗС України з боку російських військ в районі смт Новотошківського на Луганщині. Похований в с. Новолазарівці. Нагороджений орденом «За мужність» III ступеня (посмертно). |
| 4541                           |                  | Гламаздін Олександр                           | 1998, 23 роки, с. Новогригорівка Друга Кропивницький район Кіровоградська область. Військовослужбовець ЗС України (підрозділ — не уточнено). | 18 січня 2022                            | Згідно з повідомленням Спеціалізованої прокуратури у військовій та оборонній сфері об'єднаних сил, військовослужбовець був знайдений мертвим з вогнепальним пораненням голови за місцем несення військової служби в Луганській області. |
| 4542                           |                  | Гришненко Олександр Леонідович                | 31 січня 1979, 42 роки, Івано-Франківська область. Інспектор роти патрульної служби поліції особливого призначення України «Івано-Франківськ» Головного управління Національної поліції в Івано-Франківській області. Понад 20 років проходив службу у правоохоронних органах України. Залишилося троє неповнолітніх дітей. | 28 січня 2022                            | Згідно з повідомленням преслужби ГУ Національної поліції в Івано-Франківській області, помер в результаті раптової зупинки серця, перебуваючи на черговій ротації на Донеччині. Похований 1 лютого на Алеї Слави кладовища с. Чукалівка. |
| Лютий                          |                  |                                               | |                                          | |
| 4543                           |                  | Реуцький Віталій Олександрович                | 1976, с. Мирне (Волноваський район) Донецька область. Штаб сержант, начальник стрільбища 12 БрОП Національної гвардії України. Проходив службу у військовій частині 3057 з 2005 року. Залишилися дружина та донька. | 13 лютого 2022                           | Загинув в результаті стрілянини у кафе в селищі Гранітне на Донеччині. На місці події працювали прокурори Волноваського відділу Маріупольської спецпрокуратури об'єднаних сил, слідчі Волноваського районного відділу поліції ГУ Нацполіції в Донецькій області та експерти. |
| 4544                           |                  | Іващенко Сергій Анатолійович                  | 3 грудня 1995, 26 років, с. Преображенка Херсонська область. Військовослужбовець військової служби за контрактом 21 ОМПБ «Сармат» 56 ОМПБр. В 2013 році закінчив Херсонський обласний ліцей. В подальшому був призваний на військову службу до ЗС України. Виховувався дідусем і бабусею. | 13 лютого 2022                           | Наприкінці грудня 2021 року був поранений снайпером окупантів поблизу селища Піски та Донецького аеропорту. За життя військовослужбовця медики боролися майже два місяці, але 13 лютого він помер. Похований в с. Преображенці. |
| 4545                           |                  | Сидоров Антон Олегович («Варяг»)              | 1987, 35 років, м. Київ. Мешканець м. Новоград-Волинський Житомирська область. Капітан, помічник начальника штабу — начальник розвідки 3 механізованого батальйону 30 ОМБр. В ЗС України — з 2005 року. Випускник 2011 року НАСВ імені гетьмана Петра Сагайдачного. Проходив службу в 72 ОМБр, згодом був переведений до 30 ОМБр. На війні з самих перших днів від її початку. Залишилися дружина та три доньки — десяти, шести та одного років. | 19 лютого 2022                           | Загинув близько 7 години ранку в результаті осколкового поранення, яке виявилося несумісним з життям, під час ворожого обстрілу поблизу смт Миронівський на Донеччині. Про загибель офіцера згадав під час свого виступу на Мюнхенській конференції з безпеки 2022 Президент України Володимир Зеленський. Похований на Алеї почесних поховань Лук'янівського кладовища в м. Києві. |
| 4546                           |                  | Кононенко Денис Юрійович                      | 30 червня 1987, 34 роки, м. Тульчин Вінницька область. Солдат, водій 2 мотопіхотної роти 23 ОМПБ «Хортиця» 56 ОМПБр. До ЗС України був призваний 3 червня 2020 року. Залишилися батьки, сестра, брат та син, 2008 р.н. | 19 лютого 2022                           | Загинув о 12:40 в результаті поранення несумісного з життям під час мінометного обстрілу поблизу селища Піски на Донеччині. Похований в м. Тульчині. |
| 4547                           |                  | Демидчук Ігор Олександрович                   | 13 травня 1993, 28 років, м. Овруч Житомирська область. Старший лейтенант, командир 6 десантно-штурмової роти 95 ОДШБр. Закінчив Овруцький професійний ліцей. Випускник факультету підготовки спеціалістів десантно-штурмових військ Військової академії (м. Одеса). | 21 лютого 2022                           | Загинув близько 16:10 внаслідок смертельних осколкових поранень, отриманих під час обстрілу позицій ЗС України російськими військами поблизу селища Зайцеве на Донеччині. Похований в м. Овручі. Нагороджений Орденом Данила Галицького (посмертно). |
| 4548                           |                  | Стельмах Олександр Анатолійович               | 16 березня 1981, 40 років, с. Глинівці Андрушівський район Житомирська область. Штаб-сержант з матеріального забезпечення 6 десантно-штурмової роти 95 ОДШБр. На військовій службі в ЗС України — з 2013 року. Залишилися дружина та двоє дітей. | 21 лютого 2022                           | Загинув близько 16:10 внаслідок смертельних осколкових поранень, отриманих під час обстрілу позицій ЗС України російськими військами поблизу селища Зайцеве на Донеччині. Нагороджений Орденом Данила Галицького (посмертно). |
| 4549                           |                  | Україна                                       | Військовослужбовець ЗС України (підрозділ — не уточнено). | 21 лютого 2022                           | Згідно повідомлення пресцентру операції Об'єднаних сил, внаслідок обстрілів військовослужбовець зазнав поранень несумісних із життям. |
| 4550                           |                  | Слівка Ігор Іванович                          | 6 грудня 1970, мешканець м. Могилів-Подільського Вінницької області. Сержант, бойовий медик підрозділу 53 ОМБр. Захищав країну з 2014 року, на військовій службі за контрактом в ЗС України — з квітня 2017 року. Залишилась мати і донька. | 22 лютого 2022                           | Загинув близько 18.30 в результаті мінно-вибухової травми та осколкових поранень, несумісних з життям, під час мінометного обстрілу з боку окупаційних військ Росії поблизу смт Новотроїцького на Донеччині. Похований в м. Могилів-Подільському. |
| 4551                           |                  | Пистун Ярослав Миколайович                    | 2 жовтня 1980, м. Донецьк. Полковник, заступник командира оперативно-тактичного угруповання «Північ» з морально-психологічного забезпечення. 2014 року служив заступником військового комісара Полтавської області з виховної роботи. 2015 року служив начальником групи морально-психологічного забезпечення ОТУ «Маріуполь». У жовтні 2021 року служив на посаді головного спеціаліста відділу морально-психологічного забезпечення військової частини А4583 оперативно-тактичного угруповання «Північ». Нагороджений медаллю «За вірність національній ідеї» (3 вересня 2018 року). | 22 лютого 2022                           | Загинув поблизу с. Сиротине Луганської області. |
| 4552                           |                  | Україна                                       | Військовослужбовець ЗС України (підрозділ — не уточнено). | 23 лютого 2022                           | Згідно повідомлення пресцентру штабу операції Об'єднаних сил, внаслідок обстрілу військовослужбовець зазнав поранень несумісних із життям. |
| Російське вторгнення в Україну |                  |                                               | |                                          | |
| 24 лютого                      |                  |                                               | |                                          | |
| 4553                           |                  | Шорис Ольга Павлівна                          | 1978, с. Куяльник Подільський район Одеська область. Старший солдат, військовослужбовець 141-ї окремої радіолокаційної роти 14 РТБр ПвК «Південь» ЗС України. | 24 лютого 2022                           | Згідно повідомлення пресслужби Одеської облдержадміністрації, 22 чоловік (11 чоловіків та 11 жінок) загинули в результаті ракетного удару під час російського вторгнення в Україну в північній частині Одеської області. Нагороджена медаллю «Захиснику Вітчизни» (посмертно). |
| 4554                           |                  | Скурат Тетяна Валентинівна                    | 1987, с. Новоселівка Подільський район Одеська область. Солдат, військовослужбовець 141-ї окремої радіолокаційної роти 14 РТБр ПвК «Південь» ЗС України. | 24 лютого 2022                           | Загинула в результаті ракетного удару під час російського вторгнення в Україну в північній частині Одеської області. Нагороджена медаллю «Захиснику Вітчизни» (посмертно). |
| 4555                           |                  | Бондаренко Павло Васильович                   | 1990, м. Подільськ Одеська область. Старший сержант, військовослужбовець 141-ї окремої радіолокаційної роти 14 РТБр ПвК «Південь» ЗС України. | 24 лютого 2022                           | Загинув в результаті ракетного удару під час російського вторгнення в Україну в північній частині Одеської області. Нагороджений медаллю «Захиснику Вітчизни» (посмертно). |
| 4556                           |                  | Процишина Наталія Андріївна                   | 1978, с. Новоселівка Подільський район Одеська область. Солдат, військовослужбовець 141-ї окремої радіолокаційної роти 14 РТБр ПвК «Південь» ЗС України. | 24 лютого 2022                           | Загинула в результаті ракетного удару під час російського вторгнення в Україну в північній частині Одеської області. Нагороджена медаллю «Захиснику Вітчизни» (посмертно). |
| 4557                           |                  | Сабатин Сергій Сергійович                     | 1995, с. Соболівка Подільський район Одеська область. Солдат, військовослужбовець 141-ї окремої радіолокаційної роти 14 РТБр ПвК «Південь» ЗС України. | 24 лютого 2022                           | Загинув в результаті ракетного удару під час російського вторгнення в Україну в північній частині Одеської області. Нагороджений медаллю «Захиснику Вітчизни» (посмертно). |
| 4558                           |                  | Барбул Вікторія Вікторівна                    | 1986 (за іншими даними 1989 р.н.), с. Куяльник Подільський район Одеська область. Старший солдат, військовослужбовець 141-ї окремої радіолокаційної роти 14 РТБр ПвК «Південь» ЗС України. | 24 лютого 2022                           | Загинула в результаті ракетного удару під час російського вторгнення в Україну в північній частині Одеської області. Нагороджена медаллю «Захиснику Вітчизни» (посмертно). |
| 4559                           |                  | Зайцев Дмитро Сергійович                      | 1988, м. Подільськ Одеська область. Штаб-сержант, військовослужбовець 141-ї окремої радіолокаційної роти 14 РТБр ПвК «Південь» ЗС України. | 24 лютого 2022                           | Загинув в результаті ракетного удару під час російського вторгнення в Україну в північній частині Одеської області. Нагороджений медаллю «Захиснику Вітчизни» (посмертно). |
| 4560                           |                  | Голоднюк Дмитро Володимирович                 | 1996, с. Соболівка Подільський район Одеська область. Солдат, військовослужбовець 141-ї окремої радіолокаційної роти 14 РТБр ПвК «Південь» ЗС України. | 24 лютого 2022                           | Загинув в результаті ракетного удару під час російського вторгнення в Україну в північній частині Одеської області. Нагороджений медаллю «Захиснику Вітчизни» (посмертно). |
| 4561                           |                  | Бондар Андрій Андрійович                      | 1986, м. Подільськ, Одеська область. Старший солдат, військовослужбовець 141-ї окремої радіолокаційної роти 14 РТБр ПвК «Південь» ЗС України. | 24 лютого 2022                           | Загинув в результаті ракетного удару під час російського вторгнення в Україну в північній частині Одеської області. Нагороджений медаллю «Захиснику Вітчизни» (посмертно). |
| 4562                           |                  | Лен Сергій Сергійович                         | 1987, м. Подільськ Одеська область. Старший солдат, військовослужбовець 141-ї окремої радіолокаційної роти 14 РТБр ПвК «Південь» ЗС України. | 24 лютого 2022                           | Загинув в результаті ракетного удару під час російського вторгнення в Україну в північній частині Одеської області. Нагороджений медаллю «Захиснику Вітчизни» (посмертно). |
| 4563                           |                  | Косар Лілія Ігорівна                          | 1978, с. Білине Подільський район Одеська область. Солдат, військовослужбовець 141-ї окремої радіолокаційної роти 14 РТБр ПвК «Південь» ЗС України. | 24 лютого 2022                           | Загинула в результаті ракетного удару під час російського вторгнення в Україну в північній частині Одеської області. Нагороджена медаллю «Захиснику Вітчизни» (посмертно). |
| 4564                           |                  | Стратон Алла Вікторівна                       | 1970, м. Подільськ Одеська область. Старший солдат, військовослужбовець 141-ї окремої радіолокаційної роти 14 РТБр ПвК «Південь» ЗС України. | 24 лютого 2022                           | Загинула в результаті ракетного удару під час російського вторгнення в Україну в північній частині Одеської області. Нагороджена медаллю «Захиснику Вітчизни» (посмертно). |
| 4565                           |                  | Беріна Олена Віталіївна                       | 1979, м. Подільськ Одеська область. Солдат, військовослужбовець 141-ї окремої радіолокаційної роти 14 РТБр ПвК «Південь» ЗС України. | 24 лютого 2022                           | Загинула в результаті ракетного удару під час російського вторгнення в Україну в північній частині Одеської області. Нагороджена медаллю «Захиснику Вітчизни» (посмертно). |
| 4566                           |                  | Шапорова Наталія Миколаївна                   | 1986, м. Подільськ Одеська область. Солдат, військовослужбовець 141-ї окремої радіолокаційної роти 14 РТБр ПвК «Південь» ЗС України. | 24 лютого 2022                           | Загинула в результаті ракетного удару під час російського вторгнення в Україну в північній частині Одеської області. Нагороджена медаллю «Захиснику Вітчизни» (посмертно). |
| 4567                           |                  | Медведенко Олександр Сергійович               | 1987, м. Подільськ Одеська область. Солдат, військовослужбовець 141-ї окремої радіолокаційної роти 14 РТБр ПвК «Південь» ЗС України. | 24 лютого 2022                           | Загинув в результаті ракетного удару під час російського вторгнення в Україну в північній частині Одеської області. Нагороджений медаллю «Захиснику Вітчизни» (посмертно). |
| 4568                           |                  | Шуда Олексій Адольфович                       | 1976, м. Київ. Майор, військовослужбовець 141-ї окремої радіолокаційної роти 14 РТБр ПвК «Південь» ЗС України. | 24 лютого 2022                           | Загинув в результаті ракетного удару під час російського вторгнення в Україну в північній частині Одеської області. Нагороджений медаллю «Захиснику Вітчизни» (посмертно). |
| 4569                           |                  | Гуцол Олег Вікторович                         | 1975, м. Подільськ Одеська область. Майор, військовослужбовець 141-ї окремої радіолокаційної роти 14 РТБр ПвК «Південь» ЗС України. | 24 лютого 2022                           | Загинув в результаті ракетного удару під час російського вторгнення в Україну в північній частині Одеської області. Нагороджений орденом «За мужність» III ступеня (посмертно). |
| 4570                           |                  | Гуцол Лариса Миколаївна                       | 1975, м. Подільськ Одеська область. Старший солдат, військовослужбовець 141-ї окремої радіолокаційної роти 14 РТБр ПвК «Південь» ЗС України. | 24 лютого 2022                           | Загинула в результаті ракетного удару під час російського вторгнення в Україну в північній частині Одеської області. Похована в м. Подільську. Нагороджена медаллю «Захиснику Вітчизни» (посмертно). |
| 4571                           |                  | Кутішевська Людмила Русланівна                | 1993, м. Подільськ Одеська область. Старший сержант, військовослужбовець 141-ї окремої радіолокаційної роти 14 РТБр ПвК «Південь» ЗС України. | 24 лютого 2022                           | Загинула в результаті ракетного удару під час російського вторгнення в Україну в північній частині Одеської області. Нагороджена медаллю «Захиснику Вітчизни» (посмертно). |
| 4572                           |                  | Добровольська Олена Миколаївна                | 1984, с. Коси-Слобідка Подільський район Одеська область. Солдат, військовослужбовець 141-ї окремої радіолокаційної роти 14 РТБр ПвК «Південь» ЗС України. | 24 лютого 2022                           | Загинула в результаті ракетного удару під час російського вторгнення в Україну в північній частині Одеської області. Нагороджена медаллю «Захиснику Вітчизни» (посмертно). |
| 4573                           |                  | Думбрава Андрій Іванович                      | 1992, с. Липецьке Подільський район Одеська область. Солдат, військовослужбовець 141-ї окремої радіолокаційної роти 14 РТБр ПвК «Південь» ЗС України. | 24 лютого 2022                           | Загинув в результаті ракетного удару під час російського вторгнення в Україну в північній частині Одеської області. Нагороджений медаллю «Захиснику Вітчизни» (посмертно). |
| 4574                           |                  | Черній Олег Іванович                          | 1979, с. Куяльник Подільський район Одеська область. Старший сержант, військовослужбовець 141-ї окремої радіолокаційної роти 14 РТБр ПвК «Південь» ЗС України. | 24 лютого 2022                           | Загинув в результаті ракетного удару під час російського вторгнення в Україну в північній частині Одеської області. Нагороджений медаллю «Захиснику Вітчизни» (посмертно). |
| 4575                           |                  | Ясько Олександр Олексійович                   | 1976, м. Подільськ Одеська область. Капітан, військовослужбовець 141-ї окремої радіолокаційної роти 14 РТБр ПвК «Південь» ЗС України. | 24 лютого 2022                           | Загинув в результаті ракетного удару під час російського вторгнення в Україну в північній частині Одеської області. Нагороджений медаллю «За військову службу Україні» (посмертно). |
| 4576                           |                  | Україна                                       | Військовослужбовець підрозділу ДПСУ. | 24 лютого 2022                           | Згідно з повідомленням пресслужби Міністерства внутрішніх справ України загинув у результаті обстрілу з ракетних систем залпового вогню з території Криму позицій українських прикордонників в районі населеного пункту Преображенка в Херсонській області. |
| 4577                           |                  | Кріулін Владислав Петрович                    | Солдат, військовослужбовець 79-го прикордонного загону ДПСУ. | 24 лютого 2022                           | Загинув в боях з російськими окупантами в ході відбиття російського вторгнення в Україну поблизу м. Херсону. Нагороджений орденом «За мужність» III ступеня (посмертно). |
| 4578                           |                  | Іванов Геннадій Валентинович                  | Штаб-сержант, Військовослужбовець підрозділу ДПСУ (підрозділ — не уточнено). | 24 лютого 2022                           | Загинув під час виконання завдань на адміністративній межі з тимчасово окупованою територією АР Крим в результаті авіаційного удару літаками ЗС РФ поблизу с. Тарасівки Скадовського району на Херсонщині. Нагороджений орденом «За мужність» III ступеня (посмертно). |
| 4579                           |                  | Ковалевський Олег Станіславович               | Головний сержант, військовослужбовець підрозділу ДПСУ (підрозділ — не уточнено). | 24 лютого 2022                           | Загинув під час виконання завдань на адміністративній межі з тимчасово окупованою територією АР Крим в результаті авіаційного удару літаками ЗС РФ поблизу с. Тарасівки Скадовського району на Херсонщині. Нагороджений орденом «За мужність» III ступеня (посмертно). |
| 4580                           |                  | Україна                                       | Військовослужбовець прикордонної комендатури швидкого реагування ДПСУ. | 24 лютого 2022                           | Згідно з повідомленням пресцентру Державної прикордонної служби України, у результаті ворожого обстрілу три прикордонники загинули поблизу м. Скадовська в Херсонській області. |
| 4581                           |                  | Шевченко Родіон Анатолійович                  | 7 липня 2000, м. Берислав Херсонська область. Сержант, військовослужбовець підрозділу ДПСУ (підрозділ — не уточнено). | 24 лютого 2022                           | Загинув в боях з російськими окупантами в ході відбиття російського вторгнення в Україну на Херсонщині. Нагороджений орденом «За мужність» III ступеня (посмертно). |
| 4582                           |                  | Тацоха Максим Валерійович                     | 25 липня 1993, уродженець Уманського району Черкаська область. Солдат, військовослужбовець ЗС України (підрозділ — не уточнено). | 24 лютого 2022                           | Загинув при виконанні військового обов'язку по захисту Чернігівської області. Нагороджений орденом «За мужність» III ступеня (посмертно). |
| 4583 … 4587                    |                  | Україна                                       | Військовослужбовці ЗС України (підрозділи не уточнено). | 24 лютого 2022                           | Загинули в результаті авіакатастрофи українського літака, яка сталася неподалік с. Жуківці Обухівського району Київської області. На борту військового літака перебувало 14 чоловік, 5 з яких — загинули. |
| 4588                           |                  | Скакун Віталій Володимирович                  | 19 серпня 1996, 26 років, м. Бережани Тернопільська область. Матрос, сапер інженерно-саперного відділення інженерного підрозділу 137 ОБМП 35 ОБрМП ВМС ЗС України. Закінчив Бережанську загальноосвітню школу № 3, Вище професійне училище № 20 міста Львова (2017) та Національний університет «Львівська політехніка». Залишилися мати, бабуся і сестра. Герой України (посмертно). | 24 лютого 2022                           | Загинув при підриві Генічеського автомобільного мосту для зупинення просування танкової колони російських військ по Кримському перешийку. |
| 4589                           |                  | Вагоровський Едуард Миколайович               | 1965, м. Рубіжне Луганська область. Підполковник, військовослужбовець 39 БрТА ПС ЗС України. Герой України (посмертно). | 24 лютого 2022                           | Загинув, виводячи нашу авіацію з-під ракетного удару, чим забезпечив можливість іншим літакам піднятися у повітря. |
| 4590                           |                  | Коломієць Дмитро Валерійович                  | 5 грудня 1973, м. Біла Церква Київська область. Майор, військовий льотчик-винищувач 39 БрТА ПС ЗС України. Закінчив ЧВВАУЛ. По завершенню навчання був направлений на службу до смт Озерного, де опанував літаки Су-27, МіГ-29 та Л-39. Залишилася дружина та доросла донька. Герой України (посмертно). | 24 лютого 2022                           | Загинув в повітряному просторі України поблизу с. Кринцілів Сатанівської ОТГ на Хмельниччині. Рятуючи життя своїх побратимів, відволік на себе вогонь ворожої авіації та був збитий ворожим літаком. |
| 4591                           |                  | Радіонов В'ячеслав Денисович                  | 16 січня 1997, м. Запоріжжя. Старший лейтенант, військовий льотчик 40 БрТА. Герой України (посмертно). | 24 лютого 2022                           | Загинув в результаті особистих мужніх дій, завдяки яким повний склад літаків бригади піднявся у повітря в м. Василькові, що врятувало їх від ракетного удару. |
| 4592                           |                  | Мовчан Віталій Анатолійович                   | 17 березня 1998, м. Куп'янськ Харківська область. Лейтенант, командир обслуги зенітного ракетного комплексу 39 ЗРП. Залишилися мати та кохана дівчина, з якою офіцер мешкав в м. Нововолинську. Герой України (посмертно). | 24 лютого 2022                           | Загинув, захищаючи Схід держави від окупанта в районі смт Трьохізбенка на Луганщині. Під час бою збив ворожий бомбардувальник та безпілотний об'єкт ворога, але сам не зміг уникнути мінометного обстрілу. Похований на Федорівському кладовищі у м. Володимир. |
| 4593                           |                  | Нікончук Андрій Валерійович                   | 29 років, м. Володимир Волинська область. Солдат, військовослужбовець підрозділу 39 ЗРП. Герой України (посмертно). | 24 лютого 2022                           | Загинув, захищаючи Київську ГЕС від нальотів російської авіації. |
| 4594                           |                  | Несольоний Михайло Михайлович                 | 1988, с. Сніжків Валківський район Харківська область. Молодший сержант, водій санітарного бронетранспортера МТ-ЛБ підрозділу 16 ОМПБ «Полтава» 58 ОМБр. Герой України (посмертно). | 24 лютого 2022                           | Загинув у ближньому бою з силами противника в ході відбиття російського вторгнення в Україну під час евакуації людей неподалік м. Глухова на Сумщині. |
| 4595                           |                  | Українець Владислав Петрович                  | 5 грудня 1999, м. Хмільник Вінницька область. Лейтенант, командир взводу 10 ОМБП. Герой України (посмертно). | 24 лютого 2022                           | Загинув в боях з агресором біля Антонівського мосту поблизу м. Херсону в ході відбиття російського вторгнення в Україну. |
| 4596                           |                  | Хмельницький Василь Володимирович             | м. Івано-Франківськ. Старший солдат, військовослужбовець ЗС України (підрозділ — не уточнено). | (дата підлягає уточненню)                | Загинув в боях з агресором в ході відбиття російського вторгнення в Україну (місце — не уточнено). Нагороджений орденом «За мужність» III ступеня (посмертно). |
| 4597                           |                  | Рибачик Владислав Володимирович               | 2000 (22 роки), с. Бугаївка Кременчуцький район Полтавська область. Старший сержант, військовослужбовець 1 ОТБр. Завжди мріяв бути військовим. 2017 року закінчив школу у рідному селі. Проходив військову службу за контрактом. У нього залишилися мати, дві сестри та два брати. | 24 лютого 2022                           | Загинув під час оборони м. Чернігова. |
| 4598                           |                  | Савчишин Володимир Михайлович                 | 16 липня 1988, смт Сатанів Хмельницька область. Головний старшина, командир катера ВМС ЗС України. | 24 лютого 2022                           | Загинув в результаті ворожого авіаудару по території Очаківського військового порту. Нагороджений орденом «За мужність» III ступеня (посмертно). |
| 4599                           |                  | Савченко Артем Олегович                       | 6 квітня 2003, м. Бершадь Гайсинський район Вінницька область. Солдат, військовослужбовець підрозділу 59 ОМПБр. | 24 лютого 2022                           | Загинув в боях з російськими окупантами біля Антонівського мосту в місті Херсоні. |
| 4600                           |                  | Штефанюк Антон Олександрович                  | 18 вересня 1992, 29 років, м. Могилів-Подільський Вінницька область. Солдат, військовослужбовець гранатометного відділення протитанкового взводу роти вогневої підтримки 10-го батальйону 59 ОМПБр. В ЗС України - з 2021 року. | 24 лютого 2022                           | Загинув в боях з російськими окупантами біля Антонівського мосту в місті Херсоні. Нагороджений орденом «За мужність» III ступеня (посмертно). |
| 4601                           |                  | Хвостик Олексій Іванович                      | 10 червня 1985, с. Вербове Пологівський район Запорізька область. Лейтенант, командир 2-го патрульного взводу 1-ї патрульної роти 16 ОБ НГУ. 2018 року був нагороджений головою Херсонської обласної державної адміністрації Андрієм Гордєєвим почесною грамотою та подякою. | 24 лютого 2022                           | Групі під його командуванням тривалий час вдавалось стримувати колону ворожих танків, що рухалась з м. Олешки, маючи при цьому тільки один БТР. Коли почалось бомбардування ворожої авіації, він надав наказ усім членам своєї групи відступати, лишившись наодинці з ворогом. Своїми діями надав можливість евакуювати особовий склад військової частини НГУ (більше 300 чоловік) та вивезти важливі документи. До останнього прикривав відхід своєї групи, загинувши в районі Антонівського мосту біля м. Херсон. Нагороджений орденом «За мужність» III ступеня (посмертно). |
| 4602                           |                  | Анатій Віра Юріївна                           | м. Сокиряни Чернівецька область. Лейтенант, військовослужбовець ЗС України (підрозділ — не уточнено). В ЗС України — з 2015 року. Учасниця АТО (2016). Залишилися чоловік та двоє дітей. | 24 лютого 2022                           | Загинула на одному з військових кораблів, в який влучила російська ракета. Нагороджена орденом «За мужність» III ступеня (посмертно). |
| 4603                           |                  | Співак Сергій Васильович                      | 19 травня 1979, с. Вигон Одеська область. Навчався в Білгород-Дністровському професійно-технічному училищі № 10. В 1998 році був призваний на військову службу до ЗС України, брав участь в миротворчій операції в Іраку. З 2014 року захищав Україну у складі Луганського прикордонного загону. | 24 лютого 2022                           | Загинув під час евакуації поранених побратимів в районі населеного пункту Чмирівка Луганської області. Загибель захисника була підтверджена лише в листопаді 2023 року. Похований 23 листопада 2023 року в рідному селі. Кавалер ордену "За мужність" III ступеню. |
| 4604                           |                  | Яцик Олександр Анатолійович                   | 12 листопада 1974, м. Кременчук Полтавська область. Полковник поліції, інспектор ювенальної превенції Національної поліції України у Полтавській області. Починав свій професійний шлях в кременчуцькій поліції, потім служив на Чернігівщині. | 24 лютого 2022                           | Згідно повідомлення Полтавської ОДА, співробітник поліції загинув під час бомбардування аеродрому ДСНС в Чернігівській області поблизу м. Ніжина. Нагороджений орденом «За мужність» III ступеня (посмертно). |
| 4605                           |                  | В'ялий Анатолій Анатолійович                  | 29 серпня 1988, м. Ніжин Чернігівська область. Прапорщик служби цивільного захисту, інструктор-рятувальник пошуково-рятувальної групи пошуково-рятувальної і парашутно-десантної служби Спеціального авіаційного загону Оперативно-рятувальної служби цивільного захисту ДСНС України. | 24 лютого 2022                           | Загинув в ході самовідданих дій при захисті державного суверенітету та територіальної цілісності України під час російського вторгнення в Україну поблизу м. Ніжина на Чернігівщині. Нагороджений орденом «За мужність» III ступеня (посмертно). |
| 4606                           |                  | Гречаник Олексій Михайлович                   | Рядовий служби цивільного захисту, співробітник підрозділу ДСНС України (підрозділ — не уточнено). | 24 лютого 2022                           | Загинув в ході самовідданих дій при захисті державного суверенітету та територіальної цілісності України під час російського вторгнення в Україну (місце — не уточнено). Нагороджений орденом «За мужність» III ступеня (посмертно). |
| 4607                           |                  | Гришун Роман Олексійович                      | Старший лейтенант служби цивільного захисту, співробітник підрозділу ДСНС України (підрозділ — не уточнено). | 24 лютого 2022                           | Загинув в ході самовідданих дій при захисті державного суверенітету та територіальної цілісності України під час російського вторгнення в Україну (місце — не уточнено). Нагороджений орденом «За мужність» III ступеня (посмертно). |
| 4608                           |                  | Козубенко Ігор Сергійович                     | 25 травня 1989, м. Ніжин Чернігівська область. Капітан служби цивільного захисту, старший помічник керівника польотів групи керівництва польотів Спеціального авіаційного загону Оперативно-рятувальної служби цивільного захисту ДСНС України. | 24 лютого 2022                           | Загинув в ході самовідданих дій при захисті державного суверенітету та територіальної цілісності України під час російського вторгнення в Україну поблизу м. Ніжина на Чернігівщині. Нагороджений орденом «За мужність» III ступеня (посмертно). |
| 4609                           |                  | Миколенко Вадим Сергійович                    | 27 березня 1996, с. Верескуни Прилуцький район Чернігівська область. Прапорщик служби цивільного захисту, фельдшер-рятувальник пошуково-рятувальної групи пошуково-рятувальної і парашутно-десантної служби Спеціального авіаційного загону Оперативно-рятувальної служби цивільного захисту ДСНС України. | 24 лютого 2022                           | Загинув в ході самовідданих дій при захисті державного суверенітету та територіальної цілісності України під час російського вторгнення в Україну поблизу м. Ніжина на Чернігівщині. Нагороджений орденом «За мужність» III ступеня (посмертно). |
| 4610                           |                  | Москаленко Олег Миколайович                   | 14 жовтня 1980, м. Ніжин Чернігівська область. Прапорщик служби цивільного захисту, начальник радіостанції — технік групи зв’язку і телемеханіки командно-диспетчерського пункту радіотехнічного центру вузла зв’язку, автоматизованих систем управління та радіотехнічного забезпечення Спеціального авіаційного загону Оперативно-рятувальної служби цивільного захисту ДСНС України. | 24 лютого 2022                           | Загинув в ході самовідданих дій при захисті державного суверенітету та територіальної цілісності України під час російського вторгнення в Україну поблизу м. Ніжина на Чернігівщині. Нагороджений орденом «За мужність» III ступеня (посмертно). |
| 4611                           |                  | Кошовий Руслан Володимирович                  | 13 лютого 1982. Підполковник служби цивільного захисту, начальник 30-ї Державної пожежно-рятувальної частини ДСНС України. | 24 лютого 2022                           | Загинув в ході самовідданих дій при захисті державного суверенітету та територіальної цілісності України під час російського вторгнення в Україну в аеропорту «Антонов», що в смт Гостомель Київської області. Нагороджений орденом «За мужність» III ступеня (посмертно). |
| 4612                           |                  | Неділько Владислав Олександрович              | 12 серпня 1997, 25 років, мешканець м. Луцька Волинська область. Старший солдат, механік-водій танку танкового батальйону 24 ОМБр. Навчався у школі № 26. | 24 лютого 2022                           | Загинув під час висування для відбиття ворожої атаки ДРГ противника після обстрілу з ПТРК танку Т-72 поблизу м. Лисичанська. Нагороджений орденом «За мужність» III ступеня (посмертно). |
| 4613                           |                  | Жибров Олександр Олександрович                | 42 роки, м. Миколаїв. Підполковник, командир авіаційної ескадрильї 299 БрТА. За штурвалом літака — з 1998 року. З 2014 року неодноразово літав у зону бойових дій. Залишилися дружина та 13-річна донька. | 24 лютого 2022                           | В ході відбиття російського вторгнення в Україну, поблизу смт Чаплинки на Херсонщині, встиг скинути бомби на колону ворожої понтонної техніки, що прямувала з Криму до Херсону. Після цього, вже охоплений полум'ям літак, упав прямо на цю ж колону. Тіло загиблого пілота біля уламків літака знайшли місцеві жителі тимчасово окупованої Херсонської області, де він і був похований. Нагороджений орденом Богдана Хмельницького III ступеня (посмертно). |
| 4614                           |                  | Ткач Денис Вікторович                         | 1986, с. Микільське Луганська область. Штаб-сержант 3-го прикордонного загону ДПСУ. Проходив службу в ДПСУ з 2007 року. Одружився у 2018 році. Залишилася дружина і двоє дітей. | 24 лютого 2022                           | Загинув при обороні державного кордону поблизу села Зоринівки на Луганщині. Вважається першою жертвою повномасштабного російського вторгнення в Україну. Нагороджений орденом «За мужність» III ступеня (посмертно). Похований в селі Зоринівка неподалік від місця де мешкав. |
| 4615                           |                  | Стецюк Владислав В'ячеславович                | Майстер-сержант (посмертно), начальник 1-го відділення інспекторів прикордонної комендатури швидкого реагування «Щастя» ДПСУ. | 24 лютого 2022                           | Загинув під час обстрілу ворожих танків на Луганщині. Нагороджений орденом «За мужність» III ступеня (посмертно). |
| 4616                           |                  | Чалий Віталій Володимирович                   | 23 березня 1976, м. Глухів Сумська область. Старший сержант підрозділу ДПСУ (підрозділ — не уточнено). | 24 лютого 2022                           | Загинув в боях з агресором в ході відбиття російського вторгнення в Україну поблизу м. Щастя на Луганщині. Нагороджений орденом «За мужність» III ступеня (посмертно). |
| 4617                           |                  | Іожиця Анатолій Іванович                      | 19 років, с. Макарівка Херсонська область. Молодший сержант вогневого відділення мінометної застави Херсонського прикордонного загону ДПСУ. | 24 лютого 2022                           | Загинув під час несення служби на контрольно-пропускному пункті біля смт Чаплинки на Херсонщині. Нагороджений орденом «За мужність» III ступеня (посмертно). |
| 4618                           |                  | Олексійчук Богдан Віталійович                 | 16 жовтня 1999, с. Тарасівка Кам'янець-Подільський район Хмельницька область. Старший солдат, військовослужбовець ЗС України (підрозділ — не уточнено). | 24 лютого 2022                           | Загинув в боях під час атаки підрозділів військ РФ на Херсонську область. Нагороджений орденом «За мужність» III ступеня (посмертно). |
| 4619                           |                  | Зверев Олександр Олександрович                | 29 вересня 1993, 28 років. Мешканець м. Кам'янець-Подільського Хмельницька область. Сержант 309 окремого інженерного батальйону 48 ІБр. Закінчив коледж Подільського державного аграрно-технічного університету. З 2012 року служив у Збройних силах Українах. | 24 лютого 2022                           | Загинув в боях з агресором в ході відбиття російського вторгнення в Україну на Херсонщині. Нагороджений орденом «За мужність» III ступеня (посмертно). |
| 4620                           |                  | Висльовський Євгеній Олександрович            | 16 серпня 1998, с. Нова Гута Хмельницька область. Солдат, сапер інженерно-саперної роти 48 ІБр. Вищу освіту здобув у Хмельницькому економічному університеті. | 24 лютого 2022                           | Загинув біля м. Олешки Херсонської області. Нагороджений орденом «За мужність» III ступеня (посмертно). |
| 4621                           |                  | Кравчук Назарій Ігорович                      | Мешканець м. Хмельницького. Військовослужбовець ЗС України (підрозділ — не уточнено). Випускник Хмельницького НВО № 28. | 24 лютого 2022                           | Загинув в результаті ударів російських військ крилатими ракетами по військових частинах та частині м. Бровари на Київщині. |
| 4622                           |                  | Кошелєв Павло Валерійович                     | 2 травня 2001, с. Обознівка Кременчуцький район Полтавська область. Військовослужбовець морської піхота України (підрозділ — не уточнено). | 24 лютого 2022                           | Загинув в боях з окупантом в Одеській області. Похований в с. Обознівці. Нагороджений медаллю «Захиснику Вітчизни» (посмертно). |
| 4623                           |                  | Заломський Богдан Михайлович                  | 21 березня 2003, 18 років, м. Старокостянтинів Хмельницька область. Солдат, військовослужбовець військової служби за контрактом, розвідник-далекомірник (підрозділ — не уточнено). Був призваний на військову службу 29.06.2021 року Жидачівським РТЦК Львівської області, не одружений. Залишилися батьки. | 24 лютого 2022                           | Загинув близько 5 години під час обстрілу командно-спостережного пункту в районі проведення ООС в Луганській області. Нагороджений орденом «За мужність» III ступеня (посмертно). |
| 4624                           |                  | Громадський Олег В'ячеславович                | 49 років, с. Круподеринці Лубенський район Полтавська область. Полковник, військовослужбовець 92 ОМБр. Раніше проходив військову службу на посаді командира 16-го окремого мотопіхотного батальйону «Полтава». | 24 лютого 2022                           | Коли полковник виїжджав з позицій, відбулося детонування нерозірваних ракет. Військовий вистрибнув із машини, було декілька вибухів, внаслідок яких він і загинув. |
| 4625                           |                  | Марченко Олександр Олександрович              | 1979. Штаб-сержант, військовослужбовець 39 БрТА. | 24 лютого 2022                           | Загинув від множинних вибухово-скалкових ушкоджень тулубу, голови та внутрішніх органів внаслідок ракетного удару російських військ по аеродрому «Озерне». Нагороджений медаллю «Захиснику Вітчизни» (посмертно). |
| 4626                           |                  | Місляк Вадим Юрійович                         | 1995. Старший лейтенант, військовослужбовець 39 БрТА. | 24 лютого 2022                           | Загинув від множинних вибухово-скалкових ушкоджень тулубу, голови та внутрішніх органів внаслідок ракетного удару російських військ по аеродрому «Озерне». Нагороджений медаллю «Захиснику Вітчизни» (посмертно). |
| 4627                           |                  | Слободяник Юрій Михайлович                    | 1990. Старший лейтенант, військовослужбовець 39 БрТА. | 24 лютого 2022                           | Загинув від множинних вибухово-скалкових ушкоджень тулубу, голови та внутрішніх органів внаслідок ракетного удару російських військ по аеродрому «Озерне». Нагороджений орденом «За мужність» III ступеня (посмертно). |
| 4628                           |                  | Ратушняк Микола Олегович                      | 1991. Старший солдат, військовослужбовець 39 БрТА. | 24 лютого 2022                           | Загинув від множинних вибухово-скалкових ушкоджень тулубу, голови та внутрішніх органів внаслідок ракетного удару російських військ по аеродрому «Озерне». Нагороджений медаллю «Захиснику Вітчизни» (посмертно). |
| 4629                           |                  | Мітнічук Олександр Вікторович                 | 1973. Капітан, військовослужбовець 39 БрТА. | 24 лютого 2022                           | Загинув від множинних вибухово-скалкових ушкоджень тулубу, голови та внутрішніх органів внаслідок ракетного удару російських військ по аеродрому «Озерне». Нагороджений медаллю «Захиснику Вітчизни» (посмертно). |
| 4630                           |                  | Розум'як Вадим Андрійович                     | 8 серпня 2000. Мешканець с. Ластівці Кам'янець-Подільський район Хмельницька область. Військовослужбовець 59 ОМПБр. | 24 лютого 2022                           | Загинув під час повномасштабного російського вторгнення в Україну. |
| 4631                           |                  | Івашко Андрій Олександрович                   | 1980, м. Кролевець Сумська область. Старший сержант, військовослужбовець підрозділу 58 ОМБр. Герой України (посмертно). | 24 лютого 2022                           | Загинув в боях з агресором в ході відбиття російського вторгнення в Україну поблизу м. Глухова на Сумщині. |
| 4632                           |                  | Усик Ігор Олегович                            | 1994, с. Рясники Гощанський район Рівненська область. Старший лейтенант, начальник групи живучості 48 арсеналу ЗС України. | 24 лютого 2022                           | Згідно повідомлення начальника відділу з питань нотаріату у Рівненській області, загинув в ході відбиття російського вторгнення в Україну. За уточненими даними, загинув близько 08:20 в результаті обстрілу Калинівського арсеналу. Нагороджений орденом «Богдана Хмельницького» III ступеня (посмертно). |
| 4633                           |                  | Соя Олександр Анатолійович                    | Штаб-сержант, командир зенітно-артилерійського взводу батальйону охорони 48 арсеналу ЗС України. | 24 лютого 2022                           | Загинув в результаті обстрілу Калинівського арсеналу. |
| 4634                           |                  | Єфименко Євген Юрійович («Фома»)              | 8 березня 1998. Старший лейтенант, військовослужбовець ЗС України (підрозділ — не уточнено). Військову освіту здобув в НАСВ імені гетьмана Петра Сагайдачного. | 24 лютого 2022                           | Загинув в боях з російським окупантом, захищаючи Україну в м. Сумах. Нагороджений орденом «Богдана Хмельницького» III ступеня (посмертно). |
| 4635                           |                  | Мовчун Сергій Олександрович                   | 23 роки, с. Мутвиця Вараський район Рівненська область. Сержант, командир зенітного артилерійського взводу зенітного ракетно-артилерійського дивізіону 24 ОМБр. | 24 лютого 2022                           | Загинув від множинних осколкових поранень під час оборони основного командного пункту на бойовому посту повітряного спостереження внаслідок ворожого обстрілу 300-мм РСЗВ «Смерч». Похований в с. Мутвиця. Нагороджений орденом «За мужність» III ступеня (посмертно). |
| 4636                           |                  | Ревенко Владислав Дмитрович                   | Мешканець Полтавської області. Лейтенант, командир взводу радіотехнічного забезпечення роти зв'язку та радіотехнічного забезпечення батальйону зв'язку та радіотехнічного забезпечення 831 БрТА. Військову освіту здобув в ХНУПС імені Івана Кожедуба, який закінчив у 1995 році. | 24 лютого 2022                           | Загинув під час виходу військової техніки у складі колони з місця виконання бойового завдання в Сумській області в результаті вибуху снаряду, випущеного артилерією агресора. Нагороджений медаллю «За військову службу Україні» (посмертно). |
| 4637                           |                  | Семеняк Михайло Сергійович                    | м. Миргород Полтавська область. Старший солдат, водій — електрик радіостанції взводу зв'язку роти зв'язку батальйону зв'язку та радіотехнічного забезпечення 831 БрТА. Освіту здобув в Лубенському медичному училищі. Учасник АТО (2018). В ЗС України — з лютого 2022 року. Залишилися дружина та 6-річний син. | 24 лютого 2022                           | Загинув під час виходу військової техніки у складі колони з місця виконання бойового завдання в Сумській області в результаті вибуху снаряду, випущеного артилерією агресора. Нагороджений медаллю «Захиснику Вітчизни» (посмертно). |
| 4638                           |                  | Камза Олег Андрійович                         | 2000, смт Миропіль Житомирська область. Сержант, зв'язківець 8 ТВУЗу Держспецзв'язку (м. Одеса). | 24 лютого 2022                           | Загинув в результаті російського вторгнення в Україну (місце — не уточнено). Похований у рідному селищі. Нагороджений орденом «За мужність» III ступеня (посмертно). |
| 4639                           |                  | Ліщук Василь Вікторович                       | 1983, с. Привітів Житомирська область. Старший сержант підрозділу Держспецзв'язку. З 2002 по 2004 рік проходив військову службу у ЗС України, у Держспецзв'язку — з 2018 року. | 24 лютого 2022                           | Загинув в результаті російського вторгнення в Україну (місце — не уточнено). Похований у рідному селі. Нагороджений орденом «За мужність» III ступеня (посмертно). |
| 4640                           |                  | Єрко В'ячеслав Володимирович                  | 1985, 36 років. Підполковник, командир авіаційної ескадрильї 40 БрТА. Герой України (посмертно). | 24 лютого 2022                           | Був одним з перших, хто вступив в повітряний бій з російськими військами. У цьому бою, спільними зусиллями українських пілотів було збито п'ять ворожих літаків. Після цього літак Єрка був збитий і він встиг катапультуватися, проте російські солдати одразу ж пошкодили парашут льотчика, а другий не розкрився. Льотчик загинув на місці. Нагороджений орденом «Богдана Хмельницького» III ступеня. |
| 4641                           |                  | Кузьмін Віктор В'ячеславович                  | с. Судилків Шепетівський район Хмельницька область. Підполковник, військовослужбовець 96 ЗРБр. Військову освіту отримав в Національному університеті оборони України імені Івана Черняховського | 24 лютого 2022                           | Загинув в боях з агресором у перший день російського вторгнення в Україну поблизу м. Сватове на Луганщині. Похований у рідному селі Судилків на Хмельниччині. Нагороджений орденом «Богдана Хмельницького» III ступеня (посмертно). |
| 4642                           |                  | Бандровський Олександр                        | 22 роки, м. Дрогобич Львівська область. Заступник командира навчальної роти військової частини ЗС України (підрозділ — не уточнено). Закінчив Київський військовий ліцей імені Богуна та НАСВ імені гетьмана Петра Сагайдачного. | 24 лютого 2022                           | Загинув в бою з окупантами поблизу м. Чернігова. Похований в м. Дрогобичі. |
| 4643                           |                  | Кіш Шандор Шандорович                         | 18 червня 1992, м. Ужгород Закарпатська область. Головний старшина, начальник групи секретного документального забезпечення служби охорони державної таємниці 29 ДННК ВМС ЗС України. В ЗС України — з 18 січня 2012 року. Був свідком і безпосереднім учасником подій під час Тимчасової окупації Росією АР Крим і Севастополя. На той час проходив службу на морському тральщику «Чернігів» та в складі екіпажу «Черкас» — корабля, який намагався стояти до останнього і, навіть після захоплення росіянами, залишився із прапором ВМС ЗС України. Виконав епізодичну роль у фільмі про останній корабель України в Криму «Черкаси». Залишилися дружина та двоє маленьких синів. | 24 лютого 2022                           | Загинув в перший день повномасштабного вторгнення, захищаючи Україну в м. Очакові на Миколаївщині. Нагороджений орденом «За мужність» III ступеня (посмертно). |
| 4644                           |                  | Іващенко Наталія Леонідівна                   | 1972, 49 років, смт Пулини Житомирська область. Головний корабельний старшина, військова медсестра медпункту військової частини ЗС України (підрозділ — не уточнено). Залишилися чоловік та діти. | 24 лютого 2022                           | Загинула на території військової частини в Київській області у приміщенні укриття внаслідок влучення у нього ворожої ракети. Нагороджена орденом «За мужність» III ступеня (посмертно). |
| 4645                           |                  | Лисенко Володимир Іванович                    | 25 червня 1967, м. Охтирка Сумська область. Капітан, командир стрілецької роти 154-го окремого батальйону територіальної оборони (м. Охтирка). Неодноразово обирався депутатом Охтирської міської ради. 2014 року висувався кандидатом на посаду міського голови в м. Охтирка. Працював керівником приватного підприємства. Учасник Революції Гідності. Займався активною волонтерською діяльністю. Член громадської організації «Спілка воїнів АТО, ООС російсько-української війни "Непереможні"». | 24 лютого 2022                           | Загинув в боях за Охтирку. Загинув в боях за Охтирку. Нагороджений орденом «Богдана Хмельницького» III ступеня (посмертно). |
| 4646                           |                  | Пасулька Роман Сергійович                     | 21 вересня 1999, смт Раухівка Березівський район Одеська область. Старший лейтенант, військовий льотчик літака-винищувача МіГ-29 40 БрТА. Через певний час з родиною переїхав до м. Ніжина, де в 2016 році закінчив 11 класів загальноосвітньої школи I-III ступенів № 17. Після закінчення школи вступив на навчання до ХНУПС імені Івана Кожедуба. 2021 року, після закінчення університету, отримав класну кваліфікацію «Льотчик третього класу», яку підтвердив вже під час проходження служби у м. Василькові Київської області. Залишились батьки, сестра та кохана дівчина. | 24 лютого 2022                           | В перші години повномасштабного російського вторгнення в Україну вступив у повітряний бій з багатьма літаками противника, своїми умілими діями надав можливість іншим льотчикам вивести з-під атаки наші літаки, однак сам загинув. Нагороджений орденом «За мужність» III ступеня (посмертно). |
| 4647                           |                  | Бобер                                         | Лейтенант, командир танку, командир взводу 3-ї роти 59 ОМПБр. | 24 лютого 2022                           | Загинув біля Антонівського мосту поблизу м. Херсону. Внаслідок бомбардування російською авіацією бомба ФАБ-250 вибухнула перед його танком, що спричинило вибух газової діжки, що знаходилася неподалік. Командир в цей час вів спостереження і був зверху танку. |
| 4648                           |                  | Ключник Сергій Миколайович                    | 27 березня 1974. Старший сержант, військовослужбовець 57 ОМПБр. | 24 лютого 2022                           | Загинув в боях з агресором в ході відбиття російського вторгнення в Україну (місце — не уточнено). Нагороджений орденом «За мужність» III ступеня (посмертно). |
| 4649                           |                  | Кохановський Володимир Михайлович             | 4 червня 1966, с. Доброводи (Уманський район) Черкаська область. Підполковник, старший інспектор — льотчик ХНУПС ім. Івана Кожедуба. | 24 лютого 2022                           | На світанку 24 лютого одним із перших піднявся в небо для перехоплення ворожих літаків у небі над Києвом. Його літак так і не повернувся з першого бойового вильоту. Нагороджений орденом «За мужність» III ступеня (посмертно). |
| 4650                           |                  | Прилуцький Денис Геннадійович                 | 24 лютого 2022, м. Козятин Вінницька область. Матрос, військовослужбовець бригади морської піхоти України Збройних сил України. | 24 лютого 2022                           | Загинув під час оборони міста Генічеська в Херсонській області. Нагороджений орденом «За мужність» III ступеня (посмертно). |
| 4651                           |                  | Будко Валерій Вікторович                      | 30 жовтня 1966, м. Івано-Франківськ. Військовослужбовець ЗС України (підрозділ — не уточнено). | 24 лютого 2022                           | Загинув в боях з російськими окупантами. Похований на Алеї слави у Чукалівці. Нагороджений орденом «За мужність» III ступеня (посмертно). |
| 4652                           |                  | Горбатюк Петро Михайлович                     | 21 грудня 1980, с. Пилипо-Кошара Романівський район Житомирська область. Полковник, керівник підрозділу ОВЗ НГУ. Залишилася дружина та дві доньки. | 24 лютого 2022                           | Загинув в результаті ракетного удару по військовій частині у м. Вишгороді. В останні хвилини свого життя полковник проводив евакуацію особового складу та бойової техніки. |
| 4653                           |                  | Свіргун Ольга Анатоліївна                     | 1988, 33 роки, м. Глухів Сумська область. Солдат, військовослужбовець підрозділу 9 ОМПБ «Вінницькі скіфи» 59 ОМПБр. | 24 лютого 2022                           | Загинула при виконанні бойового завдання, коли разом з побратимами потрапила у ворожу засідку поблизу м. Олешки в Херсонській області. Похована в м. Гайсині. Нагороджена орденом «За мужність» III ступеня (посмертно). |
| 4654                           |                  | Гордієвич Ірина Василівна                     | 19 червня 1974, м. Косів Івано-Франківська область. Старший лейтенант, військовослужбовець БПСПОП «Луганськ-1» імені Героя України Сергія Губанова. За фахом — вчителька географії, а також метеорологиня. До Революції гідності деякий час жила і працювала у Греції, але після її початку повернулася на Батьківщину з сином. У Греції жінка вийшла заміж за поляка та народила сина Александроса, але потім розійшлася з чоловіком. Вона займалася екстремальними видами спорту — скелелазінням, а також плаванням, тягала «залізо». З 2014 року вона воювала в зоні АТО у складі ПСПОП «Луганськ-1». Вона пройшла всю фронтову лінію: Золотое, Кримське, Щастя, Станицю Луганську. Під час служби встигла вступити на юридичний факультет Чернівецького університету — вивчала міжнародне право. Нагороджена медаллю «За військову службу Україні» (4 березня 2016 року). | 24 лютого 2022                           | Українські війська відходили під натиском противника зі Щастя, що на Луганщині. Ірину поранило осколком і вона не змогла вийти з міста та була розстріляна російськими окупантами. |
| 4655                           |                  | Ясковець Олег Олександрович                   | с. Руські Тишки Харківська область. Мешканець м. Нікополя на Дніпропетровщині. Сержант, військовослужбовець 301 окремого зенітного ракетного полку Повітряних Сил ЗС України. У листопаді 2021 року прибув до зони ООС. | 24 лютого 2022                           | Загинув в результаті осколкового поранення, яке виявилося несумісним з життям. Після першого, о 5 ранку, авіаційного обстрілу позицій дивізіону в районі проведення ООС поблизу м. Маріуполя, місце розташування почали підготовлювати до передислокації. В першу чергу, відповідно – боєприпаси. О 9 годині ранку під час другого авіаційного обстрілу позицій дивізіону Олег отримав осколкове смертельне поранення. Нагороджений орденом «За мужність» III ступеня (посмертно). |
| 4656                           |                  | Тарасюк Іван Григорович                       | Народився 5 травня (рік народження - підлягає уточненню), м. Києві. Головний сержант, військовослужбовець ЗС України (підрозділ — не уточнено). На війні з 2014 року. Спочатку проходив військову службу у 44-й ОАБр, після звільнення трішки відпочив і знову повернувся до ЗС України, але у піхоту | 24 лютого 2022                           | Загинув в боях з агресором під час оборони Перекопського перешийку. Нагороджений орденом «За мужність» III ступеня (посмертно). |
| 4657                           |                  | Чабан Вадим Романович                         | 16 липня 1990, с. Ганнопіль Тульчинський район Вінницька область. Солдат, військовослужбовець 9-й окремий мотопіхотний батальйон «Вінниця» 59 ОМПБр. | 24 лютого 2022                           | Загинув в боях в боях з окупантами поблизу смт. Рикове Генічеського району на Херсонщині. Нагороджений орденом «За мужність» III ступеня (посмертно). |
| 4658                           |                  | Чаюн Ігор Олександрович                       | 26 лютого 1987, с. Терпіння Мелітопольський район Запорізька область. Старший лейтенант, військовослужбовець ЗС України (підрозділ — не уточнено). Військову освіту отримав в ХНУПС імені Івана Кожедуба. На початок російського вторгнення в Україну проходив військову службу в м. Мелітополі. | 24 лютого 2022                           | Загинув в результаті ракетного обстрілу російськими окупантами військового аеродрому 25 БрТА. Нагороджений орденом «За мужність» III ступеня (посмертно). |
| 4659                           |                  | Грицюк Дмитрій Сергійович                     | 16 грудня 1998, с. Сподобівка Шевченківський район Харківська область. Лейтенант, начальник відділення енергетичного забезпечення (підрозділ — не уточнено). Військову освіту здобув в ХНУПС імені Івана Кожедуба. | 24 лютого 2022                           | Загинув під час відбиття російського вторгнення в Україну поблизу м. Сватового на Луганщині. Нагороджений орденом «За мужність» III ступеня (посмертно). |
| 4660                           |                  | Куликов Дмитро Олександрович                  | Народився на сході України. Майор, пілот 7 БрТА. | 24 лютого 2022                           | Загинув у складі екіпажу разом з Миколою Савчуком під час виконання бойового завдання з вогневого ураження живої сили та техніки противника в районі Гостомеля, що на Київщині. Нагороджений орденом «За мужність» III ступеня (посмертно). |
| 4661                           |                  | Савчук Микола Володимирович                   | Народився на сході України. Майор, штурман навігаційного забезпечення бригади 7 БрТА. | 24 лютого 2022                           | Загинув у складі екіпажу разом з Дмитром Куликовим під час виконання бойового завдання з вогневого ураження живої сили та техніки противника в районі Гостомеля, що на Київщині. Нагороджений орденом «За мужність» III ступеня (посмертно). |
| 4662                           |                  | Лазарєв Віталій Олександрович                 | Капітан, військовослужбовець ЗС України (підрозділ — не уточнено). | 24 лютого 2022                           | Загинув під час відбиття російського вторгнення в Україну в м. Сватове на Луганщині. Нагороджений орденом «За мужність» III ступеня (посмертно). |
| 4663                           |                  | Куземко Микола                                | 21 рік, м.Дрогобич. Боронив Антонівський міст, який російські війська обстріляли "градами". Був захоронений у братській могилі з ще трьома побратимами по службі, якою опікувалися місцеві мешканці. | 24 лютого 2022                           | Загинув на Херсонщині у перший день повномасштабного вторгнення, але повернути додому тіло військового вдалось тільки після деокупації Херсону. Похований 20 листопада на Полі Слави та Скорботи у Дрогобичі. |
| 4664                           |                  | Прохоров Дмитро Олексійович                   | 14 лютого 1998, с. Васильків, Шполянський район, Черкаська область. Солдат Державної прикордонної служби України. Прийняв бій по охороні Державного кордону України 24 лютого 2022 року перебуваючи на ділянці Харківського прикордонного загону. | 24 лютого 2022                           | Загинув у перший день повномасштабного вторгнення, але тривалий час про його долю достовірних відомостей не було. Похований 3 лютого 2023 року. |
| 4665                           |                  | Мужейко Євген Борисович                       | 8 вересня 1977. Командир 2-го мотопіхотного відділення, командир машини 3 мп взводу 1 мп роти військової частини А2960. Призваний на військову службу за контрактом з 2014 року, протягом 8 років брав безпосередню участь в АТО/ООС на сході України. | 24 лютого 2022                           | Загинув при стримуванні збройної агресії поблизу населеного пункту Брилівка Херсонської області. Під час ворожого авіаудару однією з ракет була уражена бойова розвідувально-дозорна машина БРДМ-2 № 328. |
| 4666                           |                  | Королевич Олександр Костянтинович             | 22 березня 1999. Лейтенант, командир взводу в/ч Т0710 ДССТ. Після 9-го класу вступив до Запорізького обласного ліцею-інтернату з посиленою військово-фізичною підготовкою "Захисник". Пізніше, на військову кафедру до Дніпропетровського державного університету науки і технологій. Мешкав з дружиною в Києві, куди його розподілили в роту матеріально-технічного забезпечення при адміністрації: вони ремонтували будівлі, будували нові. А коли вже їздив в відрядження, там завжди був командиром тактичної групи з охорони і оборони визначених об’єктів. Брав участь в АТО. | 24 лютого 2022                           | Був ракетний обстріл Житомирської області. За декілька хвилин до того зателефонували, сказали, що летять у їхній бік ракети і що треба зберегти особовий склад. Він відправив всіх побратимів у бункер, а сам залишився на бойовому чергуванні. Саме в той момент прилетіли уламки. |
| 4667                           |                  | Марченко Юрій Миколайович                     | Старший лейтенант, військовослужбовець ЗС України (підрозділ — не уточнено). | 24 лютого 2022                           | Загинув в боях з агресором в ході відбиття російського вторгнення в Україну (місце — не уточнено). Нагороджений орденом «За мужність» III ступеня (посмертно). |
| 4668                           |                  | Кулаковський Олег Анатолійович                | 1982, с. Кратова Говтва Полтавська область. Сержант, командир відділення підвозу та перевезення мінометної батареї окремої десантно-штурмової бригади 5 БТГр. | 24 лютого 2022                           | Загинув в результаті ворожого обстрілу колони поблизу м. Суми. Нагороджений орденом «За мужність» III ступеня (посмертно). |
| 4669                           |                  | Таранченко Руслан Олександрович               | 27 лютого 1990, селище Недригайлів Сумська область. Капітан 3 рангу, виконувач обов'язків начальника Очаківського гарнізону (з 23.02.2022). | 24 лютого 2022                           | З початком російського вторгнення в Україну організував виведення всіх кораблів у море, а сам з 16 моряками залишився на причалі виконувати бойові задачі. О 6:50 ранку 24 лютого 2022 року зв'язок з ним обірвався… Загинув в результаті ворожого авіаудару по території Очаківського військового порту. Нагороджений орденом «За мужність» III ступеня (посмертно). |
| 4670                           |                  | Рябко Роман Володимирович                     | 24 березня 1988, м. Карлівка Полтавська область. Капітан 3 рангу, начальник штабу — перший заступник командира військової частини (підрозділ — не уточнено). | 24 лютого 2022                           | Загинув в результаті ворожого авіаудару по території Очаківського військового порту. Нагороджений орденом «За мужність» III ступеня (посмертно). |
| 4671                           |                  | Бєлозьор Олександр Миколайович                | Штаб-старшина, військовослужбовець підрозділу ВМС ЗС України (підрозділ — не уточнено). | 24 лютого 2022                           | Загинув під час російського вторгнення в Україну. Нагороджений орденом «За мужність» III ступеня (посмертно). |
| 4672                           |                  | Чупак Юрій Олександрович                      | Головний корабельний старшина, військовослужбовець підрозділу ВМС ЗС України. | 24 лютого 2022                           | Загинув під час російського вторгнення в Україну. Нагороджений орденом «За мужність» III ступеня (посмертно). |
| 4673                           |                  | Добушева Марина Сергіївна                     | Головний старшина, військовослужбовець підрозділу ВМС ЗС України. | 24 лютого 2022                           | Загинула під час російського вторгнення в Україну. Нагороджена орденом «За мужність» III ступеня (посмертно). |
| 4674                           |                  | Куций Іван Русланович                         | 2002, 19 років, смт Глибока Чернівецька область. Солдат, військовослужбовець ВМС ЗС України (підрозділ — не уточнено). | 24 лютого 2022                           | Згідно повідомлення голови Глибоцької ТГ, військовослужбовець загинув в перший день російського вторгнення в Україну (місце — не уточнено). Похований в смт Глибока. Нагороджений орденом «За мужність» III ступеня (посмертно). |
| 4675                           |                  | Золотарьов Євгеній Михайлович                 | Старшина 2 статті, військовослужбовець ВМС ЗС України (підрозділ — не уточнено). | 24 лютого 2022                           | Загинув під час російського вторгнення в Україну. Нагороджений орденом «За мужність» III ступеня (посмертно). |
| 4676                           |                  | Тарасюк Олександр Олексійович                 | 29 березня 1995, м. Бердичів Житомирська область. Старший лейтенант, військовослужбовець 801 ОЗБ ОПДСЗ. Випускник Житомирського військового інституту імені С. П. Корольова (2019) за кваліфікацією «інженер в галузі електроніки та телекомунікацій», офіцер військового управління тактичного рівня. За час проходження військової служби здобув кваліфікацію «Водолаз» та «Офіцер-водолаз». | 24 лютого 2022                           | Загинув під час безпосередньої участі у стримуванні російського вторгнення в Україну у місті Очакові Миколаївської області. Нагороджений орденом «За мужність» III ступеня (посмертно). |
| 4677                           |                  | Ніколенко Іван Ігорович                       | 9 березня 1995, с. Писарівка (Подільський район) Одеська область. Солдат, військовослужбовець 59 ОМПБр. | 24 лютого 2022                           | Загинув в боях з російськими окупантами в ході відбиття російського вторгнення в Україну поблизу селища Рикове Генічеського району Херсонської області. Нагороджений орденом «За мужність» III ступеня (посмертно). |
| 4678                           |                  | Іщук Юрій Олександрович                       | с. Мелешків Вінницька область. Старший солдат, старший стрілець підрозділу 59 ОМПБр. На військовій службі за контрактом — з 2018 року. Учасник ООС. | 24 лютого 2022                           | Загинув в бою з російськими окупантами під час виконання бойового завдання з охорони Антоновського мосту на Херсонщині. Вважався зниклим безвісти до моменту звільнення Херсонщини. Нагороджений орденом «За мужність» III ступеня (посмертно). |
| 4679                           |                  | Гулькевич Володимир Володимирович             | 1992, м. Шепетівка Хмельницька область. Солдат, стрілець-помічник гранатометника 2 механізованого відділення 1 механізованого взводу підрозділу ЗС України (підрозділ — не уточнено). | 24 лютого 2022                           | Загинув в боях, обороняючи населені пункти Раденськ та Олешки на Херсонщині. Нагороджений орденом «За мужність» III ступеня (посмертно). |
| 4680                           |                  | Гордієнко Юлія Андріївна                      | Майор медичної служби, військовослужбовець ЗС України (підрозділ — не уточнено). | 24 лютого 2022                           | Загинула в боях з агресором в ході відбиття російського вторгнення в Україну (місце — не уточнено). Нагороджена орденом «За мужність» III ступеня (посмертно). |
| 4681                           |                  | Вергуленко Ігор Сергійович                    | 23 роки, селище Білокуракине Луганська область. Лейтенант, начальник обслуги приймально-передавальних радіопристроїв радіотехнічної батареї 302 зрп ПвК «Схід». У 2021 році закінчив ХНУПС ім. І.Кожедуба, факультет зенітних ракетних військ. | 24 лютого 2022                           | Загинув на території військової частини під час ворожого обстрілу. Похований в рідному селищі на Луганщині. Нагороджений орденом «За мужність» III ступеня (посмертно). |
| 4682                           |                  | Старіш Ілля Ігорович                          | 14 грудня 1997, с. Костянтинівка Одеська область. Молодший сержант, військовослужбовець Білгород-Дністровського прикордонного загону ДПСУ. | 24 лютого 2022                           | Загинув в результаті ворожого артилерійського обстрілу пункту пропуску «Чонгар». Нагороджений орденом «За мужність» III ступеня (посмертно). |
|                                |                  | Україна                                       | Військовослужбовець(-ці) ЗС України (підрозділ — не уточнено). | 24 лютого 2022                           | (для доповнення за 24 лютого 2022 року) |
| 25 лютого                      |                  |                                               | |                                          | |
| 4683                           |                  | Оксанченко Олександр Якович                   | 26 квітня 1968, с. Маломихайлівка Покровський район Дніпропетровська область. Полковник, військовий льотчик, інструктор-пілот. У 1989 році закінчив навчання у ХВВАУЛ ім. С. І. Грицевця. Інструктор-пілот 831 бригади тактичної авіації (м. Миргород). Учасник АТО. Залишилося дві доньки. Герой України (посмертно). | 25 лютого 2022                           | Загинув у повітряному бою, відволікаючи на себе ворожу авіацію у повітряному просторі над м. Києвом. |
| 4684                           |                  | Сапило Віталій Романович                      | 3 вересня 2000, с. Черче Івано-Франківська область. Лейтенант, командир танкового взводу 14 ОМБр. Вихованець ДЮСШ «Карпати». | 25 лютого 2022                           | Загинув під час авіаудару в боях з окупантом поблизу м. Києва. При цьому знешкодив три десятки одиниць техніки ворога. |
| 4685                           |                  | Самков Валентин Володимирович                 | 42 роки, м. Щастя Луганська область. Майор поліції, старший дільничий підрозділу Національної поліції України в м. Щасті Луганської області. | 25 лютого 2022                           | Загинув в результаті ворожого обстрілу з РСЗВ БМ-21 «Град» під час евакуації населення з міста, де він був дільничним офіцером. Нагороджений орденом «За мужність» III ступеня (посмертно). |
| 4686                           |                  | Урсул Віктор Миколайович                      | 29 серпня 1966, м. Сокиряни Чернівецька область. Солдат, водій гранатометного відділення (підрозділ — не уточнено). До війни працював судовим виконавцем Сокирянського суду. В ЗС України з 2019 року. | 25 лютого 2022                           | Загинув в боях за Херсон. Залишилося 5 дітей та 3 онуків. Був похований на тимчасово окупованій Херсонщині. 18 грудня 2022 року був перепохований на рідній землі. Нагороджений орденом «За мужність» III ступеня (посмертно). |
| 4687                           |                  | Добровський Іван Олександрович                | 5 жовтня 2002, м. Сквира Білоцерківський район Київська область. Старший солдат, військовослужбовець ЗС України (підрозділ — не уточнено). | 25 лютого 2022                           | Загинув в боях з російськими окупантами в селищі Гостомель на Київщині. Нагороджений орденом «За мужність» III ступеня (посмертно). |
| 4688                           |                  | Мазуренко Володимир Вікторович                | 25 років, м. Коростень Житомирська область (за іншими даними — м. Шепетівка Хмельницька область). Старший лейтенант, помічник начальника бронетанкової служби озброєння логістики (підрозділ — не уточнено). Випускник Коростенської міської гімназії. | 25 лютого 2022 (орієнтовно)              | Загинув в результаті нападу противника з використанням стрілецької зброї на перетині траси Узин-Обухів, про це 26 лютого повідомила Коростенська міська гімназія. Нагороджений орденом Богдана Хмельницького III ступеня (посмертно). |
| 4689                           |                  | Пархоменко Андрій Олександрович               | 38 років, м. Полтава. Старший лейтенант, військовослужбовець ЗС України (підрозділ — не уточнено). Навчався в Полтавському політехнічному університеті. З 2014 року брав участь в АТО, був командиром мінометного розрахунку. Залишилася дружина та 12-річний син. | 25 лютого 2022                           | Загинув в боях поблизу м. Суми. Нагороджений орденом «Богдана Хмельницького» III ступеня (посмертно). |
| 4690                           |                  | Поліщук Іванна Володимирівна                  | 23 роки, с. Бродів Острозький район Рівненська область. Старший солдат, військовослужбовець ЗС України (підрозділ — не уточнено). | 25 лютого 2022                           | Загинула на другий день російсько-української війни в Херсонській області під час обстрілу медичної бригади, яка прямувала надавати допомогу пораненим. Нагороджена орденом «За мужність» III ступеня (посмертно). |
| 4691                           |                  | Кицелюк Андрій Миколайович                    | 2 грудня 1976, 46 років, м. Чернівці. Головний сержант, командир десантно-штурмового відділення десантно-штурмового взводу десантно-штурмової роти 87 ОАеМБ 80-ї окремої десантно-штурмової бригади. Залишилися дружина та двоє синів. | 25 лютого 2022                           | Загинув у важкому бою з російськими окупантами в Миколаївській області. Похований на Центральному кладовищі у м. Чернівці. Нагороджений орденом «За мужність» III ступеня (посмертно). |
| 4692                           |                  | Телушков Сергій Валерійович («Крепиш»)        | 24 роки, Чернігівська область. Старший лейтенант, командир механізованої роти 1 ОТБр. | 25 лютого 2022                           | Загинув в бою з російськими окупантами поміж селами Рівнопілля та Халявин, де підрозділи 1 ОТБр зустрічали колону ворожих танків. В бойову машину, на який зверху перебував Сергій, прийшовся удар. Вибухом його відкинуло на 30 метрів, а уламки поранили життєво важливі органи. Нагороджений орденом «Богдана Хмельницького» III ступеня (посмертно). |
| 4693                           |                  | Пантелюк Сергій Васильович                    | 24 роки, с. Бирлівка Бершадська міська громада Вінницька область. Лейтенант, командир взводу 1 ОТБр. Учасник АТО. Закінчив Львівський ліцей з посиленою військово-фізичною підготовкою імені Героїв Крут та НАСВ імені Петра Сагайдачного. Кандидат в майстри спорту України з греко-римської боротьби. Залишилися батьки, дружина та новонароджена донька. | 25 лютого 2022                           | Отримав важке поранення ніг в під час відбиття нападу колони противника, що йшла зі сторони Білорусі, біля с. Рівнопілля на Чернігівщині та за декілька годин помер у лікарні. Нагороджений орденом Богдана Хмельницького III ступеня (посмертно). |
| 4694                           |                  | Мишко Микола Іванович                         | 2 травня 1979. Старший солдат, 1 ОТБр. | 25 лютого 2022                           | Загинув зранку під час бою з російськими окупантами біля села Халявин, що на Чернігівщині. |
| 4695                           |                  | Степаненко Вадим Вікторович                   | 21 вересня 1994, с. Кнути Чернігівська область. Військовослужбовець ЗСУ (підрозділ не уточнено). | 25 лютого 2022                           | Загинув зранку під час бою з російськими окупантами біля села Халявин, що на Чернігівщині. |
| 4696                           |                  | Береза Сергій Григорович                      | 23 лютого 1971, м. Кременчук Полтавська область. Сержант, начальник радіостанції зенітно-ракетної батареї 156 ЗРП. | 25 лютого 2022                           | Загинув близько 11.00 поблизу м. Ніжина на Чернігівщині в результаті завдання вогневого удару бойовими вертольотами російської федерації по колоні ЗС України. Нагороджений медаллю «Захиснику Вітчизни» (посмертно). |
| 4697                           |                  | Омельченко Данило Тихонович                   | 17 січня 2001, мешканець с. Середи Ємільчинський район Житомирська область. Солдат, військовослужбовець 72 ОМБр. | 25 лютого 2021                           | Загинув у бою в м. Ірпіні на Київщині. Нагороджений орденом «За мужність» III ступеня (посмертно). |
| 4698                           |                  | Литвин Андрій Васильович                      | 1983, мешканець с. Мліїв Черкаська область. Старший солдат, водій евакуаційної роти 72 ОМБр. | 25 лютого 2022                           | Згідно з повідомленням голови Черкаської ОДА Валерії Бандурко, військовослужбовець загинув від множинних кульових поранень в боях у м. Києві. Похований в с. Мліїв. Нагороджений орденом «За мужність» III ступеня (посмертно). |
| 4699                           |                  | Максименко Віктор Вікторович                  | 1987, мешканець с. Березняківської громади Черкаська область. Молодший сержант, командир відділення евакуаційної роти ремонтно-відновлювального батальйону 72 ОМБр. | 25 лютого 2022                           | Згідно повідомлення голови Черкаської ОДА Валерії Бандурко, військовослужбовець загинув обороняючи від російських окупантів м. Києв. Похований у с. Березняки. Нагороджений орденом «За мужність» III ступеня (посмертно). |
| 4700                           |                  | Лук'янович Олександр Володимирович            | 20 лютого 1989, 33 роки, с. Поступель Ратнівський район Волинська область. Солдат, старший механік-водій танкового взводу 14 ОМБр. Герой України (посмертно). | 25 лютого 2022                           | Під час бою поблизу м. Києва, особисто знешкодив до трьох десятків одиниць техніки противника. Загинув внаслідок авіаційного удару та отримання смертельного поранення. |
| 4701                           |                  | Глущенко Григорій Григорович                  | 1990, м. Луганськ. З 2021 року мешкав в м. Черкаси. Сержант, командир взводу матеріального забезпечення ракетного дивізіону зенітно-ракетного полку (підрозділ — не уточнено). Був наймолодшим у багатодітній сім'ї, де було 8 дітей. Вивчився на тракториста, потім на механіка. Підтримував Євромайдан, після якого пішов до АТО. 27 березня у нього мало відбутися весілля. | 25 лютого 2022                           | Загинув під Яготином під час обстрілу військової колони де він був у машині прикриття. Нагороджений орденом «За мужність» III ступеня (посмертно). |
| 4702                           |                  | Ніженський Юрій Вікторович                    | 30 липня 1979, 42 роки, Уманський район Черкаська область. Підполковник, заступник командира окремого аеромобільного батальйону (підрозділ — не уточнено). З 2014 року брав активну участь у бойових діях на території Донецької та Луганських областей. Був нагороджений орденом «Богдана Хмельницького» III ступеня (2015). | 25 лютого 2022                           | Загинув під час запеклих боїв в м. Нова Каховка Херсонської області. Нагороджений орденом «Богдана Хмельницького» II ступеня (посмертно). |
| 4703                           |                  | Стецьків Віктор Володимирович                 | 1978, мешканець с. Трушівці Черкаська область. Старший солдат, стрілець-зенітник зенітного ракетного відділення взводу охорони зенітно-ракетного полку ЗС України (підрозділ — не уточнено). В ЗС України — з 2016 року. До служби — працював у Трушівському лісництві ДП «Чигиринське лісове господарство». | 25 лютого 2022                           | Згідно з повідомленням Черкаської районної ради, загинув при виконанні бойового завдання з прикриття повітряного простору України у м. Яготин Київської області, під час здійснення маршу потрапив під обстріл ворожого вертольоту. Нагороджений медаллю «Захиснику Вітчизни» (посмертно). |
| 4704                           |                  | Насадюк Ілля Сергійович                       | 28 вересня 1998, м. Золотоноша Черкаська область. Солдат, військовослужбовець ЗС України (підрозділ — не уточнено). | 25 лютого 2022                           | Загинув під час обстрілу поблизу м. Ніжина на Чернігівщині Нагороджений медаллю «Захиснику Вітчизни» (посмертно). |
| 4705                           |                  | Лісний Віктор                                 | 31 жовтня 2003, с. Лисенки Полтавська область. Військовослужбовець підрозділу ДШВ ЗС України (підрозділ — не уточнено). Навчався у вищому професійному гірничо-будівельному училищі в місті Горішні Плавні. Восени 2021 року був призваний на строкову військову службу. | 25 лютого 2022                           | Отримав поранення, яке виявилося несумісним з життям, при обороні м. Миколаєва. |
| 4706                           |                  | Козюра Віталій Володимирович                  | 30 листопада 1999, с. Антипівка Золотоніський район Черкаська область. Солдат, гранатометник відділення охорони зенітного ракетного полку ЗС України (підрозділ — не уточнено). | 25 лютого 2022                           | Загинув під час обстрілу м. Ніжина в Чернігівській області Нагороджений медаллю «Захиснику Вітчизни» (посмертно). |
| 4707                           |                  | Пухтинський Антон Валентинович                | 29 вересня 1998, Золотоніський район Черкаська область. Солдат, стрілець-помічник гранатометника взводу охорони окремої десантно-штурмової бригади (підрозділ — не уточнено). | 25 лютого 2022                           | Загинув в боях з агресором в ході відбиття російського вторгнення в Україну. Нагороджений орденом «За мужність» III ступеня (посмертно). |
| 4708                           |                  | Скрипай Владислав Олегович                    | с. Горького Богодухівський район Харківська область. Військовослужбовець ЗС України (підрозділ — не уточнено). | 25 лютого 2022                           | Згідно повідомлення Богодухівської міської ради, військовослужбовець загинув в боях з агресором в ході відбиття російського вторгнення в Україну на Донеччині. Майже чотири місяці тривало службове розслідування, дані про загибель військовослужбовця надійшли до військкомату тільки 24 червня 2022 року. До цього дня він вважався зниклим безвісти. |
| 4709                           |                  | Квасний Захар Андрійович                      | 13 серпня 1999, с. Руда Кам'янець-Подільський район Хмельницька область. Лейтенант, командир інженерно-саперного взводу інженерно-саперної роти інженерно-саперного батальйону 70-го центру інженерного забезпечення. Навчався в НВК №3, закінчив Кам’янець-Подільський ліцей з посиленою військово-фізичною підготовкою. Військову освіту здобув в НАСВ імені гетьмана Петра Сагайдачного. Залишилися мати, брат та наречена. | 25 лютого 2022                           | Загинув в боях з агресором в районі міста-героя України Ірпеня на Київщині. Похований у м. Кам'янець-Подільський на Алеї Слави міського кладовища. Нагороджений орденом «За мужність» III ступеня (посмертно). |
| 4710                           |                  | Купрійчук Максим Анатолійович                 | 20 років, с. Вінницькі Хутори Вінницька область. Гранатометник, військовослужбовець 80 ОДШБр. Навчався у вінницькій школі № 13. 2014 року після початку війни з росією вирішив стати військовим. Після восьмого класу забрав документи в школі і пішов навчатися в Тульчнську загальноосвітню школа-ліцей I-III ступенів з посиленою військово-фізичною підготовкою Вінницької обласної ради. 2019 року після закінчення навчання в Тульчинському ліцеї вирішив йти служити за контрактом. У вінницькому військкоматі юнака не прийняли, оскільки йому було лише 17 років, але в Тернополі взяли на службу військовим. Звідти направили вчитися житомирський навчальний центр. Приймав присягу на базі 95 ОДШБр, але далі вибрав служити в 80 ОДШБр. З жовтня 2020 по червень 2021 року проходив службу у зоні ООС. Укладений контракт зі ЗС України мав закінчитися 4 серпня 2022 року. | 25 лютого 2022                           | 25 лютого колона потрапила під обстріл, проте всі дивом вціліли. Після цього всі, хто був у вантажівці з Максимом або пересів на БТР, або втік у поле, однак в БТР прийшлося пряме попадання снарядом біля села Томарино, що на Херсонщині. Максим помер від осколкового поранення в голову. Нагороджений орденом «За мужність» III ступеня (посмертно). |
| 4711                           |                  | Ткачук Владислав                              | 29 років, смт Цумань Волинська область. Старший лейтенант медичної служби 80 ОДШБр. Випускник Маяківського ліцею. Працював військовим медиком. Закінчив Київський національний медичний університет імені О. Богомольця. Після цього вирішив стати військовим медиком, щоб, як дядько Віктор, захищати Вітчизну. Закінчив медичну академію Збройних сил України, після чого служив в армії. | 25 лютого 2022                           | Загинув у боях з російськими окупантами. |
| 4712                           |                  | Кипенко Дмитро Олександрович                  | 20 листопада 2002. Солдат, водій 3-го взводу оперативного призначення роти оперативного призначення (на автомобілях) 1-го батальйону оперативного призначення 9 ПОП НГУ. | 25 лютого 2022                           | Загинув під час боїв з російськими окупантами в м. Мелітополі Запорізької області. Нагороджений орденом «За мужність» III ступеня (посмертно). |
| 4713                           |                  | Шиманський Роман Володимирович                | 12 червня 1984, с. Войнашівка Барська міська громада Вінницька область. Молодший сержант, військовослужбовець 70-го Центру інженерного забезпечення. | 25 лютого 2022                           | Згідно з посиланням на пресслужбу Барської міської ради, загинув поблизу м. Ірпеня в передмісті м. Києва під час підриву моста з метою блокування проходу колони техніки окупантів. Нагороджений орденом «За мужність» III ступеня (посмертно). |
| 4714                           |                  | Цвіла Ірина Володимирівна («Лінза»)           | 29 квітня 1969, Київська область. Солдат, військовослужбовець батальйону «Січ». Учасниця АТО. Під час Революції гідності та війни займалася фотографією. До війни, після отримання педагогічної освіти, працювала в Київській міжнародній школі «Меридіан». Також була дизайнеркою ландшафтів, спеціалізуючись на створенні трояндових садів і оранжерей. | 25 лютого 2022                           | Загинула в ході відбиття танкової атаки при обороні міста-героя України Ірпеня в передмісті Києва. Нагороджена орденом «За мужність» III ступеня (посмертно). |
| 4715                           |                  | Матуляк Геннадій Васильович                   | Підполковник, командир першої авіаційної ескадрильї 299 БрТА. Герой України (посмертно). | 25 лютого 2022                           | Загинув під час знищення скупчення техніки ворога в м. Гостомелі, коли його літак збили. |
| 4716                           |                  | Василевський Євгеній Євгенійович («Лисий»)    | 21 квітня 1975 р.н, м. Дніпро. Майстер-сержант, військовослужбовець 92 ОМБр. З 2015 по 2018 учасник бойових дій у складі 72 ОМБр. Боронив Волноваху, Авдіївку, Маріуполь, Троїцьке. В цивільному житті був директором з виробництва. В вересні 2021 року знов приєднався до ЗСУ у складі 92 ОМБр. Залишилася дружина та двоє дітей. | 25 лютого 2022                           | Загинув в боях з агресором при обороні м. Харків в результаті ворожого обстрілу з БМ-21 «Град». Його підрозділ одним з перших зустрічав ворога на підступах до міста. В бою на кільцевій дорозі вони знищили колону ворожої техніки і зупинили ворога ціною власного життя. Похований на Краснопільському цвинтарі у м. Дніпрі. Нагороджений орденом «За мужність» III ступеня (посмертно). |
| 4717                           |                  | Захаров Павло Миколайович                     | 3 серпня 1998, смт Катеринопіль, Черкаська область. Закінчив Катеринопільську школу №2, місцеву музичну школу, Мокрокалигірське професійне училище. Після строкової служби в ЗСУ продовжив військову службу за контрактом. Молодший сержант (підрозділ — не уточнено). | 25 лютого 2022                           | Загинув у ході оборони Маріуполя. Нагороджений орденом «За мужність» III ступеня (посмертно). |
| 4718                           |                  | Гриб Юрій Миколайович                         | 46 років. Проходив строкову службу у повітряно-десантних військах. Після її закінчення служив у органах внутрішніх справ. Згодом працював на різних посадах на підприємствах і організаціях Черкаської області. У 2014 році став на захист територіальної цілісності України. Відтоді постійно перебував на військовій службі в ЗСУ. Старший сержант, командир відділення окремої десантно-штурмової бригади ЗС України (підрозділ — не уточнено). | 25 лютого 2022                           | Загинув внаслідок ворожого обстрілу на Херсонщині. Був похований у братській могилі. У грудні 2022 Героя перепоховали у рідному селі Княжа на Черкащині. Нагороджений орденом «За мужність» III ступеня (посмертно). |
| 4719                           |                  | Розенко Дмитро Олегович                       | 28 жовтня 1986, с. Чудівка Чернігівська область. Молодший сержант, військовослужбовець 162-го окремого батальйону територіальної оборони 119 ОБрТрО. | 25 лютого 2022                           | Під час бою з російськими окупантами в районі села Халявин Чернігівського району Чернігівської області перебував на БМП-1, що поспіхом намагалась евакуювати воїнів до інших позицій. При відході наші підрозділи потрапили під ворожий обстріл артилерії. Один із вибухів пролунав біля БМП-1, внаслідок чого Дмитро отримав важкі осколкові поранення, від яких загинув. Нагороджений орденом «За мужність» III ступеня (посмертно). |
| 4720                           |                  | Гроза Ігор Григорович                         | 22 листопада 1980, с. Жавинка Чернігівська область. Старший солдат, стрілець 1-го стрілецького відділення 162-го окремого батальйону територіальної оборони 119 ОБрТрО. | 25 лютого 2022                           | Під час бою з російськими окупантами в районі села Халявин Чернігівського району Чернігівської області перебував на БМП-1, що поспіхом намагалась евакуювати воїнів до інших позицій. При відході наші підрозділи потрапили під ворожий обстріл артилерії. Один із вибухів пролунав біля БМП-1, внаслідок чого Ігор отримав важкі осколкові поранення, від яких загинув. Нагороджений орденом «За мужність» III ступеня (посмертно). |
| 4721                           |                  | Литвиненко Володимир Миколайович              | 3 серпня 1982, м. Олешки Херсонської області. Навчався в загальноосвітній школі № 1 м. Олешки. В 2001 році вступив до Миколаївського медичного коледжу, проте навчання не закінчив. Брав участь в АТО/ООС. На момент повномасштабного вторгнення - стрілець-помічник гранатометника 2 механізованого відділення-бойової машини 2 механізованого взводу 2 механізованої роти 17 ОМПБ. | 25 лютого 2022                           | Загинув в боях з російськими окупантами в районі н.п. Причепилівка Новоайдарського району Луганської області. 22.05.2022 року нагороджений орденом «За мужність» III ступеня (посмертно). |
| 4722                           |                  | Плетньов Володимир Юрійович («Жрець»)         | 12 вересня 1999. Старший солдат, стрілець-санітар 1–го відділення 1-го батальйонної групи розвідки ОЗСП «Азов». | 25 лютого 2022                           | 24 лютого 2022 року отримав осколкові поранення в результаті артилерійського обстрілу під час виконання бойового завдання в районі селища Мангуш Донецької області. Наступного дня помер у лікарні № 2 м. Маріуполя. Нагороджений орденом «За мужність» III ступеня (посмертно). |
| 4723                           |                  | Повшук Ілля Русланович                        | 13 червня 1999, м. Запоріжжя. Старший солдат, військовослужбовець частини НГУ. Останній раз виходив на зв`язок поблизу міста Мелітополь. | 25 лютого 2022                           | Загинув в боях з агресором в ході відбиття російського вторгнення в Україну в місті Мелітополі. 21.03.2022 похований на кладовищі с. Єгорівка Роздільнянського району Одеської області. Нагороджений орденом «За мужність» III ступеня (посмертно). |
| 4724                           |                  | Рудь Андрій Петрович                          | 21 вересня 1972. Службовець частини НГУ, майор. | 25 лютого 2022                           | Загинув внаслідок артилерійського обстрілу військової частини 2276 отримав поранення, несумісні з життям. 03.03.2022 похований на кладовищі в м. Охтирці Сумської області. Нагороджений орденом «За мужність» III ступеня (посмертно). |
| 4725                           |                  | Сарбаш Юрій Микитович                         | Пожежний-водій 94 ДПРЧ 11-го державного пожежно-рятувального загону Головного управління ДСНС України у Донецькій області (м. Волноваха). | 25 лютого 2022                           | Загинув у вільний від несення служби час під час обстрілу російськими військами села Бугас, що на Донеччині. Нагороджений орденом «За мужність» III ступеня (посмертно). |
| 4726                           |                  | Кучменко Єгор Андрійович                      | Молодший лейтенант, військовослужбовець Бердянського прикордонного загону ДПСУ. В 15 років став студентом Запорізького обласного ліцею-інтернату з посиленою військово-фізичною підготовкою, згодом продовжив навчання в Харківському Національному юридичному університеті імені Ярослава Мудрого. | 25 лютого 2022                           | Загинув на світанку при виконанні бойового завдання на посту спостереження за державним кордоном (місце — не уточнено). Нагороджений орденом «За мужність» III ступеня (посмертно). |
|                                |                  | Кабаков Дмитро Володимирович                  | м. Сімферополь. Сержант, гранатометник підрозділу 80 ОДШБр. Після окупації Криму переїхав до Львова. У 2020 році, разом із сином Олексієм, розпочав службу і наприкінці року зі своїм підрозділом вирушив на схід України для участі в ООС. Після успішного виконання завдань повернувся до Львова. У лютому 2022 року його підрозділ перебував в Овруцькому районі на Житомирщині. | 25 лютого 2022 (дата підлягає уточненню) | Загинув в боях з агресором в ході відбиття російського вторгнення в Україну (місце — не уточнено). Нагороджений орденом «За мужність» III ступеня (посмертно). |
|                                |                  | Кіліянчук Олександр Васильович                | 10 березня 1987, м. Роздільна, Одеська обл. З 2016 року служив в ЗСУ, з 2019 - у ДПСУ, з 2021 - у Луганському прикордонному загоні. Старший сержант. | 25 лютого 2022                           | Потрапив у ворожу засідку в районі с. Вишневе на Луганщині. Довгий час вважався зниклим без вісті, особу було встановлено після обміну тіл загиблих. Похований 17 квітня 2024 року в Роздільній. |
|                                |                  | Мухтаров Усеін Сабрійович                     | 31 рік, АР Крим. Кримський татарин. Мешкав в селі Стрілкове Генічеського району Херсонської області, яке з півостровом розділяє лише озеро Сиваш. Його родина повернулася з заслання в Узберистані. Мати померла коли Усеіну було 16 років. Брав участь в Революції Гідності. В Державній прикордонній службі з 2018 року, проходив службу на прикорднонній заставі Щастя на посаді помічника гранатоментника, старший сержант. | 25 лютого 2022                           | Загинув під час виходу з оточення в районі с. Чмирівка на Луганщині. Nissan Patrol, в якому знаходився старший сержант Мухтаров, потрапив під стрілецький обстріл. Довгий час тіло залишалося на окупованій території. В грудні 2022 року тіло було повернуто. Похований 29 грудня 2023 року в Києві на Лісовому кладовищі . |
|                                |                  | Шеховцов Олексій                              | 1986, Новоайдар. З2021 року служив у прикордонній комендатурі "Щастя" Луганського прикордонного загону. | 25 лютого 2022                           | Загинув в районі н.п. Чмирівка внаслідок ураження автомобіля протитанковою керованою ракетою |
|                                |                  | Петров Павло                                  | 30 років, с. Павленкове, Старобільського району. Закінчив Луганський національний аграрний університет, навчався у Головному центрі підготовки особового складу ДПСУ ім. генерал-майора Ігоря Момота. З 2015 року проходив службу у 3-му прикордонному загоні, був начальником кінологічної групи прикордонної комендатури швидкого реагування «Щастя» | 25 лютого 2022                           | Загинув виїхавши на порятунок побратимів, які опинилися в оточенні. Залишилися дружина, донька та батьки. Похорон відбувся в Києві 4 вересня 2024, тому що він вважався зниклим безвісти . |
| 26 лютого                      |                  |                                               | |                                          | |
| 4727                           |                  | Тимченко Олександр Олександрович              | 18 лютого 1999, с. Чемужівка, Зміївський район, Харківська область. Молодший сержант, військовослужбовець частини НГУ. Герой України (посмертно). З лютого по квітень 2020 року виконував службово-бойові завдання в зоні проведення ООС у районі Світлодарської дуги. 23 лютого 2022 року в зв'язку із напруженою оперативною обстановкою напередодні широкомасштабного вторгнення військ РФ на територію України військовий оперативний резерв бригади було терміново передислоковано на Луганщину. Під час широкомасштабного російського вторгнення, 26 лютого 2022 року, у районі населеного пункту Трьохізбенка під постійними масованими артилерійськими обстрілами з боку ворожих військ зайняв вогневу позицію, даючи змогу побратимам зі свого відділення вийти з району ураження. Гранатою підірвав ворожу БМП разом з піхотою. Гідно прийнявши бій, молодший сержант дав змогу побратимам відійти, а сам залишився та зазнав поранень, несумісних із життям. | 26 лютого 2022                           | Загинув в боях з агресором в ході відбиття російського вторгнення в Україну біля села Трьохізбенка, Щастинського району Луганської області. Нагороджений орденом «За мужність» III ступеня (посмертно). |
| 4728                           |                  | Підгірний Олександр Олександрович             | 6 червня 1991, м. Кривий Ріг Дніпропетровська область. Навчався в Криворізькій загальноосвітній школі I—III ступенів № 56, що у Металургійному районі. Старший солдат, 92ОМБр. | 26 лютого 2022                           | Загинув в боях з російськими окупантами в ході відбиття російського вторгнення в Україну у Харківській області. Нагороджений орденом «За мужність» III ступеня (посмертно). |
| 4729                           |                  | Тарасов Альберт Валерійович                   | 11 липня 1999, м. Ланівці Кременецький район Тернопільська область. Солдат, військовослужбовець підрозділу 80 ОДШБр. | 26 лютого 2022                           | Загинув в боях з агресором у Херсонській області в ході відбиття російського вторгнення в Україну. Похований в м. Ланівцях. Нагороджений орденом «За мужність» III ступеня (посмертно). |
| 4730                           |                  | Дубінський Роман Васильович («Дуб»)           | 1 грудня 2002, смт Лисець Тисменицький район Івано-Франківська область. Військовослужбовець Західного ТрУ Національної гвардії України. Останні дні перебував при Національному університеті оборони України ім. І. Черняховського. Дитиною вступив до «Пласту». Навчався в Івано-Франківському вищому професійному училищі сервісного обслуговування техніки, де у 2021 році здобув фах майстра V розряду з діагностики та налагодження електронного устаткування автомобілів. До ЗС України був призваний 6 жовтня 2021 року. Відзначений (посмертно) найвищим відзначенням Пласту — Залізним Пластовим Хрестом. | 26 лютого 2022                           | Загинув вранці під час обстрілу колони, в якій він перебував, під час оборони Києва. |
| 4731                           |                  | Україна                                       | Співробітник підрозділу Національної поліції України (підрозділ — не уточнено). | 26 лютого 2022                           | Згідно повідомлення радника міністра внутрішніх справ України, співробітник національної поліції був вбитий у м. Києві на Повітрофлотському проспекті під час перевірки документів у пасажирів легкового автомобілю. |
| 4732                           |                  | Кравченко Юрій Володимирович                  | Лейтенант поліції, співробітник підрозділу батальйону поліції «Миколаїв» Національної поліції України. | 26 лютого 2022                           | Загинув в м. Миколаєві поблизу Тернівського кільця при відбитті прориву ворожої техніки з боку м. Херсону. Нагороджений орденом «За мужність» III ступеня (посмертно). |
| 4733                           |                  | Лук’яненко Ярослав Миколайович                | Капітан поліції, співробітник підрозділу батальйону поліції «Миколаїв» Національної поліції України. | 26 лютого 2022                           | Загинув в м. Миколаєві поблизу Тернівського кільця при відбитті прориву ворожої техніки з боку м. Херсону. Нагороджений орденом «За мужність» III ступеня (посмертно). |
| 4734                           |                  | Нікітчук Павло Олексійович                    | 1995, м. Здолбунів Рівненська область. Солдат, військовослужбовець військової служби за контрактом 128 ОГШБр. Залишилася мати. | 26 лютого 2022                           | Згідно повідомлення міського голови м. Здолбунова Владислава Сухляка, військовослужбовець загинув в боях поблизу м. Василькова на Київщині. |
| 4735                           |                  | Марчук Василь Володимирович                   | 1997, с. Миротин Здолбунівський район Рівненська область. Старший солдат, військовослужбовець військової служби за контрактом 128 ОГШБр. | 26 лютого 2022                           | Згідно повідомлення міського голови м. Здолбунова Владислава Сухляка, військовослужбовець загинув в боях поблизу м. Василькова на Київщині. |
| 4736                           |                  | Кучерук Віталій Васильович                    | 23 роки (1999 року народження), с. Олександрія Рівненський район Рівненська область. Лейтенант 128 ОГШБр. | 26 лютого 2022                           | Згідно повідомлення міського голови м. Здолбунова Владислава Сухляка, військовослужбовець загинув в боях поблизу м. Києва. |
| 4737                           |                  | Козлишин Тарас Миколайович («Карай»)          | 41 рік, мешканець м. Рівного. Військовослужбовець ЗС України (підрозділ — не уточнено). | 26 лютого 2022                           | Згідно повідомлення міського голови м. Здолбунова Владислава Сухляка, військовослужбовець загинув у ніч на 27 лютого в боях поблизу м. Києва. Похований у м. Рівному. |
| 4738                           |                  | Сокольський Руслан Васильович                 | 39 років, мешканець м. Гнівані Вінницька область. Підполковник, військовослужбовець ЗС України (підрозділ — не уточнено). З 2020 року проходив військову службу у м. Дніпрі, був командиром полку зв'язку. Брав участь в АТО в м. Авдіївці. Залишилися батьки, дружина та троє дітей. | 26 лютого 2022                           | Згідно повідомлення голови Вінницької облради Вячеслава Соколового, військовослужбовець загинув (місце та обставини загибелі підлягають уточненню). Нагороджений орденом Данила Галицького (посмертно). |
| 4739                           |                  | Коваленко Олексій Володимирович               | 1976, мешканець м. Житомира. Підполковник, старший викладач однієї з кафедр Житомирського військового інституту імені С. П. Корольова. Залишилася дружина і двоє дітей. | 26 лютого 2022                           | Згідно повідомлення Житомирської обласної ради, загинув в боях з агресором в ході відбиття російського вторгнення в Україну (місце — не уточнено). Похований в м. Житомирі. Нагороджений орденом «За мужність» III ступеня (посмертно). |
| 4740                           |                  | Януш Андрій Русланович                        | 22 роки, мешканець м. Івано-Франківська. Старший солдат, військовослужбовець ЗС України (підрозділ — не уточнено). | 26 лютого 2022                           | Загинув внаслідок авіаційної атаки російських окупантів на м. Миколаїв. Похований на Алеї слави міського кладовища у селі Чукалівці. Нагороджений орденом «За мужність» III ступеня (посмертно). |
| 4741                           |                  | Кириченко Олександр Сергійович                | 14 липня 2000, мешканець с. Жванець Кам'янець-Подільський район Хмельницька область. Старший солдат, військовослужбовець ЗС України (підрозділ — не уточнено). | 26 лютого 2022                           | Загинув внаслідок ворожого обстрілу з РСЗВ «Град» поблизу м. Харкова. Нагороджений орденом «За мужність» III ступеня (посмертно). |
| 4742                           |                  | Задорожний Андрій Сергійович                  | 6 грудня 2001, Черкаська область. Старший солдат, курсант навчального курсу військового гуманітарно-лінгвістичного факультету Військового інституту Київського національного університету імені Тараса Шевченка. | 26 лютого 2022                           | Загинув під час бойових дій у м. Києві. |
| 4743                           |                  | Турянський Олег                               | Мешканець м. Чернігова. Молодший лейтенант (посмертно), студент Військового інституту Київського національного університету імені Тараса Шевченка. Випускник Чернігівського військового ліцею. Залишилися батьки. | 26 лютого 2022                           | Загинув в результаті воєнних дій окупантів (місце та обставини — не уточнені). Похований з військовими почестями в м. Старому Самборі на Львівщині. |
| 4744                           |                  | Вахмістров Денис Геннадійович                 | Мешканець Дніпропетровської області. Сержант, військовослужбовець ЗС України (підрозділ — не уточнено). | 26 лютого 2022                           | Загинув в боях з російським окупантом (місце — не уточнено). Нагороджений орденом «За мужність» III ступеня (посмертно). |
| 4745                           |                  | Семенюк Володимир Русланович                  | 10 лютого 2001, с. Губча Старокостянтинівський район Хмельницька область. Солдат, військовослужбовець підрозділу ДШВ ЗС України (підрозділ — не уточнено). Закінчив школу у рідному селі, згодом Старокостянтинівський професійний ліцей. Після закінчення навчання уклав контракт на службу в ЗС України. | 26 лютого 2022                           | Загинув, героїчно захищаючи Україну від ворога поблизу м. Олешки на Херсонщині. Нагороджений орденом «За мужність» III ступеня (посмертно). |
| 4746                           |                  | Бевзенко Іван Валентинович                    | 1998, с. Рацеве Черкаський район Черкаська область. Солдат, гранатометник десантно-штурмового взводу підрозділу ДШВ ЗС Країни (підрозділ — не уточнено). В ЗС України — з 2016 року. | 26 лютого 2022                           | Загинув, героїчно захищаючи Україну від ворога поблизу м. Херсону. Похований в с. Рацеве. Нагороджений орденом «За мужність» III ступеня (посмертно). |
| 4747                           |                  | Дунєв Руслан Миколайович                      | 6 липня 1977, 44 роки, с. Залізничне Болградський район Одеська область. Старший сержант, командир відділення взводу десантного забезпечення 79 ОДШБр. | 26 лютого 2022                           | Загинув в бою з ворожою ДРГ в ході відбиття російського вторгнення в Україну на території Миколаївської області. Похований у рідному селі. Нагороджений орденом «За мужність» III ступеня (посмертно). |
| 4748                           |                  | Драч Ігор Валерійович                         | 18 років, м. Хмельницький. Солдат, військовослужбовець ЗС України (підрозділ — не уточнено). Похований в м. Хмельницькому | 26 лютого 2022                           | Загинув в боях з російським окупантом (місце — не уточнено). Нагороджений орденом «За мужність» III ступеня (посмертно). |
| 4749                           |                  | Цвітун Дмитро Володимирович                   | 20 років, м. Хмельницький. Старший солдат, військовослужбовець ЗС України (підрозділ — не уточнено). Похований в м. Хмельницькому | 26 лютого 2022                           | Загинув в боях з російським окупантом (місце — не уточнено). Нагороджений орденом «За мужність» III ступеня (посмертно). |
| 4750                           |                  | Дерусова Інна Миколаївна                      | Сержант, старший бойовий медик підрозділу 58 ОМПБр. В ЗС України — з 2015 року. Закінчила Тернопільський національний педагогічний університет імені Володимира Гнатюка. Учасник АТО/ООС, виконувала завдання у таких локаціях, як Золоте, Горіхове, Верхньоторецьке, Авдіївка, Кримське, Торецьке, Піски. Герой України (посмертно). | 26 лютого 2022                           | Загинула в боях з агресором в ході відбиття російського вторгнення в Україну поблизу м. Охтирки на Сумщині. Ризикуючи власним життям, врятувала життя понад 10 військовослужбовців. |
| 4751                           |                  | Циганов Андрій Юрійович                       | 1976. Старший сержант, військовослужбовець 39 БрТА. Залишились дружина та двоє дітей: 18-річний син та чотирирічна донька. | 26 лютого 2022                           | Загинув під час чергування від множинних вибухово-скалкових ушкоджень тулубу, голови та внутрішніх органів внаслідок ракетного удару російських військ по аеродрому «Озерне». Нагороджений медаллю «Захиснику Вітчизни» (посмертно). |
| 4752                           |                  | Щербаков Олександр Олександрович              | Капітан, військовий льотчик Су-25М1 299 БрТА. | 26 лютого 2022                           | Був підбитий після декількох атак інженерно-саперного батальйону ворога в Херсонській області. Не маючи запасу висоти, вирішив направити літак на ворожу колону. В останній момент на висоті близько 50 метрів зміг катапультуватись, проте положення літака в момент виходу крісла з кабіни не дало шансів на успішне приземлення. Нагороджений орденом Богдана Хмельницького III ступеня (посмертно). |
| 4753                           |                  | Бурим Віталій Олексійович                     | 12 червня 1983, м. Конотоп Сумська область. Майстер-сержант Сумського ПрикЗ ДПСУ. Навчався у конотопській спеціалізованій школі № 3. По закінченні школи, 1998 року вступив до Роменського сільськогосподарського технікуму, по закінченні якого отримав спеціальність — механік сільськогосподарської техніки. З 2000 по 2002 рік проходив строкову службу у ЗС України. Згодом уклав контракт з ДПСУ. Безпосереднім місцем роботи став Сумський прикордонний загін (м. Середина-Буда). Охороняв рубежі України на заставі Стара Гута. З першого дня повномасштабного вторгнення чинив героїчний спротив російським окупантам. Змінивши місце дислокації, до останнього подиху знищував ворога в місті Чернігів. Залишилися дружина та син. | 26 лютого 2022                           | Загинув у Чернігові внаслідок проникаючого вогнепального поранення. Нагороджений орденом «За мужність» III ступеня (посмертно). |
| 4754                           |                  | Пляченко Вадим Петрович                       | 1981, м. Кам'янка Черкаська область. Солдат, військовослужбовець ЗС України (підрозділ — не уточнено). Учасник ООС. | 26 лютого 2022                           | Згідно повідомлення голови Черкаської РДА, загинув в результаті прямого влучання ворожого боєприпасу в ході відбиття російського вторгнення в Україну на Чернігівщині. Похований у с. Пляківці Черкаського району. Нагороджений орденом «За мужність» III ступеня (посмертно). |
| 4755                           |                  | Фацинець Артур Миколайович                    | 19 років, м. Володимир Волинська область. Солдат, військовослужбовець підрозділу 14-ї ОМБр. З сім'ї військовослужбовців. Залишилися мати, троє сестер і братик. | 26 лютого 2022                           | Загинув в боях з агресором на Житомирщині в ході відбиття російського вторгнення в Україну. Нагороджений орденом «За мужність» III ступеня (посмертно). |
| 4756                           |                  | Ханін Андрій Павлович                         | 19 березня 1988, с. Веселівка Сакський район Автономна Республіка Крим. Сержант, командир бойової машини підрозділу 25 ОПДБр. У 2014 році, після окупації Криму, переїхав до м. Дніпра. Навесні 2021 року вступив на військову службу до 25 ОПДБр. Герой України (посмертно). | 26 лютого 2022                           | Загинув в боях з агресором в ході відбиття російського вторгнення в Україну поблизу м. Волновахи на Донеччині. Під час бою знищив танк ворога та близько 10 осіб особового складу противника. Отримавши поранення, допомагав пораненим співслужбовцям та до останнього виконував свій обовʼязок. |
| 4757                           |                  | Подобний Владислав Володимирович              | Старший лейтенант, командир взводу підрозділу 1 ОТБр. Закінчив НАСВ імені гетьмана Петра Сагайдачного. Учасник ООС. | 26 лютого 2022                           | Загинув в боях з агресором в ході відбиття російського вторгнення в Україну на Чернігівщині. Похований у м. Дніпрі. Нагороджений орденом «Богдана Хмельницького» III ступеня (посмертно). |
| 4758                           |                  | Мінков Іван Григорович                        | 25 січня 2002, 20 років, с. Криничне Болградський район Одеська область. Солдат, водій мінометної батареї механізованого батальйону 1 ОТБр. Залишилися мати і бабуся. | 26 лютого 2022                           | Загинув під час артилерійського обстрілу в ході відбиття російського вторгнення в Україну поблизу м. Чернігова. Похований в с. Криничному. Нагороджений орденом «За мужність» III ступеня (посмертно). |
| 4759                           |                  | Цимбала Олег Андрійович                       | 22 жовтня 1996, м. Пустомити Львівська область. Солдат, снайпер ІІ категорії підрозділу 80 ОДШБр. | 26 лютого 2022                           | Загинув у боях з агресором, захищаючи м. Буча в Київській області в ході відбиття російського вторгнення в Україну. Похований в м. Пустомити. Нагороджений орденом «За мужність» III ступеня (посмертно) . |
| 4760                           |                  | Орловський Ростислав Русланович               | 1998. Старший матрос, військовослужбовець ЗС України (підрозділ — не уточнено). | 26 лютого 2022                           | Загинув під час російського вторгнення в Україну (місце — не уточнено). Похований в м. Вилкове на Одещині Нагороджений орденом «За мужність» III ступеня (посмертно). |
| 4761                           |                  | Пасека Віталій Євгенійович                    | с. Княжа Криниця Уманський район Черкаська область. Підполковник, військовослужбовець ЗС України (підрозділ — не уточнено). | 26 лютого 2022                           | Загинув в боях з агресором в ході відбиття російського вторгнення в Україну. Нагороджений орденом «Богдана Хмельницького» III ступеня (посмертно). |
| 4762                           |                  | Івашина Олександр Васильович                  | 21 жовтня 1970. Військовослужбовець 21-го окремого стрілецького батальйону Сил ТрО ЗС України. | 26 лютого 2022                           | Загинув в боях з агресором біля Чернігова. |
| 4763                           |                  | Чопик Юрій Степанович                         | м. Івано-Франківськ. Старший лейтенант медичної служби, військовослужбовець підрозділу 80 ОДШБр. До війни працював викладачем латинської мови кафедри мовознавства Івано-Франківського національного медичного університету, кандидат наук (за фахом), доцент кафедри мовознавства. З 2015 року проходив військову службу за контрактом в ЗС України. Учасник АТО/ООС. Залишились дружина та двоє дітей. | 26 лютого 2022                           | Загинув в боях з агресором за м. Харків, за іншими даними - загинув в запеклих боях поблизу м. Миколаєва. Нагороджений Орденом Богдана Хмельницького III ступеня (посмертно). |
| 4764                           |                  | Амелін Артем Андрійович                       | 20 серпня 1984, м. Полтава. Старший солдат роти оперативного призначення 4 БрОП Національної гвардії України. Герой України (посмертно). | 26 лютого 2022                           | Під час бою в районі Трьохізбенки, що на Луганщині, зі станкового протитанкового гранатомета підбив один ворожий танк, а згодом й ще один, метнувши в нього дві протитанкові гранати. При цьому дістав осколкове поранення, та попри біль продовжив прикривати відхід і перегрупування своїх побратимів. Згодом неподалік вдарили нові рашистські снаряди й Артем дістав множинні осколкові поранення. Однополчани одразу надали йому домедичну допомогу й довезли до шпиталю, але під час проведення реанімаційних заходів він помер. Нагороджений орденом «За мужність» III ступеня (посмертно). |
| 4765                           |                  | Горицький Олександр Михайлович                | Чернігівська область. Штаб-сержант відділу прикордонної служби «Добрянка» 105-го прикордонного загону імені князя Володимира Великого (м. Чернігів) ДПСУ. | 26 лютого 2022                           | Був вбитий ворожою диверсійною групою на околиці Чернігова під час патрулювання. Нагороджений медаллю «За військову службу Україні» (посмертно). |
| 4766                           |                  | Ховренко Андрій Васильович                    | м. Городня Чернігівська область. Штаб-сержант, інспектор відділу прикордонної служби «Добрянка» 105-го прикордонного загону імені князя Володимира Великого (м. Чернігів) ДПСУ. | 26 лютого 2022                           | Був вбитий ворожою диверсійною групою на околиці Чернігова під час патрулювання. Нагороджений медаллю «За військову службу Україні» (посмертно). |
| 4767                           |                  | Чубань Сергій Миколайович                     | Чернігівська область. Штаб-сержант відділу прикордонної служби «Добрянка» 105-го прикордонного загону імені князя Володимира Великого (м. Чернігів) ДПСУ. | 26 лютого 2022                           | Був вбитий ворожою диверсійною групою на околиці Чернігова під час патрулювання. Нагороджений медаллю «За військову службу Україні» (посмертно). |
| 4768                           |                  | Погорільчук Віталій Сергійович                | 28 травня 1999, с. Голики Шепетівський район Хмельницька область. Старший солдат, військовослужбовець 80 ОДШБр. В 2014 році закінчив Варварівську ЗОШ I-III ст. та вступив до Рівненського автотранспортного фахового коледжу, який закінчив в 2018 році, здобувши спеціальність механіка з ремонту двигунів та автомобілів. В 2020 році був призваний до ЗС України на військову службу за контрактом. Учасник ООС. 17 липня 2022 року його брат Олександр також загинув на війні. | 26 лютого 2022                           | Загинув під час евакуації поранених товаришів з поля бою поблизу Шилової балки в Бериславському районі Херсонської області. Ворожий СУ-25 влучив прямим попаданням в БТР-80, в якому перебував Віталій. Нагороджений орденом «За мужність» III ступеня (посмертно). |
| 4769                           |                  | Чорний Андрій Петрович                        | 20 років, м. Олександрія Кіровоградська область. Військовослужбовець ЗС України (підрозділ — не уточнено). Закінчив Київський військовий ліцей імені Івана Богуна. | 26 лютого 2022                           | Загинув в боях з агресором у Херсонській області. |
| 4770                           |                  | Філоненко Віталій Володимирович               | 26 вересня 1984, м. Кагарлик Київська область. Старший лейтенант, командир взводу підрозділу Національної поліції України (м. Київ). | 26 лютого 2022                           | Загинув в бою з російською диверсійною групою у м. Києві. Нагороджений орденом «За мужність» III ступеня (посмертно). |
| 4771                           |                  | Вініченко Кирило Андрійович                   | 25 березня 2000, м. Костянтинівка Краматорський район Донецька область. Солдат, навідник танку 59 ОМПБр. | 26 лютого 2022                           | Загинув поблизу селища Молодіжне на Херсонщині. Під час відбиття нападу російських військ його танк був підбитий в ходову частину, злетіли гусениці, і бойова машина не могла продовжувати бій. Навідник загинув, залишившись прикривати відхід командира і механіка танку. Нагороджений орденом «За мужність» III ступеня (посмертно). |
| 4772                           |                  | Костенко Артем Володимирович («Марадона»)     | 26 років, м. Южне Одеська область. Старший солдат, військовослужбовець 38 ЗРП. Виріс в родині військовослужбовця. Закінчив школу № 2 у рідному місті. Захоплювався футболом, робив це настільки добре, що всі називали його «Марадона». Від початку російського вторгнення в Україну захищав повітряний простір України. | 26 лютого 2022                           | Загинув під час виконання бойового завдання у м. Харкові. Нагороджений орденом «За мужність» III ступеня (посмертно). |
| 4773                           |                  | Арсенович Дмитро Антонович                    | 18 червня 1993. Старший солдат, стрілець 1-го відділення 1-го патрульного взводу 1-ї патрульної роти 1-го патрульного батальйону 25 ОБрОГП НГУ. Студент ФЕА групи ЕК-зп91 Національного технічного університету України «КПІ ім. Ігоря Сікорського». | 26 лютого 2022                           | Загинув під час виконання бойового завдання у м. Києві. Нагороджений орденом «За мужність» III ступеня (посмертно). |
| 4774                           |                  | Змунчілов Сергій Миколайович                  | Пожежний-рятувальник 68 ДПРЧ 11-го державного пожежно-рятувального загону Головного управління ДСНС України у Донецькій області (м. Волноваха). Навчався у Волновасі. | 26 лютого 2022                           | 25 лютого отримав поранення внаслідок обстрілу російськими військами району ПМК у Волновасі. На наступний день помер у лікарні від отриманих поранень. Нагороджений орденом «За мужність» III ступеня (посмертно). |
| 4775 ... 4801                  |                  | Україна                                       | Військовослужбовці 91 ОПОЗ. | 26 лютого 2022                           | Загинули в м. Охтирці о 12:55, коли ворог скинув з літака по одній бомбі типу ФАБ-500 на казарму і стадіон за військовою частиною, а також випустив одну ракету по медичному пункту. За повідомленням Героя України полковника Дениса Дикого, в результаті ворожого удару загинуло 54 людини, з 91 ОПОЗ — 30, решта — з тероборони, мобілізовані, ще 15 осіб вважаються зниклими безвісти. |
| 4802                           |                  | Коломієць (Рубякіна) Анна Віталіївна          | 28 років, с. Вищевеселе Охтирського району. Випускниця КЗОЗ «Богодухівський медичний фаховий коледж» Харківської обласної ради. Молодший сержант, медсестра 91 ОПОЗ. | 26 лютого 2022                           | Загинула в м. Охтирці на Сумщині в результаті удару ворожої ракети по медичному пункту військової частини під час надання медичної допомоги пораненому Івану Макайді. Нагороджена орденом «За мужність» III ступеня (посмертно). |
| 4803                           |                  | Сук Ігор Андрійович                           | Капітан, військовослужбовець 91 ОПОЗ. | 26 лютого 2022                           | Загинув в м. Охтирці на Сумщині. Нагороджений орденом «Богдана Хмельницького» III ступеня (посмертно). |
| 4804                           |                  | Дуберт Олег Григорович                        | Майор, військовослужбовець ЗС України (підрозділ — не уточнено). | 26 лютого 2022                           | Загинув в боях з агресором в ході відбиття російського вторгнення в Україну поблизу м. Охтирки на Сумщині. Нагороджений орденом «Богдана Хмельницького» III ступеня (посмертно). |
| 4805                           |                  | Усов Анатолій Миколайович                     | Старший солдат, військовослужбовець ЗС України (підрозділ — не уточнено). | 26 лютого 2022                           | Загинув внаслідок бомбардування військової частини у Охтирці, що на Сумщині. Нагороджений орденом «За мужність» III ступеня (посмертно). |
| 4806                           |                  | Бочаров Ігор Віталійович                      | Сумська область. Старший солдат, водій-санітар підрозділу ЗС України (підрозділ — не уточнено). Військову службу у ЗС України проходив з 2003 року. | 26 лютого 2022                           | Загинув в результаті обстрілу військової частини в Охтирці. Нагороджений орденом «За мужність» III ступеня (посмертно). |
| 4807 ... 4826                  |                  | Україна                                       | Військовослужбовці 154-го окремого батальйону територіальної оборони 117 ОБрТрО. | 26 лютого 2022                           | Загинули в м. Охтирці о 12:55, коли росіяни скинули з літака по одній бомбі типу ФАБ-500 на казарму і стадіон за військовою частиною, а також випустили одну ракету по медичному пункту. |
| 4827                           |                  | Макайда Іван Вікторович                       | 1988, смт Велика Писарівка Сумська область. Солдат 154-го окремого батальйону територіальної оборони (м. Охтирка). Закінчив Великописарівське ПТУ за спеціальністю автослюсаря. Працював на СТО, в подальшому - на Охтирському пивзаводі та на будівництві в м. Дніпрі. Учасник АТО (2015-2018). Після початку російського вторгнення в Україну знову став на захист України. Залишилися дружина та двоє дітей. | 26 лютого 2022                           | Загинув в результаті ворожого ракетного удару по будівлі військової частини в м. Охтирці, де в приміщенні медичного пункту він отримував медичну допомогу після поранення. Нагороджений орденом «За мужність» III ступеня (посмертно). |
| 4828                           |                  | Білаш Олександр Сергійович                    | 12 грудня 1984, селище Градизьк Полтавська область. Майор поліції, заступник командира батальйону патрульної служби поліції особливого призначення «Полтава» ГУНП в Полтавській області Національної поліції України. Захищав Україну від початку війни на Донбасі у 2014 році. | 26 лютого 2022                           | Загинув в результаті розстрілу автомобілю, в якому він перебував разом з напарником лейтенантом поліції Володимиром Володіним, неподалік КПП однієї з військових частин у місті Полтаві. Це сталося дорогою до вогневої точки оборони на початку протистояння російському вторгненню в Україну. Нагороджений орденом «За мужність» III ступеня (посмертно). |
| 4829                           |                  | Володін Володимир Анатолійович                | Лейтенант поліції, співробітник підрозділу Національної поліції України (підрозділ — не уточнено). | 26 лютого 2022                           | Загинув в результаті розстрілу автомобілю, в якому він перебував разом з напарником майором поліції Олександром Білашем, неподалік КПП однієї з військових частин у місті Полтаві. Це сталося дорогою до вогневої точки оборони на початку протистояння російському вторгненню в Україну. Нагороджений орденом «За мужність» III ступеня (посмертно). |
| 4830                           |                  | Кулик Олексій Олександрович                   | 9 жовтня 1991, м. Охтирка Сумська область. Головний сержант, військовослужбовець підрозділу ДПСУ, Луганський прикордонний загін. У 2013 році закінчив Сумський Національний аграрний університет. У 2018 році призвався до підрозділу Державної прикордонної служби України, проходив службу в одному з підрозділів Сумського прикордонного загону, а з 2020 року – у Луганському прикордонному загоні. | 26 лютого 2022                           | У зв’язку з неможливістю повернутися до свого прикордонного підрозділу, як відповідальний військовослужбовець, відразу ж направився до одного з підрозділів Сил оборони, що дислокувався в м. Охтирці. 26 лютого 2022 року, під час нанесеного окупантами авіаудару, Олексій загинув. Нагороджений медаллю «Захиснику Вітчизни» (посмертно). |
| 4831                           |                  | Телетьон Василь Васильович                    | 14 квітня 1981, 41 рік, с. Велике Вербче Сарненський район Рівненська область. Мешканець села Мар’ївка Компаніївської громади Кропивницького району на Кіровоградщині. Старший сержант, військовослужбовець артилерійського дивізіону 128 ОГШБр. Після закінчення школи здобув професію за спеціальністю «маляр-штукатур». З 1999 року проходив строкову військову службу в Збройних Силах України. Працював в колишньому КСП «Перше травня» в селі Велике Вербче, потім — у Великовербченській ЗОШ. З травня 2018 року уклав трирічний контракт на військову службу, який у 2021 році продовжив. Батько п'ятьох дітей. | 26 лютого 2022                           | Загинув в боях з російськими загарбниками в боях за Васильків Київської області. Нагороджений орденом «За мужність» III ступеня (посмертно). |
| 4832                           |                  | Котенко Дмитро Миколайович                    | 2000, 21 рік, Сумська область. Лейтенант, військовослужбовець 80 ОДШБр. Батько — водій вантажівки, мати працювала у місцевому господарстві в селі. Військову освіту десантника здобув у Військовій академії (м. Одеса). Залишилися батьки та два молодші брати. | 26 лютого 2022                           | Загинув в результаті ворожого мінометного обстрілу поблизу м. Херсону. Похований на Личаківському цвинтарі у м. Львові. Нагороджений орденом «За мужність» III ступеня (посмертно). |
| 4833                           |                  | Шевченко Олексій Вікторович                   | Донецька область. Старший лейтенант, командир роти танкового батальйону 56 ОМПБр. | 26 лютого 2022                           | Під час оборони Волновахи, що на Донеччині, в темний час доби відкрив люк, щоб озирнутися навколо і в цей час десь з даху сусіднього будинку був постріл з РПГ. Граната потрапила в башту танка зі сторони командира. Нагороджений орденом «За мужність» III ступеня (посмертно). |
| 4834                           |                  | Головань Євгеній Анатолійович                 | 14 березня 1997, м. Конотоп Сумська область. Старший сержант підрозділу ДПСУ (підрозділ — не уточнено). Випускник конотопської загальноосвітньої школи І-ІІ ступенів № 11. Випускник Конотопської дитячо-юнацької спортивної школи Михайла Маміашвілі. Після закінчення спортивної школи в 2014—2018 роках навчався в Сумському державному педагогічному університеті та продовжив спортивну кар'єру в Сумській школі вищої спортивної майстерності. Неодноразовий чемпіон України з лижних гонок, кандидат у майстри спорту України з лижних гонок. | 26 лютого 2022                           | Загинув від проникаючого осколкового поранення під Черніговом. Нагороджений орденом «За мужність» III ступеня (посмертно). |
| 4835                           |                  | Кондрух Андрій Леонідович                     | 21 листопада 1983, с. Підлипне Конотопський район Сумська область. Штаб-сержант, військовослужбовець підрозділу ДПСУ (підрозділ — не уточнено). Закінчив школу в рідному селі. Професію здобув у Конотопському професійно-технічному училищі № 4. Після проходження строкової служби підписав контракт з Державною прикордонною службою України. | 26 лютого 2022                           | Загинув під час обстрілу російськими окупантами м. Чернігова. Нагороджений орденом «За мужність» III ступеня (посмертно). |
| 4836                           |                  | Хмільовський Владислав Вікторович             | 28 червня 2003. Солдат, військовослужбовець ЗС України (підрозділ — не уточнено). | 26 лютого 2022                           | Загинув в боях з агресором в ході відбиття російського вторгнення в Україну (місце — не уточнено). Нагороджений орденом «За мужність» III ступеня (посмертно). |
| 4837                           |                  | Сирота Юрій Юрійович                          | 1990, уродженець Черкаської області. Лейтенант, заступник командира роти охорони з морально-психологічного забезпечення батальйону охорони 101 ОБрО ГШ. | 26 лютого 2022                           | Загинув при виконанні службових обов'язків в результаті т.зв. «дружнього вогню» (англ. friendly fire, fratricide) в м. Києві на проспекті Перемоги поблизу станції метро Шулявська. Нагороджений орденом «За мужність» III ступеня (посмертно). |
| 4838                           |                  | Чумаченко Руслан Сергійович                   | 11 лютого 2001, мешканець с. Руденківки Полтавська область. Солдат, військовослужбовець 101 ОБрО ГШ. | 26 лютого 2022                           | Загинув при виконанні службових обов'язків в результаті т.зв. «дружнього вогню» (англ. friendly fire, fratricide) в м. Києві на проспекті Перемоги поблизу станції метро «Шулявська». |
| 4839                           |                  | Толкаченко Роман                              | Військовослужбовець 101 ОБрО ГШ. | 26 лютого 2022                           | Загинув при виконанні службових обов'язків в результаті т.зв. «дружнього вогню» (англ. friendly fire, fratricide) в м. Києві на проспекті Перемоги поблизу станції метро «Шулявська». |
| 4840                           |                  | Коробейник Володимир                          | Військовослужбовець 101 ОБрО ГШ. | 26 лютого 2022                           | Загинув при виконанні службових обов'язків в результаті т.зв. «дружнього вогню» (англ. friendly fire, fratricide) в м. Києві на проспекті Перемоги поблизу станції метро «Шулявська». |
| 4841                           |                  | Стібиш Артур Віталійович                      | 23 березня 2003, 18 років, с. Княгинине Рівненська область. Солдат, військовослужбовець 101 ОБрО ГШ. З 2009 по 2020 роки навчався у Княгининському ліцеї. Після закінчення ліцею у 2021 році був призваний на строкову військову службу. | 26 лютого 2022                           | Загинув при виконанні службових обов'язків в результаті т.зв. «дружнього вогню» (англ. friendly fire, fratricide) в м. Києві на проспекті Перемоги поблизу станції метро «Шулявська». Похований на кладовищі рідного села Вишневе Дубенського району. Нагороджений орденом «За мужність» III ступеня (посмертно). |
| 4842                           |                  | Україна                                       | Військовослужбовець 101 ОБрО ГШ. | 26 лютого 2022                           | Загинув при виконанні службових обов'язків в результаті т.зв. «дружнього вогню» (англ. friendly fire, fratricide) в м. Києві на проспекті Перемоги поблизу станції метро «Шулявська». |
| 4843                           |                  | Україна                                       | Військовослужбовець 101 ОБрО ГШ. | 26 лютого 2022                           | Загинув при виконанні службових обов'язків в результаті т.зв. «дружнього вогню» (англ. friendly fire, fratricide) в м. Києві на проспекті Перемоги поблизу станції метро «Шулявська». |
| 4844                           |                  | Україна                                       | Військовослужбовець 101 ОБрО ГШ. | 26 лютого 2022                           | Загинув при виконанні службових обов'язків в результаті т.зв. «дружнього вогню» англ. friendly fire, fratricide в м. Києві на проспекті Перемоги поблизу станції метро «Шулявська». |
| 4845                           |                  | Антихович Андрій Миколайович                  | Капітан, льотчик 299 БрТА. | 26 лютого 2022                           | На херсонському напрямку завдав успішне вогневе враження по колонах техніки та живої сили противника, чим зупинив просування ворога на напрямку наступу. Проте під час виконання бойового завдання був підбитий засобами ППО росіян. Капітан Антихович направив підбитий літак в бік колони ворожої техніки. Нагороджений орденом «Богдана Хмельницького» III ступеня (посмертно). |
| 4846                           |                  | Новохатній Валентин Миколайович               | Старший лейтенант, 1 ОТБр | 26 лютого 2022                           | Загинув в боях з російськими окупантами в ході відбиття російського вторгнення в Україну в Чернігівській області. Нагороджений орденом «Богдана Хмельницького» III ступеня (посмертно). Похований на Алеї Слави у Василькові. |
| 4847                           |                  | Погорєлов Сергій Сергійович                   | 10 грудня 1987. Старший солдат, військовослужбовець ЗС України (підрозділ — не уточнено). | 26 лютого 2022                           | Загинув в боях з агресором в ході відбиття російського вторгнення в Україну. Нагороджений орденом «За мужність» III ступеня (посмертно). |
| 4848                           |                  | Олійник Павло Вікторович                      | Молодший сержант, військовослужбовець ЗС України (підрозділ — не уточнено). | 26 лютого 2022                           | Загинув в боях з агресором в ході відбиття російського вторгнення в Україну. Нагороджений орденом «За мужність» III ступеня (посмертно). |
| 4849                           |                  | Лісовий Євгеній Олегович                      | Молодший сержант, військовослужбовець ЗС України (підрозділ — не уточнено). | 26 лютого 2022                           | Загинув в боях з агресором в ході відбиття російського вторгнення в Україну (місце — не уточнено). Нагороджений орденом «За мужність» III ступеня (посмертно). |
| 4850                           |                  | Грищенко Олександр Олександрович              | 5 лютого 1998, м.Миколаїв. Старший лейтенант, військовослужбовець частини НГУ. Заступник начальника центру спеціального зв`язку стаціонарного вузла зв`язку. | 26 лютого 2022                           | Загинув під час передислокації в район санаторія «Лісовий» (місто Дніпро), отримав поранення несумісні з життям. Похований 1 березня 2022 в місті Миколаїв на міському цвинтарі. Нагороджений орденом «За мужність» III ступеня (посмертно) (місце — не уточнено). |
| 4851                           |                  | Ковтун Антон Миколайович («Фугас»)            | 4 лютого 1985. Старший сержант, військовослужбовець частини НГУ. Командир 2-го відділення інженерно-саперного взводу інженерно-саперної роти ОЗСП «Азов». | 26 лютого 2022                           | Загинув в боях з агресором в ході відбиття російського вторгнення в Україну (місце — не уточнено). Нагороджений орденом «За мужність» III ступеня (посмертно). |
| 4852                           |                  | Костирко Олександр Юрійович                   | 22.08.1998. Сержант, військовослужбовець частини НГУ. Командир гармати 3-ї обслуги гармати 1-го протитанкового артилерійського взводу протитанкової артилерійської роти. | 26 лютого 2022                           | 26.02.2022, близько 15.20 під час виконання бойового завдання поблизу н.п. Токмак Запорізької області отримав поранення, несумісні з життям. Нагороджений орденом «За мужність» III ступеня (посмертно). 14.03.2022 похований на Матвіївському кладовищі м. Запоріжжя. |
| 4853                           |                  | Пармьонов Валентин Костянтинович («Конон»)    | Солдат, військовослужбовець ОЗСП «Азов». | 26 лютого 2022                           | Загинув під час боїв за Маріуполь. Нагороджений орденом «За мужність» III ступеня (посмертно). |
| 4854                           |                  | Печенюк Руслан Русланович                     | Мешканець Шаргородської міської територіальної громади Вінницька область. Солдат, військовослужбовець частини НГУ | 26 лютого 2022                           | Згідно повідомлення Шаргородського міського голови Володимира Барецького, військовослужбовець НГУ загинув в боях з агресором поблизу м. Токмак. Нагороджений орденом «За мужність» III ступеня (посмертно). |
| 4855                           |                  | Захаренко Леонід Павлович                     | 20 квітня 1982, с. Садки Могилів-Подільський район Вінницька область. Старший солдат, військовослужбовець ЗС України (підрозділ — не уточнено). | 26 лютого 2022                           | Загинув в боях з російськими окупантами поблизу м. Херсону. Нагороджений орденом «За мужність» III ступеня (посмертно). |
| 4856                           |                  | Семінько Руслан Євгенович                     | 25 січня 1998, с. Липове Прилуцький район Чернігівська область. Сержант підрозділу ДПСУ (підрозділ — не уточнено). | 26 лютого 2022                           | Загинув в боях з російськими окупантами в ході відбиття російського вторгнення в Україну на Сумщині. Нагороджений орденом «За мужність» III ступеня (посмертно). |
| 4857                           |                  | Ткачук Володимир Олексійович                  | Майстер-сержант підрозділу ДПСУ (підрозділ — не уточнено). | 26 лютого 2022                           | Загинув під час здійснення супроводу та охорони військової колони одного з прикордонних загонів. Під час руху колона потрапила у засідку ворожої диверсійної групи поблизу села Зоринівки на Луганщині. Напад вдалося відбити, проте в бою Володимир дістав смертельне поранення. Нагороджений орденом «За мужність» III ступеня (посмертно). |
| 4858                           |                  | Москаленко Валентин Валентинович              | 18 березня 2022 р. в с. Баланівка Бершадського району Вінницької обл. До 2014 р. навчався в Баланівській ЗОШ І-ІІІ ст, потім - у м. Одеса, куди переїхала родина. в 2017-2020 роках навчався у Вінницькому міжрегіональному вищому професійному училищі. З жовтня 2020 р. - проходив строкову службу. | 26 лютого 2022                           | Загинув під час оборони Києва. Похований 3 березня 2022 року в с. Сумівка. |
| 4859                           |                  | Дідух Тарас Володимирович («Скорпіон»)        | 25 років, м. Львів. Навчався у Львівському військовому ліцеї імені Героїв Крут. Потім закінчив Одеську військову академію. З 2018 року Тарас служив у 80-й окремій десантно-штурмовій бригаді. Був командиром взводу. Разом із підрозділом брав участь в ООС на Донбасі. Після навчання пішов на службу у 80-ту ОДШБр, до початку повномасштабного вторгнення був в АТО у Широкиному, в ООС – у Станиці Луганській. Повномасштабну війну зустрів на полігоні на півдні України. | 26 лютого 2022                           | Загинув в районі урочища Шилова Балка на Херсонщині під час ворожого мінометного обстрілу колони українських військових. Нагороджений орденом Богдана Хмельницького ІІІ ступеня.. |
| 27 лютого                      |                  |                                               | |                                          | |
| 4860                           |                  | Солодчук Володимир Петрович                   | 41 рік. Майор поліції, заступник начальника сектору поліцейської діяльності № 1 Коростенського райуправління поліції Національної поліції України. | 27 лютого 2022                           | Згідно повідомлення речниці Нацполіції у Житомирській області, вночі поліцейські виїхали на виклик щодо повідомлення про те, що в лісі на території Народицької громади біля білоруського кордону місцеві жителі виявили невстановлених осіб, які поводилися неадекватно. Під час затримання невідомі відкрили вогонь по автомобілю поліції, двох поліцейських було вбито, трьох поранено. Нагороджений орденом «За мужність» III ступеня (посмертно). |
| 4861                           |                  | Гераїмчук Іван Андрійович                     | 40 років. Майор поліції, інспектор з реагування патрульної поліції СПД № 1 Коростенського райуправління поліції Національної поліції України. | 27 лютого 2022                           | Згідно повідомлення речниці Нацполіції у Житомирській області, вночі поліцейські виїхали на виклик щодо повідомлення про те, що в лісі на території Народицької громади біля білоруського кордону місцеві жителі виявили невстановлених осіб, які поводилися неадекватно. Під час затримання невідомі відкрили вогонь по автомобілю поліції, двох поліцейських було вбито, трьох поранено. Нагороджений орденом «За мужність» III ступеня (посмертно). |
| 4862                           |                  | Харченко Євген Володимирович                  | 19 листопада 1990, м. Чорноморськ Одеська область. Старший лейтенант, інспектор взводу № 1 роти №1 батальйону № 2 полку Національної поліції України. У 2008 році вступив на навчання до Одеського інституту підприємництва та права. У 2013 році проходив строкову військову службу у Військовій академії (м.Одеса). До патрульної поліції вступив у 2015 році з першим набором. | 27 лютого 2022                           | Був вбитий в результаті застосування вогнепальної зброї охоронцем Чорноморського ТЦКтаСП сержантом Володимиром Голубом, який вирішив, що має справу з диверсантами, які рухалися на легковому автомобілі Toyota Avensis Verso повз будівлю ТЦКтаСП в місті Чорноморську на Одещині. Нагороджений орденом «За мужність» III ступеня (посмертно). |
| 4863                           |                  | Ісаков Олександр                              | Мешканець Новоархангельської селищної громади Кіровоградська область. Військовослужбовець ЗС України (підрозділ — не уточнено). | 27 лютого 2022 (орієнтовно)              | Загинув в боях поблизу м. Донецька. |
| 4864                           |                  | Калачов Артур                                 | Мешканець Долинської міської громади Кіровоградська область. Військовослужбовець ЗС України (підрозділ — не уточнено). | 27 лютого 2022 (орієнтовно)              | Загинув в боях поблизу с. Кримського на Луганщині. |
| 4865                           |                  | Васечко Артем Вадимович                       | Мешканець Новомиргородської міської громади Кіровоградська область. Старший лейтенант, військовослужбовець ЗС України (підрозділ — не уточнено). | 27 лютого 2022 (орієнтовно)              | Загинув в бою поблизу м. Суми Нагороджений орденом «Богдана Хмельницького» III ступеня (посмертно). |
| 4866                           |                  | Яковенко Людмила Борисівна                    | Мешканка Бобринецької міської громади Кіровоградська область. Військовослужбовець ЗС України (підрозділ — не уточнено). | 27 лютого 2022 (орієнтовно)              | Загинула в бою (місце — не уточнено). |
| 4867                           |                  | Іщенко Іван Сергійович                        | 1 травня 1998, мешканець смт Приютівки Олександрійський район Кіровоградська область. Військовослужбовець частини НГУ, яка дислокована на Херсонщині (підрозділ — не уточнено). Випускник Користівського ліцею. | 27 лютого 2022                           | Загинув в боях з агресором (місце — не уточнено). |
| 4868                           |                  | Бачков Віталій Валентинович                   | Мешканець м. Миколаєва. Полковник, керівник Корабельного районного ОТЦКтаСП м. Миколаєва (прим. — колишній Корабельний районний військовий комісаріат м. Миколаєва). | 27 лютого 2022                           | Загинув в бою з російською ДРГ поблизу Будинку культури «Корабельний» в м. Миколаєві. |
| 4869                           |                  | Гребенюк Сергій Васильович                    | Мешканець м. Володимир Волинська область. Молодший сержант, військовослужбовець ЗС України (підрозділ — не уточнено). | 27 лютого 2022                           | Загинув під час несення бойового чергування в результаті ракетного удару по військовій частині неподалік м. Володимира. Похований в м. Володимирі. |
| 4870                           |                  | Ільченко Віктор Васильович                    | 1985, мешканець м. Літин Вінницька область. Старший сержант, військовослужбовець ЗС України (підрозділ — не уточнено). | 27 лютого 2022 (орієнтовно)              | Згідно повідомлення голови Вінницької обласної ради Вячеслава Соколового, військовослужбовець загинув у боях за Україну (повідомлень про місце загибелі військовослужбовця — немає). Нагороджений орденом «За мужність» III ступеня (посмертно). |
| 4871                           |                  | Білоконь Максим Віталійович                   | 24 роки, м. Ромни Сумська область. Старший лейтенант, командир танку підрозділу 1 ОТБр. В 2015 році закінчив ліцей ім. І. Г. Харитоненка ДПСУ (м. Суми). В подальшому закінчив танковий факультет НАСВ імені гетьмана Петра Сагайдачного. Герой України (посмертно). | 27 лютого 2022                           | Загинув під час відбиття атаки ворога на м. Чернігів в районі Масани, коли в його танку влучила ракета, при цьому, діючи у складі танкового екіпажу, знищив ворожу ДРГ та два танки противника. |
| 4872                           |                  | Каплін Дмитро Олександрович                   | 33 роки, с. Ковалівка Полтавська область. Молодший сержант, механік-водій танку підрозділу 1 ОТБр. | 27 лютого 2022                           | Загинув під час відбиття атаки ворога на м. Чернігів в районі Масани, коли в його танку влучила ракета, при цьому, діючи у складі танкового екіпажу, знищив ворожу ДРГ та два танки противника. Нагороджений орденом «За мужність» III ступеня (посмертно). |
| 4873                           |                  | Коваль Іван Володимирович                     | 27 лютого 1997, с. Хрипівка Чернігівська область. Молодший сержант, навідник танку підрозділу 1 ОТБр. 2014 року закінчив Городнянську районну гімназію № 1. Навчався у Чернігівському вищому професійному училищі № 15. Восени 2016 року був призваний на строкову службу до Збройних сил України, потім продовжив військову службу за контрактом. Учасник ООС. Восени 2021 року підписав другий контракт. Мав 7 подяк, а також нагрудний знак «Козацький хрест» I ступеня і медаль «За особливу службу» III ступеня. Перший бій після повномасштабного танкісти прийняв на Ріпкинському напрямку, коли танкісти відбивали українську піхоту з оточення. | 27 лютого 2022                           | Загинув під час відбиття атаки ворога на м. Чернігів в районі Масани, коли в його танку влучила ракета, при цьому, діючи у складі танкового екіпажу, знищив ворожу ДРГ та два танки противника. Нагороджений орденом «За мужність» III ступеня (посмертно). |
| 4874                           |                  | Кірсанов Олександр Миколайович                | м. Білопілля Сумська область. Старший лейтенант, військовослужбовець ЗС України (підрозділ — не уточнено). | 27 лютого 2022                           | За інформацією міського голови Білопілля у результаті бойових дій загинули два захисники з цього міста. Нагороджений орденом «Богдана Хмельницького» III ступеня (посмертно). |
| 4875                           |                  | Боїшко Богдан Миколайович                     | 8 липня 1996, смт Драбів Черкаська область. Сержант, командир гармати самохідно-артилерійського взводу 43 ОАБр. | 27 лютого 2022                           | Загинув під час виконання бойового завдання в м. Боярка Київської області. Нагороджений орденом «За мужність» III ступеня (посмертно). |
| 4876                           |                  | Терехов Владислав Ігорович                    | 2002, м. Сміла Черкаська область. Мешканець с. Мліїв Черкаська область. Молодший сержант, курсант третього курсу НАСВ імені гетьмана Петра Сагайдачного. | 27 лютого 2022                           | Згідно повідомлення голови Черкаської ОДА Валерії Бандурко, військовослужбовець загинув від кульового поранення не сумісного з життям в бою з агресором в с. Петрівці Вишгородського району на Київщині. Похований у с. Млієві. Нагороджений орденом «За мужність» III ступеня (посмертно). |
| 4877                           |                  | Смілян Олександр Васильович                   | 37 років, с. Капустинці Роменський район Сумська область. Майстер-сержант підрозділу ДПСУ (підрозділ — не уточнено). Навчався в Маловисторопському сільськогосподарському технікумі, отримав фах ветеринара. Далі проходив строкову військову службу в ЗС України. 2014 року захищав Батьківщину під час бойових дій у східній Україні. | 27 лютого 2022                           | Загинув в боях з агресором в ході відбиття російського вторгнення в Україну від кульового поранення (місце — не уточнено). Нагороджений орденом «За мужність» III ступеня (посмертно). |
| 4878                           |                  | Пушич Валентина Михайлівна («Ромашка»)        | Старший лейтенант, бойовий медик підрозділу 72 ОМБр. На військовій службі в бригаді — з кінця 2015 року. За порятунок військовослужбовців під час важких боїв з 29.01.2016 по 05.02.2017 року в м. Авдіївці була нагороджена орденом «За мужність» III ступеня. | 27 лютого 2022                           | Загинула поблизу м. Бровари, коли їхала забирати пораненого. Похована на Лісовому кладовищі у м. Києві Нагороджена орденом Богдана Хмельницького III ступеня (посмертно). |
| 4879                           |                  | Вервейко Євген Олександрович                  | 15 травня 1994. Старший сержант, військовослужбовець 184 НЦ ЗС України. В ЗС України — з 2017 року. | 27 лютого 2022                           | Під час виконання бойового завдання в районі Київської області отримав осколкові поранення несумісні з життям. Нагороджений орденом «За мужність» III ступеня (посмертно). |
| 4880                           |                  | Хроменко Вадим Володимирович                  | м. Шостка Сумська область. Військовослужбовець ЗС України (підрозділ — не уточнено). Учасник АТО. В 2016 році знаходився безпосередньо в гарячих точках Донецької та Луганської областей. До війни працював пожежним і кінологом. Залишилися дружина, дві доньки та онук. | 27 лютого 2022                           | Загинув в боях з агресором в ході відбиття російського вторгнення в Україну (місце — не уточнено). Похований в м. Шостці. |
| 4881                           |                  | Птащенко Анатолій Володимирович               | 2 серпня 1975, 46 років, Уманський район Черкаська область. Стрілець, військовослужбовець мотопіхотного батальйону 72 ОМБр | 27 лютого 2022                           | Загинув у результаті нападу противника, виявивши стійкість і мужність у бою за Батьківщину. Нагороджений орденом «За мужність» III ступеня (посмертно). |
| 4882                           |                  | Жданянчин Микола Іванович                     | 1973, м. Турка Львівська область. Солдат, військовослужбовець підрозділу 128 ОГШБр. | 27 лютого 2022                           | Загинув в боях з окупантами в районі м. Василькова на Київщині. Нагороджений орденом «За мужність» III ступеня (посмертно) . |
| 4883                           |                  | Боровець Андрій Олександрович                 | 07.12.2000 р.н. с. Дружба Дубенський район Рівненська область. Солдат, військовослужбовець Окремої президентської бригади імені гетьмана Богдана Хмельницького. Студент географічного факультету ЛНУ імені Івана Франка. | 27 лютого 2022                           | Згідно повідомлення начальника відділу з питань нотаріату у Рівненській області, загинув в боях з агресором, захищаючи Київ в ході відбиття російського вторгнення в Україну. Нагороджений орденом «За мужність» III ступеня (посмертно). |
| 4884                           |                  | Сенюк Олексій Олександрович                   | Головний сержант, військовослужбовець 3 танкової роти 1 ОТБр. Учасник АТО. Захищав Україну від початку російської агресії у 2014 році. В 2016 році був нагороджений орденом «За мужність» III ступеня. Герой України (посмертно). | 27 лютого 2022                           | Загинув в боях з агресором в ході відбиття російського вторгнення в Україну внаслідок авіаудару (місце — не уточнено). У боях на Чернігівщині знищив дві ворожих БМП та захопив танк Т-72. |
| 4885                           |                  | Шимон Михайло Михайлович                      | 19 грудня 1994, м. Кам'янське Дніпропетровська область. Старший лейтенант, військовослужбовець ЗС України (підрозділ — не уточнено). 2010 року закінчив середню загальноосвітню школу № 3 та вступив до Кам'янського вищого професійного училища. 2020 року закінчив ХНУПС імені Івана Кожедуба. | 27 лютого 2022                           | Загинув о 7:22 ранку під час авіаудару по позиціях українських військових в населеному пункті поблизу м. Володимира. |
| 4886                           |                  | Тищенко Ігор Вячеславович                     | 22 липня 1980, 41 рік, с. Клюсівка Полтавська область. Старший солдат, механік-водій танкового взводу (підрозділ — не уточнено). Закінчив Кобеляцьке ПТУ за спеціальністю "тракторист-машиніст". Трудову діяльність розпочав на хлібзаводі та згодом працював на різних роботах. З серпня 2014 року - по вересень 2015 року проходив військову службу у навчальному центрі «Десна». На військовій службі за контрактом - з 2019 року. Учасник ООС. Залишилися дружина та син. | 27 лютого 2022                           | Загинув в боях з агресором під час оборони м. Чернігова в ході російського вторгнення в Україну. Нагороджений медаллю «За військову службу Україні» (посмертно). |
| 4887                           |                  | Олійник Давид Олегович                        | 21 рік, мешканець Петриківської селищної об'єднаної територіальної громади Дніпропетровська область. Молодший сержант, військовослужбовець ЗС України (підрозділ — не уточнено). | 27 лютого 2022                           | Згідно повідомлення Петриківської об'єднаної територіальної громади, військовослужбовець загинув в боях з окупантом в ході відбиття російського вторгнення в Україну (місце — не уточнено). Нагороджений орденом «За мужність» III ступеня (посмертно). |
| 4888                           |                  | Довгалюк Роман Олександрович                  | 14 червня 1990, м. Первомайськ (Алчевський район) Луганська область. Капітан, член екіпажу фронтового бомбардувальника Су-24М, штурман 1 авіаційної ескадрильї 7 БрТА. | 27 лютого 2022                           | Загинув у складі екіпажу з Русланом Білоусом під час виконання бойового завдання з вогневого ураження живої сили та техніки окупантів біля с. Березівка (Бучанський район) на Київщині. Нагороджений орденом «Богдана Хмельницького» III ступеня (посмертно). |
| 4889                           |                  | Білоус Руслан Олександрович                   | 36 років, с. Мирне (Мелітопольський район) Запорізька область. Майор, член екіпажу фронтового бомбардувальника Су-24М, заступник командира 1 авіаційної ескадрильї 7 БрТА. | 27 лютого 2022                           | Загинув у складі екіпажу з Романом Довгалюком під час виконання бойового завдання з вогневого ураження живої сили та техніки окупантів біля с. Березівка (Бучанський район) на Київщині. Нагороджений орденом «Богдана Хмельницького» III ступеня (посмертно). |
| 4890                           |                  | Гнидий Анатолій Олегович                      | 18 липня 1992, с. Новоєгорівка Баштанський район Миколаївська область. Солдат, військовослужбовець реактивного артилерійського дивізіону 128 ОГШБр. На військовій службі у ЗС України - з 2019 року. | 27 лютого 2022                           | Загинув в боях з агресором неподалік м. Василькова на Київщині в ході відбиття російського вторгнення в Україну. Нагороджений орденом «За мужність» III ступеня (посмертно). |
| 4891                           |                  | Ковальський Володимир Анатолійович            | 24 вересня 1983, м. Каховка Херсонська область. Боєць ротно-тактичної групи «Ірпінь» 243-го батальйону 114-ї бригади Сил ТрО ЗС України. Переїхав до Києва навчатись у КПІ імені Ігоря Сікорського. Учасник Революції гідності. 2015 року пішов добровольцем на Схід, служив військовим розвідником у 14 ОМБр. 15 березня 2016 року підірвався на ворожій міні в «сірій» зоні в районі села Ясне біля Донецька, та втратив обидві ноги. Був евакуйований до лікарні у м. Волноваха, де йому ампутували обидві нижні кінцівки. Пройшов реабілітацію, зайнявся бізнесом та спортом. Після початку повномасштабної агресії росії пішов добровольцем на фронт. | 27 лютого 2022                           | Загинув під час боїв біля магазину «Novus» у місті Буча Київської області. |
| 4892                           |                  | Рижиков Денис Валерійович                     | 26 серпня 1993, 28 років. Солдат, військовослужбовець ЗС України (підрозділ — не уточнено). | 27 лютого 2022                           | Загинув в боях з агресором в ході відбиття російського вторгнення в Україну (місце — не уточнено). Похований на Краснопільському цвинтарі у м. Дніпрі. Нагороджений орденом «За мужність» III ступеня (посмертно). |
| 4893                           |                  | Романенко Ігор Миколайович                    | 7 квітня 1979. Старший солдат, військовослужбовець ЗС України (підрозділ — не уточнено). | 27 лютого 2002                           | Загинув в боях з агресором в ході відбиття російського вторгнення в Україну (місце — не уточнено). Похований на Краснопільському цвинтарі у м. Дніпро. Нагороджений орденом «За мужність» III ступеня (посмертно). |
| 4894                           |                  | Кость Антон Валерійович                       | Старший матрос, військовослужбовець 137 ОБМП. | 27 лютого 2022                           | Загинув в боях з агресором в ході відбиття російського вторгнення в Україну. Нагороджений орденом «За мужність» III ступеня (посмертно). |
| 4895                           |                  | Колеснік Артем                                | 12 січня 1991, 31 рік, м. Олександрія Кіровоградська область. Мешканець м. Чернігова. Військовослужбовець ЗС України (підрозділ — не уточнено). Мешкав і навчався у Перемозькому мікрорайоні м. Олександрії, де закінчив школу № 13, а згодом - ПТУ № 7. Учасник АТО. До війни працював начальником охорони у м. Чернігові. Залишилися дружина і чотирирічна донька. | 27 лютого 2022                           | За інформацією Кіровоградської ОДА та Олександрійської міської ради, військовослужбовець героїчно загинув у боях за Україну на Чернігівщині. Як стало відомо, Артем разом з двома побратимами намагалися завадити входженню ворожої колони, але вони були розстріляні ворогом в упор. |
| 4896                           |                  | Мінчега Сергій Вікторович                     | 25 липня 1988, мешканець м. Скадовська Херсонської області. Старший солдат, танкіст, військовослужбовець 34 ОМБ 57 ОМПБр. | 27 лютого 2022                           | Загинув у боях з російськими окупантами місце — не уточнено). Похований на Краснопільському цвинтарі у м. Дніпрі. |
| 4897                           |                  | Андрієвський Вадим Леонідович                 | 7 листопада 1985. Головний сержант 3-ї бойової групи 3-ї групи спеціального призначення Окремого загону спеціального призначення «Омега» Східного оперативно-територіального об'єднання НГУ. | 27 лютого 2022                           | Загинув від кульового поранення 27 лютого 2022 року під час бою з диверсійно-розвідувальною групою противника у районі Харківської загальноосвітньої школи № 134. Нагороджений орденом «За мужність» III ступеня (посмертно). |
| 4898                           |                  | Будзіховський Євгеній Вікторович              | 35 років, м. Хмельницький. Підполковник, військовослужбовець підрозділу Сухопутних військ Збройних Сил України (підрозділ — не уточнено). 2014 року боронив Україну. У червні виповнилося б 36 років. Залишилися батьки, дружина та двоє малолітніх синів. | 27 лютого 2022                           | Загинув під час оборони Києва. |
| 4899                           |                  | Капічун Олександр Валерійович                 | 7 грудня 1986. Підполковник, військовослужбовець 142 НЦ ССО. Герой України (посмертно). | 27 лютого 2022                           | Загинув в бою при відбитті наступу колони техніки окупантів поблизу смт Макарів Бучанського району Київської області. |
| 4900                           |                  | Соломка Євгеній Сергійович                    | 7 серпня 2001, м. Ізюм Харківська область. Солдат, курсант 318-ї групи командно-штабного факультету Національної академії Національної гвардії України. Посмертно присвоєно військове звання "лейтенант". | 27 лютого 2022                           | 26 лютого, під час виконання бойового завдання на блок-посту у м. Харкові, отримав поранення. На наступний день, помер в харківській лікарні № 31. Нагороджений орденом «За мужність» III ступеня (посмертно). |
| 4901                           |                  | Раєнко Володимир Андрійович                   | Сержант 3 БрОП НГУ. | 27 лютого 2022                           | Загинув в боях з агресором в ході відбиття російського вторгнення в Україну (місце — не уточнено). Нагороджений орденом «За мужність» III ступеня (посмертно). |
| 4902                           |                  | Харченко Максим Олександрович                 | Солдат 3 БрОП НГУ. | 27 лютого 2022                           | Загинув в боях з агресором в ході відбиття російського вторгнення в Україну (місце — не уточнено). Нагороджений орденом «За мужність» III ступеня (посмертно). |
| 4903                           |                  | Галушка Станіслав Сергійович                  | 1 жовтня 1997. Сержант, фельдшер медичного пункту бази зберігання озброєння та боєприпасів Національної гвардії України. Після закінчення Лебединського медичного училища, з 2018 року працював фельдшером з медицини невідкладних станів у Тростянецької підстанції Охтирської станції екстреної (швидкої) медичної допомоги. В 2020 році уклав контракт на військову службу за контрактом з НГУ. | 27 лютого 2022                           | Загинув під час обстрілів російськими окупантами міста Охтирка Сумської області. Нагороджений орденом «За мужність» III ступеня (посмертно). |
| 4904                           |                  | Пономаренко Сергій Васильович                 | 46 років, м. Харків. Головний сержант Сил ТрО ЗСУ. Навчався в Богодухівському сільськогосподарському учбово-курсовому комбінаті на водія, згодом у ХНАУ ім. В. В. Докучаєва. Учасник АТО (2014). Депутат Богодухівської райради VII скликання від політичної партії «Європейська солідарність». 24 лютого 2022 року став до оборони м. Харкова. Свій бронежилет віддав щойно мобілізованим бійцям. Залишилися дружина, син та брат. | 27 лютого 2022                           | Загинув під час оборони м. Харкова. Нагороджений орденом «За мужність» III ступеня (посмертно). |
| 4905                           |                  | Ямковий Максим Сергійович («Мажор»)           | 3 лютого 1996, с. Паріївка Вінницька область. Лейтенант, командир 2 танкового взводу 2 танкової роти 36 ОБрМП ВМС ЗС України. | 27 лютого 2022                           | Загинув при виконанні бойового завдання поблизу с. Павлополя Маріупольського району Донецької області. Нагороджений орденом Данила Галицького (посмертно). |
| 4906                           |                  | Дейнека Олексій Петрович                      | 8 червня 2001, м. Ковель Волинська область. Солдат, військовослужбовець частини НГУ. Виховувався бабусею. Працював на шиномонтажі. Був призваний на строкову службу, яку проходив в частині у м. Запоріжжі. | 27 лютого 2022                           | Загинув під час виконання бойового завдання біля м. Токмака, що на Запоріжжі. Нагороджений орденом «За мужність» III ступеня (посмертно). |
| 4907                           |                  | Куропатенко Максим Сергійович                 | 11 березня 1986, м. Мерефа Харківська область. Старший солдат, військовослужбовець ЗС України (підрозділ — не уточнено). | 27 лютого 2022                           | Загинув в боях з агресором в ході відбиття російського вторгнення в Україну (місце — не уточнено). Нагороджений орденом «За мужність» III ступеня (посмертно). |
| 4908                           |                  | Кутепов Юрій Андрійович                       | Старший солдат, командир танка 72 окремої механізованої бригади ім. Чорних Запорожців. | 27 лютого 2022                           | Загинув в боях під Ірпенем на Київщині. Нагороджений орденом «За мужність» III ступеня (посмертно). |
| 4909                           |                  | Пилипчак Микола Володимирович                 | 19 листопада 1982, мешканець с. Бокове на Кіровоградщині. Сержант, військовослужбовець підрозділу 36 ОБрМП. | 27 лютого 2022                           | Загинув у боях за Маріуполь. Нагороджений орденом «За мужність» III ступеня (посмертно). |
| 4910                           |                  | Кіш Михайло Валерійович                       | 20 лютого 1990. Старший матрос, військовослужбовець підрозділу 36 ОБрМП. | 27 лютого 2022                           | Загинув в районі н.п. Калинівка Миколаївської області, потрапивши під ворожий авіаційний обстріл бойового гелікоптера. Нагороджений орденом «За мужність» III ступеня (посмертно). |
| 4911                           |                  | Лабунець Іван                                 | 2001, мешканець с. Шабо Одеської області. З початку повномасштабного вторгнення приєднався до Збройних Сил України та боронив місто Харків. | 27 лютого 2022                           | Загинув в боях з російськими окупантами під час оборони Харкова. Похований 25 березня в с. Шабо. |
| 4912                           |                  | Пугач Федір Григорович                        | 10 листопада 2000. Молодший сержант, командир гранатомета протитанкового відділення взводу забезпечення навчального процесу батальйону ОЗСП «Азов». | 27 лютого 2022                           | 26.02.2022 року, під час виконання бойового завдання в Маріуполі, отримав поранення. Наступного дня помер в лікувальному закладі. Нагороджений орденом «За мужність» III ступеня (посмертно). |
| 4913                           |                  | Карпюк Владислав Олександрович                | 23 роки, с. Федорівка Гощанський район Рівненська область. Солдат, військовослужбовець ЗС України (підрозділ — не уточнено). Після здобутої середньої освіти в 2017 році вступив у Соснівський професійний ліцей, де здобув професійно-технічну освіту. 27.11.2019 був призваний на строкову військову службу, а від 04.04.2020 проходив військову службу за контрактом. | 27 лютого 2022                           | Загинув в боях з російськими загарбниками в боях за Васильків Київської області. |
| 4914                           |                  | Науменко Денис Ігорович                       | 16 січня 2002, м. Київ. Солдат, військовослужбовець 95 ОДШБр. | 27 лютого 2022                           | Загинув в результаті поранень, отриманих під час ворожого артилерійського обстрілу поблизу міста Залізного Бахмутського району Донецької області. Похований у місті Крюківщині Київської області. Нагороджений орденом «За мужність» III ступеня (посмертно). |
| 4915                           |                  | Демченко Сергій Вікторович                    | 22 листопада 1986, смт Софіївка Дніпропетровська область. Капітан поліції, начальник чергової частини відділення поліції № 9 Криворізького районного управління поліції ГУНП в Дніпропетровській області Національної поліції України. | 27 лютого 2022                           | Загинув під час виконання службового обов'язку в ході відбиття російського вторгнення в Україну (місце — не уточнено). Нагороджений орденом «За мужність» III ступеня (посмертно). |
| 4916                           |                  | Звягінцев Валентин Миколайович                | 28 квітня 1992, с. Лозуватка Дніпропетровська область. Старший лейтенант поліції, поліцейський офіцер Софіївської територіальної громади ГУНП в Дніпропетровській області Національної поліції України. | 27 лютого 2022                           | Загинув під час виконання службового обов'язку в ході відбиття російського вторгнення в Україну (місце — не уточнено). Нагороджений орденом «За мужність» III ступеня (посмертно). |
| 4917                           |                  | Цирульник Віталій Віталійович                 | 21 грудня 1991, 30 років, м. Новомиргород Кіровоградська область. Капрал поліції, інспектор взводу № 1 роти ТОР Управління патрульної поліції в Харківській області Національної поліції України. | 27 лютого 2022                           | Помер у лікарні від вогнепального поранення, отриманого в бою з диверсантами ДРГ ворога на бронетехніці, яка здійснила напад на будівлю управління в ході російського вторгнення в Україну. Його патрульне авто під час чергування з автоматичної зброй розстріляли невідомі. Нагороджений орденом «За мужність» III ступеня (посмертно). Похований в м. Новомиргороді. |
| 4918 ... 4929                  |                  | Україна                                       | Військовослужбовець (-ці) ЗС України (підрозділ — не уточнено). | 27 лютого 2022                           | (для доповнення за 27 лютого 2022 року) |
| 28 лютого                      |                  |                                               | |                                          | |
| 4930                           |                  | Місяць Андрій Васильович                      | 1 січня 1977, с. Крогулець Чортківський район Тернопільська область. Капітан медичної служби, військовий лікар медроти 128 ОГШБр. Активний учасник Революції гідності. Учасник АТО. Пройшов багато гарячих точок, таких як Станиця Луганська, Щастя, Дебальцеве. Закінчив Чортківське медичне училище, в подальшому Тернопільський медичний університет імені Івана Горбачевського. До війни працював лікарем у Копичинецькій виправній колонії, лікарем-наркологом та директором (2018—2021) КНП «Гусятинська комунальна районна лікарня». В 2016 році був нагороджений орденом «За мужність» III ступеня. | 28 лютого 2022                           | Загинув в боях з агресором поблизу м. Охтирки на Сумщині, за іншими даними, під час боїв за м. Волноваху на Донеччині. Похований на Тернопільщині. Нагороджений орденом «Богдана Хмельницького» III ступеня (посмертно). |
| 4931                           |                  | Гринчук Денис Миколайович («Повар»)           | 25 років, с. Біла Криниця Глибоцький район Чернівецька область. Солдат, військовослужбовець підрозділу 128 ОГШБр. Мешкав з сім'єю в м. Мукачево на Закарпатті. | 28 лютого 2022                           | Загинув в боях з агресором в ході відбиття російського вторгнення в Україну поблизу м. Василькова на Київщині. Згідно повідомлення Чернівецької ОДА, похований в с. Біла Криниця. Нагороджений орденом «За мужність» III ступеня (посмертно). |
| 4932                           |                  | Чобану Степан Іванович                        | Майор, військовий льотчик-винищувач літака Су-27 831 бригади тактичної авіації (м. Миргород). Герой України (посмертно). | 28 лютого 2022                           | Загинув в повітряному бою з агресором в ході відбиття російського вторгнення в Україну, відволік на себе ворожу авіацію над м. Кропивницьким. |
| 4933                           |                  | Усов Станіслав Русланович                     | Мешканець м. Кропивницького. Лейтенант, військовослужбовець ЗС України (підрозділ — не уточнено). | 28 лютого 2022                           | За інформацією пресслужби Кіровоградської ОДА загинув у боях за Україну. Нагороджений орденом «Богдана Хмельницького» III ступеня (посмертно). |
| 4934                           |                  | Корнеляк Богдан Зіновійович                   | 19 років, м. Львів. Солдат, військовослужбовець ЗС України (підрозділ — не уточнено). | 28 лютого 2022                           | Загинув у бою з російськими загарбниками між містами Херсоном та Миколаєвом. Нагороджений орденом «За мужність» III ступеня (посмертно). |
| 4935                           |                  | Теслюк Віталій Дмитрович                      | с. Копань Дубенський район Рівненська область. Старший солдат, військовослужбовець ЗС України (підрозділ — не уточнено). Проходив військову службу у військовій частині Запорізької області. | 28 лютого 2022                           | Загинув в боях з російськими загарбниками під час оборони Запорізької області. Нагороджений орденом «За мужність» III ступеня (посмертно). |
| 4936                           |                  | Музирьов Дмитро Олександрович                 | 1995. Старший лейтенант поліції, співробітник роти поліції особливого призначення Національної поліції України у Чернігівській області. 2018 році закінчив Національний університет «Чернігівський колегіум». Був кандидатом у майстри спорту з академічного веслування. Пройшов службу в армії. | 28 лютого 2022                           | Загинув в с. Киїнка, яке російські війська обстрілювали боєприпасами касетного типу з Михайло-Коцюбинського з РСЗВ «Смерч». Нагороджений орденом «За мужність» III ступеня (посмертно). |
| 4937                           |                  | Лук'яненко Дмитро Олександрович               | 8 вересня 1998. Капрал поліції, співробітник роти поліції особливого призначення Національної поліції України у Чернігівській області. | 28 лютого 2022                           | Загинув в с. Киїнка, яке російські війська обстрілювали боєприпасами касетного типу з Михайло-Коцюбинського з РСЗВ «Смерч». Нагороджений орденом «За мужність» III ступеня (посмертно). |
| 4938                           |                  | Настич Володимир Васильович                   | 8 серпня 1974. Капітан поліції, співробітник роти поліції особливого призначення Національної поліції України у Чернігівській області. | 28 лютого 2022                           | Загинув у с. Киїнка, яке російські війська обстрілювали боєприпасами касетного типу з Михайло-Коцюбинського з РСЗВ «Смерч». Нагороджений орденом «За мужність» III ступеня (посмертно). |
| 4939                           |                  | Шишевський Олександр Віталійович («Шах»)      | 9 травня 1966, м. Бобровиця Чернігівська область. Капітан, військовослужбовець ЗС України (підрозділ — не уточнено). Участник АТО. | 28 лютого 2022 (орієнтовно)              | Загинув в боях з агресором в ході відбиття російського вторгнення в Україну (місце — не уточнено). Нагороджений орденом «За мужність» III ступеня (посмертно). |
| 4940                           |                  | Шімон Олександр Михайлович                    | Старший лейтенант, військовослужбовець ЗС України (підрозділ — не уточнено). | (дата підлягає уточненню)                | Загинув в боях з агресором в ході відбиття російського вторгнення в Україну (місце — не уточнено). Нагороджений орденом «За мужність» III ступеня (посмертно). |
| 4941                           |                  | Биток Олександр Віталійович                   | Старший солдат, військовослужбовець ЗС України (підрозділ — не уточнено). | (дата підлягає уточненню)                | Загинув в боях з агресором в ході відбиття російського вторгнення в Україну (місце — не уточнено). Нагороджений орденом «За мужність» III ступеня (посмертно). |
| 4942                           |                  | Білецький Іван Юрійович                       | 22 роки, м. Горішні Плавні Кременчуцький район Полтавська область. Солдат 259-ї окремої радіолокаційної роти 1 РТБр. На військову службу до ЗС України був призваний у травні 2021 року. Навчався у Вищому професійному гірнично-будівельному училищі у Горішніх Плавнях. | 28 лютого 2022                           | Загинув в боях з агресором на Волині. |
| 4943                           |                  | Жогін Владислав Андрійович                    | Солдат, військовослужбовець ЗС України (підрозділ — не уточнено). | (дата підлягає уточненню)                | Загинув в боях з агресором в ході відбиття російського вторгнення в Україну. Нагороджений орденом «За мужність» III ступеня (посмертно). |
| 4944                           |                  | Михайловський Олексій Олексійович             | Старший солдат, військовослужбовець підрозділу 95 ОДШБр. | (дата підлягає уточненню)                | Загинув в боях з агресором в ході відбиття російського вторгнення в Україну (місце — не уточнено). Нагороджений орденом «За мужність» III ступеня (посмертно). |
| 4945                           |                  | Топиха Ігор Вікторович                        | Підполковник, військовослужбовець ЗС України (підрозділ — не уточнено). | (дата підлягає уточненню)                | Загинув в боях з агресором в ході відбиття російського вторгнення в Україну. Нагороджений орденом «За мужність» III ступеня (посмертно). |
| 4946                           |                  | Бабчук Сергій Анатолійович                    | Полковник, військовослужбовець ЗС України (підрозділ — не уточнено). | 28 лютого 2022 (орієнтовно)              | Загинув в боях з агресором в ході відбиття російського вторгнення в Україну поблизу м. Волновахи на Донеччині. Похований в м. Гайвороні Кіровоградської області. Нагороджений орденом «Богдана Хмельницького» III ступеня (посмертно). |
| 4947                           |                  | Андрієвський Денис Олегович                   | Солдат, військовослужбовець ЗС України (підрозділ — не уточнено). | (дата підлягає уточненню)                | Загинув в боях з агресором в ході відбиття російського вторгнення в Україну. Нагороджений орденом «За мужність» III ступеня (посмертно). |
| 4948                           |                  | Берест Андрій Миколайович                     | Штаб-сержант, військовослужбовець ЗС України (підрозділ — не уточнено). | (дата підлягає уточненню)                | Загинув в боях з агресором в ході відбиття російського вторгнення в Україну. Нагороджений орденом «За мужність» III ступеня (посмертно). |
| 4949                           |                  | Гончаров Олексій Васильович                   | Старший солдат, військовослужбовець ЗС України (підрозділ — не уточнено). | (дата підлягає уточненню)                | Загинув в боях з агресором в ході відбиття російського вторгнення в Україну. Нагороджений орденом «За мужність» III ступеня (посмертно). |
| 4950                           |                  | Євдокімова Ангеліна Володимирівна             | 7 червня 2001, с. Колісники Чернігівська область. Молодший сержант, бойовий медик 5-ї механізованої роти 2-го механізованого батальйону 72 ОМБр. Після закінчення Прилуцького медичного училища підписала контракт із Збройними Силами України. Протягом 9 місяців перебувала в зоні АТО/ООС. | 28 лютого 2022                           | Загинула в боях з агресором в селі Мощун Київської області в ході відбиття російського вторгнення в Україну. Нагороджена орденом «За мужність» III ступеня (посмертно). |
| 4951                           |                  | Євмененко Володимир Олександрович             | Штаб-старшина, військовослужбовець підрозділу ВМС ЗС України (підрозділ — не уточнено). | 28 лютого 2022                           | Загинув в результаті ворожого авіаудару під час російського вторгнення в Україну. Нагороджений орденом «За мужність» III ступеня (посмертно). |
| 4952                           |                  | Назарян Владлен Олександрович («Чеба»)        | 29 липня 1996, м. Кривий Ріг Дніпропетровська область. Старший матрос, військовослужбовець підрозділу 36 ОБрМП. Навчався в Криворізькій тернівській гімназії. | 28 лютого 2022                           | Загинув в результаті артилерійського обстрілу під час оборони м. Маріуполя на Донеччині. Нагороджений орденом «За мужність» III ступеня (посмертно). |
| 4953                           |                  | Лобанов Єгор Юрійович                         | 9 липня 1997, 24 роки, мешканець м. Ковеля Волинська область. Старший лейтенант, військовослужбовець ЗС України (підрозділ — не уточнено). Здобув професію військового у Волинському обласному ліцеї з посиленою військово-фізичною підготовкою ім. Героїв Небесної Сотні та ВА (м. Одеса), які закінчив з відзнакою. Після навчання у ВВУЗі стажувався у різних країнах світу. Залишилися батьки, був єдиним сином. | 28 лютого 2022                           | Згідно повідомлення Ковельської міської ради, військовослужбовець загинув в боях з агресором в ході відбиття російського вторгнення в Україну поблизу м. Токмак Запорізької області. Своїм героїчним вчинком врятував вісім життів. Похований в м. Ковелі. Нагороджений орденом «Богдана Хмельницького» III ступеня (посмертно). |
| 4954                           |                  | Решетілов Андрій Вадимович                    | 26 років, м. Ковель Волинська область. Мешканець смт Городок Житомирська область. Старший лейтенант, військовослужбовець військової частини А2192 Озброєння ЗС України. Залишилися батьки, дружина та півторарічна донька. | 28 лютого 2022                           | Згідно повідомлення міського голови м. Ковеля, військовослужбовець загинув поблизу місця дислокації військової частини в смт Городку на Житомирщині. Похований в м. Ковелі. Нагороджений орденом «Богдана Хмельницького» III ступеня (посмертно). |
| 4955                           |                  | Григор'єв Олександр Олександрович («Шумахер») | 1983, Литовська РСР, СРСР. Мешканець м. Броди Золочівський район Львівська область. Полковник, військовий льотчик-штурман, начальник служби безпеки польотів 16 ОБрАА. Учасник АТО/ООС. Герой України (посмертно). | 28 лютого 2022                           | Загинув разом з екіпажем вертольоту Мі-8 при виконанні польотного бойового завдання з відбиття збройної агресії РФ поблизу смт Макарів на Київщині. Можливість розшукати загиблий екіпаж з'явилася тільки більш, як через місяць, коли Київщина була звільнена від окупантів. Похований у м. Бродах на Львівщині. |
| 4956                           |                  | Гнатюк Василь Андрійович                      | 1999, м. Броди Золочівський район Львівська область. Лейтенант, льотчик-штурман підрозділу 16 ОБрАА. Військову освіту отримав в ХНУПС імені Івана Кожедуба, навчання в якому завершив в 2019 році. | 28 лютого 2022                           | Загинув разом з екіпажем вертольоту Мі-8 при виконанні польотного бойового завдання з відбиття збройної агресії РФ поблизу смт Макарів на Київщині. Можливість розшукати загиблий екіпаж з'явилася тільки більш, як через місяць, коли Київщина була звільнена від окупантів. Похований у м. Бродах на Львівщині. Нагороджений орденом «Богдана Хмельницького» III ступеня (посмертно) |
| 4957                           |                  | Нестерук Дмитро Миколайович                   | 1997, м. Броди Золочівський район Львівська область. Старший лейтенант, бортовий авіаційний технік підрозділу 16 ОБрАА. Військову освіту отримав в ХНУПС імені Івана Кожедуба, навчання в якому завершив в 2019 році. | 28 лютого 2022                           | Загинув разом з екіпажем вертольоту Мі-8 при виконанні польотного бойового завдання з відбиття збройної агресії РФ поблизу смт Макарів на Київщині. Можливість розшукати загиблий екіпаж з'явилася тільки більш, як через місяць, коли Київщина була звільнена від окупантів. Похований у м. Бродах на Львівщині. Нагороджений орденом «Богдана Хмельницького» III ступеня (посмертно). |
| 4958                           |                  | Кузьмін Олександр Сергійович                  | 6 серпня 1992, Лисянський район Черкаська область. Штаб-сержант, головний сержант взводу — командир відділення зенітної ракетно-артилерійської батареї зенітного ракетно-артилерійського дивізіону 72 ОМБр | 28 лютого 2022                           | Загинув під час бойових дій на Київщині. Нагороджений орденом «За мужність» III ступеня (посмертно). |
| 4959                           |                  | Васюта Дмитро Васильович                      | 2001, 21 рік, с. Черневе Яворівський район Львівська область. Старший солдат, військовослужбовець 80 ОДШБр. Виріс у багатодітній сім'ї (9 дітей). Закінчив чернівську ЗЗСО I—III ступенів ім. Т. Г. Шевченка. Батько воює з 2014 року, ще два брати пішли захищати Україну. Учасник ООС. | 28 лютого 2022                           | Загинув в результаті ворожого обстрілу з РСЗВ (місце — не уточнено). Нагороджений орденом «За мужність» III ступеня (посмертно). |
| 4960                           |                  | Неженець Володимир Олегович                   | Військовослужбовець ГУР МО. Випускник Київського суворовського військового училища 1984 року. Закінчив Київське загальновійськове командне училище ім. М. В. Фрунзе (1984—1988 роки навчання), потім Київський національний університет імені Тараса Шевченка за спеціальністю «Правознавство». В радянській армії служив командиром взводу. З 1991 року працював в представництві меткомбінату «Азовсталь» в м. Києві, юристом в банку, менеджером в складі антикризової команди заводу ЛАЗ. Разом з дружиною був співвласником психологічного центру «Рівновага» в м. Києві, який працює з 2002 року. З 2014 по 2015 рік — учасник АТО. Служив командиром розвідувального взводу в 30 ОМБр. 31 вересня 2014 був поранений в Лагутиному. З 2012 року навчався за різними програмами з психології. 2017 року отримав диплом медичного психолога. В останній час до початку повномасштабного вторгнення закінчував навчання за Оксфордською програмою «Когнітивна поведінкова терапія» на базі Українського католицького університету. Випускник Українського інституту когнітивно-поведінкової терапії проєкту Л8. Залишилися дружина і троє синів. Нагороди: Медаль «Захиснику Вітчизни» (8 травня 2021 року); Нагрудний знак «Учасник АТО»; Пам'ятний знак «За воїнську доблесть» (12 травня 2014 р., 2 липня 2014 р.); Відзнака Фонду ветеранів розвідки «За воїнську доблесть» (22 серпня 2014 року); Відзнака «За службу Державі» (4 грудня 2015 року); Відзнака ВГО «Кадетська співдружність» «Сильному духом» (5 грудня 2014 року). | 28 лютого 2022                           | Допомагав рятувати мирних мешканців, але колона потрапила у ворожу засідку. |
| 4961                           |                  | Шубін Владислав Вікторович                    | Сержант 3 БрОП НГУ. | 28 лютого 2022                           | Загинув в боях з агресором в ході відбиття російського вторгнення в Україну (місце — не уточнено). Нагороджений орденом «За мужність» III ступеня (посмертно). |
| 4962                           |                  | Ткачук Олег                                   | 33 роки, с. Бузова (Бучанський район) Київська область. Військовослужбовець ТрО ЗС України. | 28 лютого 2022                           | Виїхав на житомирську трасу з товаришем, щоб дістати пальне для тероборони. Приїхав на АЗС, де побачив вагітну дівчину, яку й евакуював. Після цього вдруге поїхав в бік Житомира на АЗС. В тому місці вже перебували російські війська, що відкрили автоматну чергу по авто. Олег заїхав на дорозі в невеликий апендицит, і з товаришем побіг в ліс та заховався в першу яму, яку побачив. Олег почав знімати відео техніки окупантів, щоб передати ЗСУ інформацію про переміщення ворога, та встиг його переслати другу. Після цього по ним з товаришем почався обстріл, тож вони прийняли рішення тікати. Товариш вибрався до першого блокпосту в Березівці. Після звільнення територій в тій ямі знайшли тіло Олега без голови. В нього всадили більше 15 куль і в кінці зробили контрольний постріл в голову з крупнокаліберної зброї. |
| 4963                           |                  | Лінський Дмитро Сергійович («Сектант»)        | 8 січня 1995, м. Красноград Харківська область. Старший солдат, військовослужбовець Окремого загону спеціального призначення НГУ «Азов» НГУ. | 28 лютого 2022                           | Загинув у боях з російськими окупантами під час оборони м. Маріуполя. Нагороджений орденом «За мужність» III ступеня (посмертно). |
| 4964                           |                  | Сенченко Андрій Миколайович                   | 19 жовтня 1972, смт Зноб-Новгородське Сумська область. Сержант, начальник сховища групи матеріально-технічного забезпечення 58 ОМПБр. В 1990 році закінчив Зноб-Новгородське професійно-технічне училище № 39, в 1995 році - Конотопський індустріально-педагогічний технікум, а в 2009 році - Європейський університет за спеціальністю економіка підприємства. Залишилися дружина та двоє дітей. | 28 лютого 2022                           | Загинув під час виконання бойового завдання від множинних вогнепальних кульових поранень в м. Києві, обороняючи незалежність України від вторгнення країни-агресора. Похований в м. Конотопі на Сумщині. Нагороджений орденом «За мужність» III ступеня (посмертно). |
| 4965                           |                  | Салій Ігор Володимирович                      | 24 липня 1995, м. Костопіль Рівненська область. Солдат, військовослужбовець 80 ОДШБр. | 28 лютого 2022                           | Загинув при виконанні військового обов'язку в ході відбиття російського вторгнення в Україну на Миколаївщині. Похований на кладовищі «Нове» в м. Костополі. Нагороджений орденом «За мужність» III ступеня (посмертно). |
| 4966                           |                  | Алещенко Арсентій Васильович                  | 3 квітня 2001. Матрос, військовослужбовець підрозділу 36 ОБрМП ВМС ЗС України. З 30 серпня 2013 року до 9 червня 2016 року навчався у Кіровоградській школі-інтернаті, ліцеї «Сокіл». Був вихованцем III кадетського взводу, активним учасником заходів з життя кадетського підрозділу. Займався греко-римською боротьбою. | 28 лютого 2022 (орієнтовно)              | Загинув в боях з російськими окупантами при обороні міста Маріуполя. Нагороджений орденом «За мужність» III ступеня (посмертно). |
| 4967                           |                  | Ярмак Тимофій Михайлович                      | Старший солдат 154-го окремого батальйону територіальної оборони (м. Охтирка). | 28 лютого 2022 (орієнтовно)              | Загинув при виконанні бойового завдання (розвідувальної операції) в боях з агресором за м. Охтирку та Охтирський район. |
| 4968                           |                  | Курочка Микола Олександрович                  | Сержант 154-го окремого батальйону територіальної оборони (м. Охтирка). | 28 лютого 2022 (орієнтовно)              | Загинув при виконанні бойового завдання (розвідувальної операції) в боях з агресором за м. Охтирку та Охтирський район. Нагороджений орденом «За мужність» III ступеня (посмертно). |
| 4969                           |                  | Калюжний Олександр («Соло»)                   | 31 рік, м. Сватове Луганської області. Після здобуття середньої освіти у 2010-2011 роках строкову службу проходив у військах протиповітряної оборони на мисі Чауда у Криму. Потім працював будівельником. Закінчив факультет міжнародних відносин Чернівецького національного університету імені Ю.Федьковича. Другу вищу освіту здобув у Центральноукраїнському національному технічному університеті за спеціальністю «Агроінженерія». Вивчав англійську, німецьку, польську мови. У 2014 році пішов добровольцем на війну. Воював у складі батальйону «Донбас». Брав участь у боях за Іловайськ, де потрапив у полон. У рамках Мінських домовленостей повернувся додому в грудні 2014-го. На початку 2015 року він підписав контракт і вступив до лав 3-го окремого полку спеціального призначення імені князя Святослава Хороброго (ССО ЗСУ). | 28 лютого 2022                           | Загинув поблизу міста Токмак Запорізької області. Похований на Алеї почесних поховань у місті Кропивницький. Залишилася мама . |
| 4970 ... 4979                  |                  | Україна                                       | Військовослужбовці ЗС України (підрозділ — не уточнено). | 28 лютого 2022                           | (для доповнення за 28 лютого 2022 року) |

- Примітка:
1. 12 березня 2022 року, Президент України Володимир Зеленський під час спілкування з іноземними ЗМІ, вперше назвав втрати Збройних Сил України у війні з Росією. За його словами, починаючи з 24 лютого, загинули орієнтовно 1300 українських військовослужбовців[423].
2. «Таблиця/Список загиблих» буде наповнюватися та корегуватися по мірі можливості за надходженням відповідної інформації, яка постійно змінюється в результаті інтенсивності бойових дій (посилання — тільки на офіційні та перевірені джерела)!
3. Див. розділ «Обговорення»
4. З 16 березня 2022 року, облік втрат силових структур внаслідок російського вторгнення в Україну здійснюється на наступній сторінці Втрати силових структур внаслідок російського вторгнення в Україну (16 березня 2022 — до сьогодні)

## Втрати силових структур в тилу під час війни (до 23 лютого 2022 року включно)
Фурманчук Артем, 27 років, мешканець м. Костополя Рівненський район Рівненська область. Учасник АТО/ООС. Військовослужбовець військової служби за контрактом (підрозділ — не уточнено). Проходив військову службу за контрактом у ЗС України майже 10 років. Перебував у м. Рівному в відпустці у близьких родичів після чергової ротації із зони проведення ООС, де виконував обов`язки за посадою протягом 8 місяців. Сьомий син у багатодітній родині. У ніч на 2 січня, близько 03:00, загинув в ДТП (був збитий легковим автомобілем Audi A6) на вулиці Соборній в м. Рівному.
 Кузьменко Сергій Вікторович, 29 років, с. Андріївка Харківська область. Учасник АТО/ООС. Капітан, помічник начальника автомобільної служби 5 окремої бригади НГУ. Закінчив Академію внутрішніх військ МВС України (з 2014 року — Національна академія Національної гвардії України). Помер 10 січня (причина смерті - не повідомляється).
 Стасюк Роман, 22 роки, с. Дарівка Волинська область. Учасник ООС. Солдат, водій-хімік БРДМ підрозділу 101 ОБрО ГШ. Згідно з повідомлення пресслужби бригади, помер 11 січня в результаті зупинки серця.
 Кереб Олександр Володимирович, с. Підцир'я Камінь-Каширський район Волинська область. Військовослужбовець ЗС України. Учасник АТО/ООС, де виконував свій обов’язок більше шести років. Помер 14 січня, перебуваючи у відпустці. Похований 15 січня в с. Підцир'я.
 Ночевчук Сергій Володимирович, 30 років, мешканець м. Житомира. Учасник АТО/ООС. Капітан, начальник 2 відділу Житомирського РТЦК та СП. Загинув 19 січня в ДТП на власному автотранспорті поблизу Житомира.
 Буганов Олександр Олександрович, 34 років, с. Подо-Калинівка Херсонська область. Учасник АТО. Старший лейтенант, офіцер відділення по роботі з особовим складом 1 ПО ОВДО НГУ МВС України. Брав участь в боях за Іловайськ. Був захоплений в полон, з якого був звільнений через чотири місяці в результаті обміну. Після полону та реабілітації закінчив Харківську академію внутрішніх справ. Загинув 27 січня, о 03:40, на території Південного машинобудівного заводу «Південмаш» у м. Дніпрі в результаті розстрілу особового складу варти. Залишилися дружина та двоє дочок, 5 та 2 роки. Похований 29 січня.

## Померлі та вбиті демобілізовані учасники АТО/ООС в ході російського вторгнення в Україну (2022)

### Січень
Міхеєв Олександр, 1976 р.н., 45 років, м. Борислав Дрогобицький район Львівська область. Учасник АТО. Згідно повідомлення виконавчого комітету Бориславської міської ради, помер 1 січня (причина смерті - не повідомляється). Похований 3 січня в м. Бориславі.
 Левуш Анатолій Євгенович, 25.04.1974, с. Береськ Луцький район Волинська область. Учасник АТО. До ЗС України був призваний за частковою мобілізацією в 2014 році. Брав участь у боях за Донецький аеропорт. Після демобілізації працював в особистому селянському господарстві. Разом з дружиною, яка померла рік тому, виховав троє дітей. Помер 3 січня (причина смерті - розрив підшлункової залози).
 Табачук Олег Олександрович («Дукат»), 10.08.1976, мешканець Вінниці. Учасник АТО. З 8 серпня 2015 року до 7 грудня 2015 року - начальник групи цивільно-військового співробітництва у Авдіївці (Донецька область). Неодноразово брав участь у відрядженнях до зони бойових дій у складі зведеної групи Командування Повітряних Сил ЗС України. Загалом відслужив у Збройних Силах 28 років. На початку літа 2021 року у нього була діагностована пухлина мозку. Пройшов обстеження і лікування в центральному шпиталі Міністерства Оборони та інституті ім. Рамаданова. Був комісований за інвалідністю. Помер 5 січня у шпиталі внаслідок онкологічного захворювання. Залишилася дружина. Похований 8 січня у м. Вінниці.
 Городнічук Євген Валерійович («Гриць»), 12.05.1986, м. Лозова Харківська область. Учасник АТО. Активний учасник Революції Гідності. Працював помічником машиніста тепловозу на залізниці. В.О. голови міської організації Всеукраїнського об'єднання «Свобода». Член історичного клубу «Холодний Яр». Доброволець 2-ї роти Золи  батальйону «Айдар». 5 серпня 2014 року, у бою на Вергунському роз'їзді передмістя м. Луганська отримав осколкове поранення у хребет і ногу. Після цього переніс три операції, дістав 2 групу інвалідності. Вийшов на роботу, але навколо гвинтів, вставлених під час операції у хребет, почалися резорбція кісткової тканини й омертвіння навколишніх тканин. Виник остеомієліт, який ускладнився свищем і заднім спондиладезом. З лютого 2015 року постійно турбували гнійні виділення. 24 грудня 2015 року переніс четверту операцію. Після того постійно проходив реабілітацію. Помер 6 січня (причина смерті - не повідомляється). Похований 8 січня у м. Лозовій.
 Квачко Олександр Леонідович, 44 роки, мешканець м. Кременчук Полтавська область. Учасник АТО. До ЗС України був призваний за частковою мобілізацією 14 лютого 2015 року. Помер 5 січня (причина смерті - не повідомляється). Залишилися мати та сестра. Похований 6 січня у м. Кременчуці.
 Козловець Микола Миколайович, 09.03.1971, мешканець Київської області. Учасник АТО. Старшина, військовослужбовець підрозділу 72 ОМБр, у складі якої перебував в зоні бойових дій з березня 2014 року. Згідно Указу Президента України від 26 лютого 2015 року № 109/2015 був нагороджений орденом «За мужність» III ступеня. 28.12.2021 року, близько 17:00, отримав важкі травми в ДТП поблизу м. Кагарлика. Помер 7 січня в лікарні.
 Ковальчук Олександр, мешканець м. Ромни Сумська область. Учасник АТО. Помер 7 січня (причина смерті - не повідомляється). Похований 8 січня на Засульському кладовищі в м. Ромни.
 Ласій Михайло Омелянович, 1979 р.н., с. Бовшів Івано-Франківська область. Учасник АТО. Помер в результаті захворювання, похований 8 січня в с. Бовшів.
 Дуда Юрій Іванович, 16.02.1987, мешканець м. Львову. Учасник АТО в складі 24 ОМБр. Помер 9 січня в м. Одесі (причина смерті - не повідомляється). Похований в м. Одесі.
 Кінзерський Дмитро, 31 рік, мешканець с. Гонорівка Могилів-Подільський район Вінницька область. Учасник АТО. Загинув 9 січня в ДТП поблизу смт Тиврів у Вінницькій області. Похований 11 січня на місцевому цвинтарі в смт Тростянці.
 Волошин Віктор, 54 роки, мешканець с. Гонорівка Могилів-Подільський район Вінницька область. Учасник АТО. Загинув 9 січня разом з дружиною в ДТП поблизу смт. Тиврів у Вінницькій області. Залишилися дорослі син та донька. Похований 11 січня на місцевому цвинтарі в смт Тростянці.
 Воробець Петро («Птіца»), 48 років, мешканець м. Надвірна Івано-Франківська область. Учасник АТО. Помер 14 січня в результаті важкої хвороби. Похований 16 січня в м. Надвірна.
 Лоік Максим Юрійович, 41 рік, мешканець м. Кам'янське Дніпропетровська область. Учасник АТО. Гранатометник у складі 22 ОМПБ. Брав участь у бойових діях з травня 2015 по 21 квітня 2016 року в районі населених пунктів Верхньоторецьке, Щастя, Трьохізбенка, Кримське та інших. Помер 16 січня (причина смерті - не повідомляється).
 Коновалов Ігор, 35 років. Учасник АТО. Майор, учасник боїв за Луганський аеропорт. Помер 23 січня в результаті тяжкого захворювання.
 Самсонік Микола В’ячеславович, 17.12.1979, мешканець м. Камінь-Каширський Волинська область. Учасник АТО з 2014 року. Помер 27 січня (причина смерті - не повідомляється). Похований 28 січня в м. Камінь-Каширському.
 Гайшук Юрій Володимирович, 36 років, м. Тальне Звенигородський район Черкаська область. Учасник АТО у складі 28 ОМБр. До ЗС України був призваний за частковою мобілізацією 09.07.2015 року, демобілізований - 27.10.2016 року. Помер 28 січня (причина смерті - не повідомляється). Похований 29 січня в м. Тальному.
 Поперека Роман Мар’янович, 11.07.1970, мешканець м. Пустомити Львівська область. Учасник АТО. Старший солдат, навідник аеромобільно-десантного відділення 1 аеромобільного-десантного взводу аеромобільно-десантної роти 122 ОАЕМБ 81 ОАЕМБр. До ЗС України був призваний за частковою мобілізацією 11.08.2015 року, демобілізований - 20.10.2016 року. Помер 29 січня за трагічних обставин (причина смерті - не повідомляється).
 Поліщук Сергій Миколайович, 24.02.1960, м. Калинівка Хмільницький район Вінницька область. Учасник АТО. Старший лейтенант запасу. В 1978 році був призваний на строкову військову службу, яку закінчив у 1980 році. У 1986 році закінчив Українську сільськогосподарську академію за спеціальністю "електрифікація сільського господарства", де проходив військовий вишкіл. У 2015 році був призваний до ЗС України за частковою мобілізацією і був направлений на курси перепідготовки та підвищення кваліфікації до НАСВ імені гетьмана Петра Сагайдачного. У 2015-2016 роках проходив військову службу у складі 30 ОМБр та брав безпосередню участь в АТО. Помер після тривалої боротьби із важкою хворобою.

### Лютий
Кушнір Сергій («Баша»), 39 років, мешканець смт Підволочиська Тернопільська область. Учасник АТО/ООС. Був членом УНА-УНСО, добровольцем батальйону «Донбас», добровольцем куреню УНСО, розвідником 131 ОРБ. В 2014 році на фронті був поранений, чотири місяці перебував у полоні. Помер орієнтовно 2 лютого (причина смерті - не повідомляється).
 Гузь Василь Вікторович, мешканець м. Дніпро. Учасник АТО/ООС. Старший лейтенант запасу. Протягом багатьох років працював оператором Дніпропетровської обласної держтелерадіокомпанії. Помер 2 лютого в результаті захворювання, пов’язаного із захистом Батьківщини.
 Дерпак Іван Миколайович, 1972 р.н., мешканець c. Сороки Коломийський район Івано-Франківська область. Учасник АТО. Помер 5 лютого (місце та причина смерті - не повідомляються).
 Савченко Олег, мешканець смт Щирець Львівська область. Учасник АТО. Помер 7 лютого в результаті важкої хвороби. Похований 8 лютого в смт Щирець.
 Зінчук Ігор Васильович, 1978 р.н., мешканець с. Скоморохи Червоноградський район Львівська область. Учасник АТО. Старший сержант, в зоні проведення АТО перебував в 2015-2016 роках. Помер 7 лютого (місце та причина смерті - не повідомляються).
 Шевченко В'ячеслав Віталійович («Батя»), 17.07.1972, м. Полтава. Старший сержант, навідник ДШК роти вогневої підтримки 91 ОАЕМБ 81 ОАЕМБр. Учасник АТО. В Авдіївській промзоні отримав поранення в ногу. 02.12.2016 року був нагороджений орденом «За мужність» III ступеня. Отримав інвалідність 1 групи внаслідок війни та повернувся до цивільного життя, але у вересні 2021 року йому було ампутовано поранену ногу. Батько двох дітей. Помер 7 лютого в м. Полтаві.
 Кицела Роман, 36 років, с. Демешківці Івано-Франківська область. Учасник АТО у складі 24 ОМБр. До початку війни та після повернення працював на Бурштинській ТЕС, однак через хворобу залишив роботу. Залишилася мати. Помер 9 лютого в результаті важкого захворювання, яке пов'язане із захистом Батьківщини.
 Галаєв Сергій Сергійович, 46 років, мешканець м. Кременчук Полтавська область. Учасник АТО. До Збройних Сил України був призваний за частковою мобілізацією 21 травня 2015 року. Залишилися батько та дві сестри. Помер 12 лютого (місце та причина смерті - не повідомляються). Похований 16 лютого.
 Гавриш Володимир Іванович, 42 роки, мешканець м. Кременчук Полтавська область. Учасник АТО/ООС в період з 2016 по 2019 рік. Помер 12 лютого (місце та причина смерті - не повідомляються).
 Яриш Руслан Анатолійович, м. Миколаїв. Учасник АТО. Солдат 79 ОАЕМБр. В бригаду потрапив у 2011 році. Служив у штурмовій роті, згодом відібрали у розвідку. 1 березня 2014 року зробив пропозицію на все життя коханій дівчині Олені та того ж дня відбув на військову службу до української армії. З розвитком конфлікту на Сході України в березні 2014 року Руслан обороняв кордон з АР Крим, а згодом його підрозділ вирушив у зону АТО. 19 червня 2014 року поблизу селища Ямпіль під час бою у Руслана потрапив снайпер, був важкопоранений і прикутий до візка через паралізацію від грудей. Відтоді проходив реабілітацію. Потребував реабілітації за кордоном, біля нього увесь час знаходилася дружина Олена. Одружилися в липні 2014 року у залі хірургічного корпусу Київського військового шпиталю, під час церемонії лежав на лікарняній каталці. 26 липня 2014 року — за особисту мужність і героїзм, виявлені у захисті державного суверенітету та територіальної цілісності України, вірність військовій присязі під час російсько-української війни, відзначений — нагороджений орденом «За мужність» III ступеня. 14 лютого повісився в своїй власній машині. Похований 17 лютого.
 Павлюк Дмитро, мешканець смт Обертин Івано-Франківська область. Учасник АТО. Помер 16 лютого (місце та причина смерті - не повідомляються). Похований 18 лютого в смт Обертин.
 Колісник Олег Леонідович, 30.07.1991, с. Смородщина Чутівська селищна громада Полтавська область. Учасник АТО. Після закінчення медичного коледжу з 2012 року, чотири роки працював у відділенні реанімації Полтавської обласної клінічної лікарні імені М. В. Скліфосовського. До ЗС України був призваний в ході першої хвилі часткової мобілізації, службу проходив у складі 8-ї Полтавської автомобільної санітарної роти. У складі підрозділу вийшов з Іловайську. У жовтні 2014 року у складі 79 ОАЕМБр брав участь у захисті Донецького аеропорту, 10 днів обороняв старий термінал та виконував обов’язки лікаря. Помер 17 лютого (місце та причина смерті - не повідомляються).
 Братков Анатолій Ростиславович, 56 років, мешканець с. Павлівка Калинівський район Вінницька область. Учасник АТО. Одним із перших пішов добровольцем на захист України під час третьої хвилю часткової мобілізації. Проходив військову службу у складі 128 ОГШБр. В одному з боїв був важко поранений. Залишились дружина, син, дві доньки та четверо онуків. Помер 21 лютого (причина смерті - не повідомляється). Похований 23 лютого у с. Павлівці.
 Хотян Артем Юрійович, 04.01.1994, м. Житомир. Учасник АТО. У Збройних Силах України - з травня 2013 року. Проходив військову службу у складі 95 ОДШБр. 3 червня 2014 року отримав важке кульове поранення у груди – ворожа російська куля пройшла в одному сантиметрі від його серця, а також важке поранення в руку, яка практично перестала працювати. 15 липня 2014 року, "за особисту мужність і героїзм, виявлені у захисті державного суверенітету та територіальної цілісності України" був нагороджений орденом "За мужність" III ступеня. Помер о 04:00, 22 лютого в одній з житомирських лікарень. Залишилися мати і бабуся.
 Козачина Максим, 1979, Дніпропетровська область. З 2000 року був настоятелем парафії Різдва Пресвятої Богородиці у селі Розважів Іванківського району Київської області. 2014 року після початку війни їздив на передову як капелан, підтримуючи бійців молитвою і словом. Збудував невелику церкву в Бахмуті під час перебування у зоні бойових дій. Виховував двох власних доньок. 26 лютого повертався до своєї родини в селище Іванків, але на блокпосту його зупинили окупанти – витягли священника з машини і розстріляли.
 Стародубцев Микола Григорович («Борис»), 18.07.1978, м. Кропивницький. З весни 2014 року потайки від сім’ї пішов добровольцем на фронт. До лютого 2015 року воював у батальйоні «Донбас» командиром саперного взводу у званні молодшого лейтенанта. Брав участь у звільненні Попасної, Лисичанська, Курахового. У ході боїв за Іловайськ, отримавши численні важкі поранення, потрапив у полон до російських військових з 76-ї псковської десантно-штурмової дивізії. Після того як кілька українських солдатів померли без медичної допомоги, росіяни віддали Миколу разом із іншими пораненими бійцями Червоному хресту, через що йому пощастило залишитися живим. Після загоєння ран, отриманих під Іловайськом, продовжував воювати. 1 лютого 2015 року отримав важке поранення голови під Дебальцевим. 17 діб перебував у комі, але вижив. Став інвалідом 2 групи. Батько двох дітей. Один із синів випускник Київського військового ліцею імені Івана Богуна. Ввечері 27 лютого Микола Стародубцев був затриманий силами ТрО під командуванням Бригинця. До ранку Стародубцев провів у стінах селищної ради, а потім його передали у будинок культури військовому комісару Володимиру Геннадійовичу Равічеву. Що відбулося в будинку культури невідомо. 28 лютого приблизно о 8-й годині ранку був виведений з будинку культури і вбитий в центрі смт Козелець (Чернігівська область) чотирма пострілами, які здійснив Володимиром Равічев, який повідомив, що Стародубцев працював на росію. Покійного вивезли на слобідське кладовище та закопали, поставивши хреста з іншою датою смерті. Перепохований 16 листопада 2022 року на берковецькому кладовищі.